# Dějiny Spojených států amerických

Státní znak Spojených států amerických

Animace časové osy vstupu států do unie

Dějiny Spojených států amerických počínají příchodem prvních obyvatel z Asie přes Beringii nejméně 10 000 let před naším letopočtem. Některé archeologické objevy nasvědčují možnosti, že na Coloradské plošině žila neznámá lidská kultura už v době před asi 37 000 lety.
První lidské populace se postupně rozčlenily na stovky kmenů a komunit a osídlili celé severoamerické území. Po prvních průzkumných cestách Evropanů v 15. a 16. století sem v 17. století začali přijíždět evropští, především angličtí, kolonisté. Kromě Angličanů na severovýchodě sem přicházeli Španělé, budující malé osady na Floridě a jihozápadě, dále Francouzi, kteří se usazovali podél řeky Mississippi a na pobřeží Mexického zálivu a v menších počtech i Nizozemci a Švédové. Do sedmdesátých let 18. století žilo ve třinácti britských koloniích dva a půl milionu lidí. Po skončení francouzsko-indiánské války v šedesátých letech 18. století britská vláda uložila řadu nových daní. Odpor vůči těmto daním, zejména Bostonské pití čaje (1773), vedl anglický parlament k vyhlášení trestních zákonů, které měly ukončit samosprávu kolonií. Američtí Patrioti (jak se sami nazývali) se naproti tomu přiklonili k politické ideologii zvané republikánství, která zdůrazňovala občanskou povinnost, ctnost a vyhraňovala se vůči korupci, luxusu a aristokracii.
Ozbrojený konflikt začal roku 1775, kdy Patrioti začali pořádat masová shromáždění a vypudili ze všech kolonií královské úředníky. Roku 1776 vyhlásil Druhý kontinentální kongres nový nezávislý útvar, Spojené státy americké. S pomocí rozsáhlé finanční a vojenské pomoci Francie a pod vedením generála George Washingtona zvítězili američtí Patrioti ve válce za nezávislost. Pařížská smlouva z roku 1783 přisoudila novému státu území na východ od řeky Mississippi, s výjimkou Floridy a Kanady. Centrální vláda zřízená články Konfederace však nedokázala zajistit stabilitu, protože nedisponovala pravomocí vybírat daně a neměla žádného výkonného představitele. Roku 1787 Kongres svolal Ústavní konvent ve Filadelfii. Ten vytvořil novou ústavu, ratifikovanou v roce 1789. Roku 1791 ji doplnila Listina práv, zaručující občanům nezcizitelná práva. Vznikla silná ústřední vláda s Washingtonem jako prvním prezidentem a Alexandrem Hamiltonem, jeho hlavním politickým a finančním poradcem. Třetí prezident Thomas Jefferson zakoupil od Francie Louisianské teritorium, čímž se velikost Spojených států zdvojnásobila. Druhá a poslední válka s Británií proběhla v letech 1812–1815.
Pod vlivem přesvědčení o  „zjevném předurčení“ (Manifest Destiny) se federální území začalo rozšiřovat na západ, k Pacifiku. Území Spojených států bylo vždy rozsáhlé, naproti tomu počet obyvatel byl zpočátku poměrně malý, pouze 4 miliony v roce 1790. Populace však rychle rostla, v roce 1810 dosáhla 7,2 milionu, v roce 1860 32 milionů, v roce 1900 76 milionů, 132 milionů v roce 1940 a 321 milionů v roce 2015. Hospodářský růst z hlediska celkového HDP byl ještě rychlejší. Ovšem ve srovnání s evropskými mocnostmi zůstávala vojenská síla Spojených států relativně omezená, a to prakticky až do počátku druhé světové války. Teritoriální expanzi motivovalo úsilí o získání levné půdy pro svobodné farmáře a otrokáře a zakládala se na dobývání či odkupu území od zde žijících indiánských kmenů. Stále kontroverznější šíření otrokářství začalo vyvolávat politické a ústavní rozepře, které se řešily různými kompromisy. Otroctví bylo do roku 1804 zrušeno ve všech státech severně od Masonovy-Dixonovy linie, ale Jih pokračoval v profitování z práce černých otroků, především kvůli vysoce ziskovému vývozu bavlny do Evropy. Roku 1860 byl zvolen prezidentem republikán Abraham Lincoln, který svou kampaň postavil na tématu omezení šíření otrokářství a jeho postupné likvidaci.
Sedm jižních států, závislých na produkci bavlny, se čtyři měsíce před Lincolnovou inaugurací odtrhlo a později založilo konfederaci, která však nedosáhla diplomatického uznání od žádného státu. Útokem Konfederace na pevnost Sumter začala dlouhá a vyčerpávající americká občanská válka (1861–1865). Bojovalo se z velké části na území Jihu a ohromné materiální a lidské zdroje Severu se ukázaly v opotřebovávací válce jako rozhodující. Výsledkem konfliktu bylo obnovení Unie, zbídačení Jihu a zrušení otroctví. V následné éře rekonstrukce (1863–1877) obdrželi osvobození otroci občanská a volební práva. Federální vláda získala mnohem větší moc a díky čtrnáctému dodatku Ústavy v roce 1868 obdržela výslovnou povinnost chránit individuální práva. Když však v 70. letech 19. století bílí demokraté znovu získali moc na jihu, často díky zastrašování černých voličů polovojenskými skupinami, došlo tam k přijetí tzv. „zákonů Jima Crowa“, zachovávajících nadřazenost bílého obyvatelstva a přijetí ustanovení, zbavujících volebního práva většinu černochů a mnoho chudých bělochů. Tato situace pokračovala po celá desetiletí až do vzniku hnutí občanských práv v šedesátých letech 20. století a přijetí federální legislativy k prosazování ústavních práv.
Na přelomu 20. století se Spojené státy staly přední světovou průmyslovou velmocí díky prudkému rozvoji podnikání na severovýchodě a středozápadě a příchodu milionů přistěhovaleckých dělníků a zemědělců z Evropy. S pomocí práce čínských přistěhovalců byla dokončena celostátní železniční síť, rozsáhlé těžební a průmyslové podniky industrializovaly severovýchod a středozápad. Masová nespokojenost s korupcí, neefektivností a tradicionalistickou politikou dala vzniknout progresivnímu hnutí, které během 90. let 19. století až 20. let 20. století iniciovalo mnoho sociálních a politických reforem. Příkladem jsou 16. a 17. dodatek Ústavy z roku 1913, které stanovily první národní daň z příjmů a přímou volbu amerických senátorů do Kongresu. Devatenáctý dodatek z roku 1920 zaručil volební právo žen. Během první světové války byly Spojené státy zpočátku neutrální, v roce 1917 však vyhlásily válku Německu a přispěly k vítězství Dohody v následujícím roce.
Éra prosperity 20. let skončila krachem na newyorské burze v říjnu 1929 a následným nástupem celosvětové hospodářské krize trvající celé další desetiletí. Demokratický prezident Franklin D. Roosevelt ukončil období republikánské dominance v Bílém domě a realizoval svoje programy zvané „Nový úděl“ pro pomoc, obnovu a reformu. Nový úděl, který definoval moderní americký liberalismus, zahrnoval pomoc pro nezaměstnané, podpory pro zemědělce, systém sociálního zabezpečení a minimální mzdu. Po japonském útoku na Pearl Harbor v prosinci 1941 vstoupily Spojené státy do druhé světové války po bok Británie, Sovětského svazu, Číny a dalších spojeneckých národů. USA financovaly spojenecké vojenské úsilí a pomohly porazit nacistické Německo na evropském bojišti. Válečné úsilí vyvrcholilo užitím nově vynalezených jaderných zbraní na japonská města, což přispělo k porážce císařského Japonska.
Spojené státy a Sovětský svaz vyšly z druhé světové války jako vzájemně soupeřící supervelmoci. Během studené války se USA a SSSR nepřímo konfrontovaly v závodech ve zbrojení, vesmírném závodě, různých zástupných válkách a propagandistických kampaních. Americká zahraniční politika během studené války se zakládala na podpoře Západní Evropy a Japonska spolu s politikou zadržování, která měla bránit šíření komunismu. To byl i hlavní důvod vstupu Spojených států do válek v Koreji a ve Vietnamu. V šedesátých letech, z velké části díky síle hnutí za občanská práva, byla přijata další vlna sociálních reforem prosazováním ústavních práv volby a svobody pohybu pro Afroameričany a jiné rasové menšiny. Studená válka skončila s rozpadem Sovětského svazu v roce 1991 a Spojené státy zůstaly jedinou světovou supervelmocí.
Po studené válce se Spojené státy zaměřily na mezinárodní konflikty na Blízkém východě v reakci na válku v Zálivu na počátku 90. let. Počátek 21. století poznamenaly útoky Al-Kajdy z 11. září 2001, které následovaly války vedené USA v Iráku a Afghánistánu. V roce 2008 postihla Spojené státy nejhorší hospodářská krize od dob Velké krize 30. let, po níž následuje období pomalejšího tempa růstu ekonomiky v průběhu 10. let 21. století.

Teritoriální expanze Spojených států 1776–1959.
Rozdělení podle vstupu státu do unie.
1776–1790
1791–1799
1800–1819
1820–1839
1840–1859
1860–1879
1880–1899
1900–1950
1950–1959

## Předkolumbovská éra

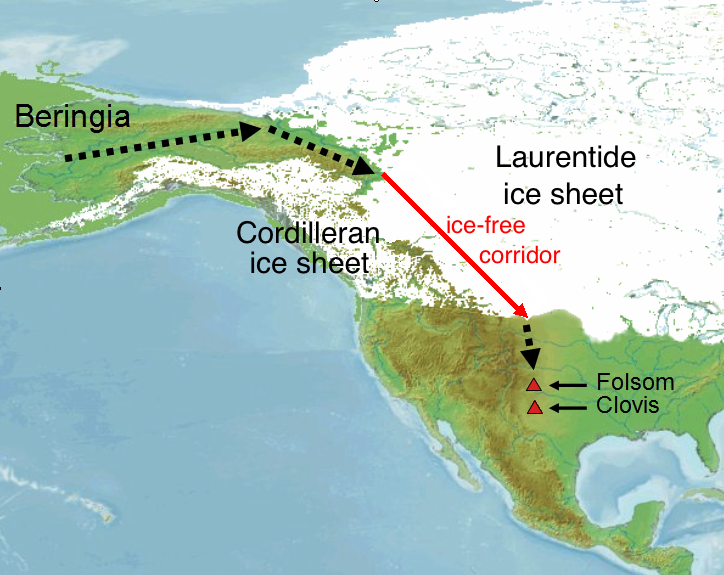
Mapa zobrazující přibližnou pozici nezaledněného koridoru a specifických paleoindiánských sídlišť (teorie kultury Clovis)

Není s určitostí známo, jak nebo kdy domorodí Američané poprvé osídlili americké kontinenty a území dnešních Spojených států. Podle převažující teorie lidé migrovali z Eurasie přes Beringii, pozemní most, který během doby ledové spojoval Sibiř s dnešní Aljaškou, a poté se rozšířili na jih do všech oblastí Ameriky a pravděpodobně dorazili až k hranicím Antarktického poloostrova.[zdroj?] Tato migrace snad začala již před 30 000 lety a pokračovala až do doby před zhruba 10 000 lety, kdy pozemní most zaplavilo stoupání mořské hladiny, způsobené ukončením poslední doby ledové. Tito raní obyvatelé, nazývaní paleoindiáni, se brzy rozčlenili do mnoha stovek kulturně odlišných národů a kmenů.
Předkolumbovská éra zahrnuje všechna podrobnější dělení historie a prehistorie Ameriky před významnější přítomností Evropanů na amerických kontinentech, počínaje obdobím původního osídlování v období mladého paleolitu až k evropské kolonizaci v raném novověku. Zatímco z technického hlediska se vztahuje na období před plavbami Kryštofa Kolumba v letech 1492–1504, v praxi tento termín obvykle zahrnuje historii amerických domorodých kultur až do jejich podmanění nebo významného ovlivnění Evropany, i když se to stalo po desetiletích nebo dokonce staletích po prvním Kolumbově přistání.

### Vývoj původního osídlení před příchodem Evropanů

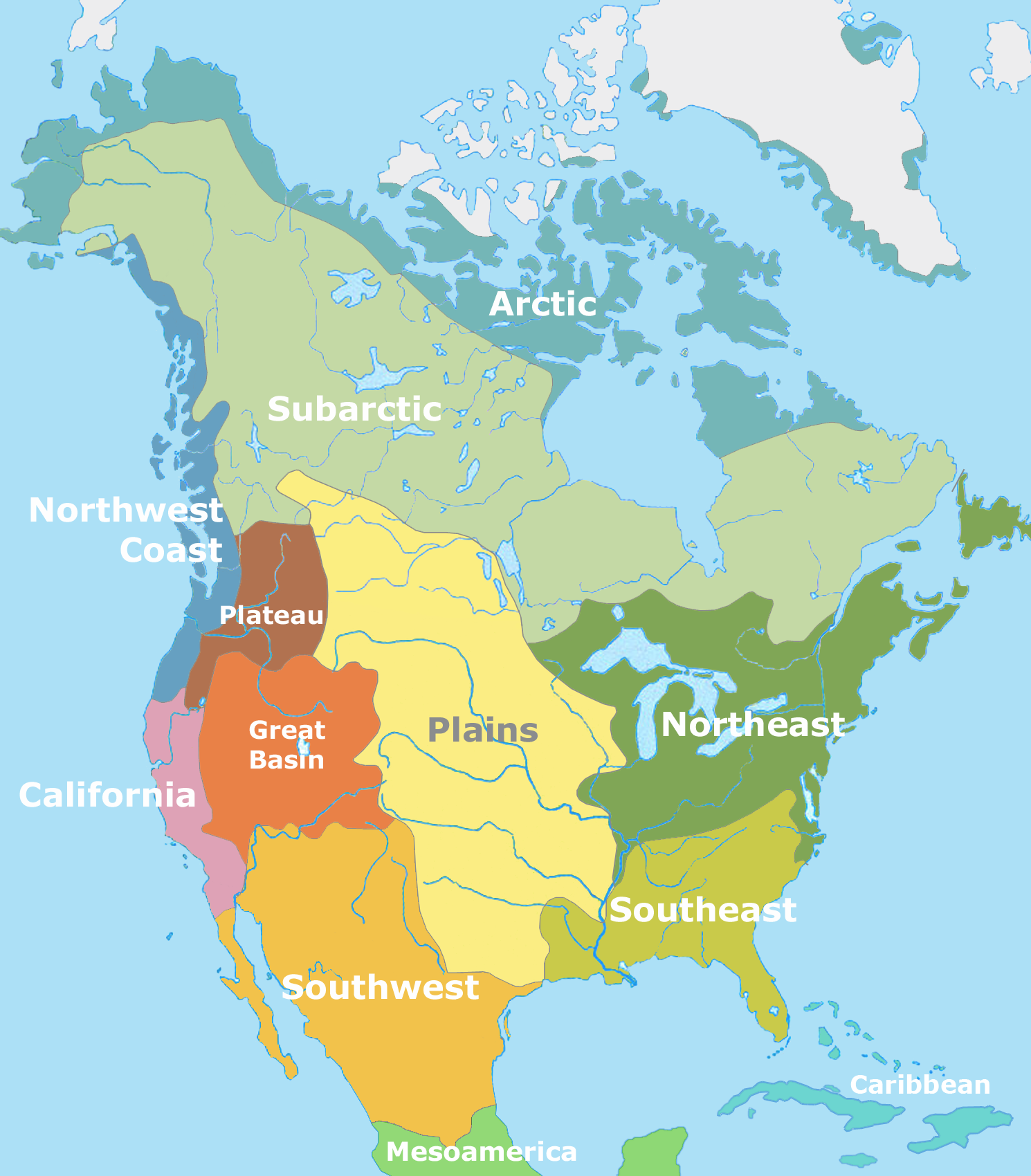
Kulturní oblasti předkolumbovské Severní Ameriky podle Alfreda Kroebera

Kultury domorodých Američanů (amerických indiánů) mladší doby kamenné se obvykle necharakterizují jako „neolitické“ (na rozdíl od kultur v Eurasii, Africe a jinde) ale člení se do pěti fází, a pouze do tří v případě Severní Ameriky:
- Kamenné období (Paleoindiáni) (18 000 př. n. l. – 8000 př. n. l.) – převažoval lov velké zvěře. Příklady zahrnují kultury Clovis, Folsom, Dalton aj.
- Archaické období (8000 př. n. l. – 1000 n. l.) – vzrůstal význam sběračství, lovecký způsob života klesal na významu. Příklady zahrnují kulturu Archaic Southwest nebo kulturu Poverty Point.
- Post-archaické období (1000 n. l. – současnost) – rozvoj vesnického zemědělství, stavba budov, pyramid atd. Zahrnuje například kultury Pueblo, Mississippi, Hopewell, Freemont a další.

Severní Ameriku obsadily početné paleoindiánské kultury. Některé se rozkládaly kolem Velkých planin a Velkých jezer, na území moderních Spojených států amerických a Kanady, stejně jako na přilehlých oblastech na západě a jihozápadě. Podle orálních dějin mnohé domorodé národy Ameriky žijí na tomto kontinentu od svého vzniku, který je popsán širokou škálou tradičních příběhů o stvoření. Jiné kmeny mají příběhy, které popisují migraci dlouhou zemí a přes velkou řeku, která je považována za řeku Mississippi. Genetická a lingvistická data spojují původní obyvatelstvo tohoto kontinentu s pravěkými obyvateli severovýchodní Asie. Archeologické a lingvistické údaje umožnily vědcům objevení některých migrací v rámci kontinentu.

### Hlavní kultury
Adenská kultura: byla to domorodá americká kultura, která existovala v době od 1000 př. n. l. až 200 př. n. l., v období známém jako rané období Woodland. Adenská kultura zahrnuje pravděpodobně větší počet příbuzných indiánských společenství, které sdílely pohřební komplex a ceremoniální systém.
Kultura Coles Creek: tato kultura se rozvíjela v údolí dolního toku Mississippi, časově se řadí mezi poslední fázi období Woodland a následné období kultury Plaquemine, jejímž je předchůdcem. Období je charakterizováno vzrůstajícím užíváním plochých náspů jako základů pod obydlí, uspořádaných kolem centrálních náměstí, složitějšími politickými institucemi a strategií obživy, která se stále zakládala na pěstování původních zdomácnělých plodin a lovu namísto nepůvodní kukuřice, která převládla v následném období mississippské kultury Plaquemine. Kulturu původně definoval podle jedinečné výzdoby šamotové keramiky archeolog James A. Ford během svých průzkumů na archeologickém nalezišti Mazique.
Hohokamská kultura: byla to kultura soustředěná kolem amerického jihozápadu. Lidé rané kultury Hohokam založili řadu malých osad podél středního toku řeky Gila. Pěstovali kukuřici, tykve a fazole. Komunity se nacházely v blízkosti kvalitní orné půdy, přičemž v ranějších dobách této kultury bylo běžné suché zemědělství. Charakteristickým znakem této kultury je hrnčířská technika paddle-and-anvil. Klasické období kultury zaznamenalo vzestup architektury a keramiky. Budovy na vyvýšených zemních mohylách byly seskupeny do dvorců, obehnaných zdí. Ploché mohyly se stavěly podél toku řek, stejně jako zavlažovací kanály, což naznačuje, že tyto lokality představovaly správní centra, distribuující vodu a koordinující práce na kanálech. Začala vznikat polychromovaná keramika a pohřbívání do země nahradilo dřívější spalování mrtvých. Obchodovalo se s mušlemi a jiným exotickým zbožím. Sociální a klimatické faktory vedly k úpadku a opuštění území po roce 1400 n. l.
Kultura Starých Pueblanů (Anasaziové): tato kultura pokrývala současný americký region čtyř rohů, zahrnující jižní Utah, severní Arizonu, severozápadní Nové Mexiko a jihozápadní Colorado. Předpokládá se, že kultura Pueblanů se alespoň z části vyvinula z Osharské tradice, která se zase vyvinula z kultury Picosa. Žili v obydlích různých typů, mezi něž patřily malé rodinné zemnice, větší klanové stavby, velká puebla („vesnice“) a domy ve skalních převisech. Pueblané vytvořili komplexní síť osídlení, která se táhla přes Koloradskou plošinu a spojovala stovky komunit a populačních center. Kultura je pravděpodobně nejlépe známá díky kamenným a zemním obydlím postaveným ve stěnách skalních převisů, zvláště během období Pueblo II a Pueblo III.

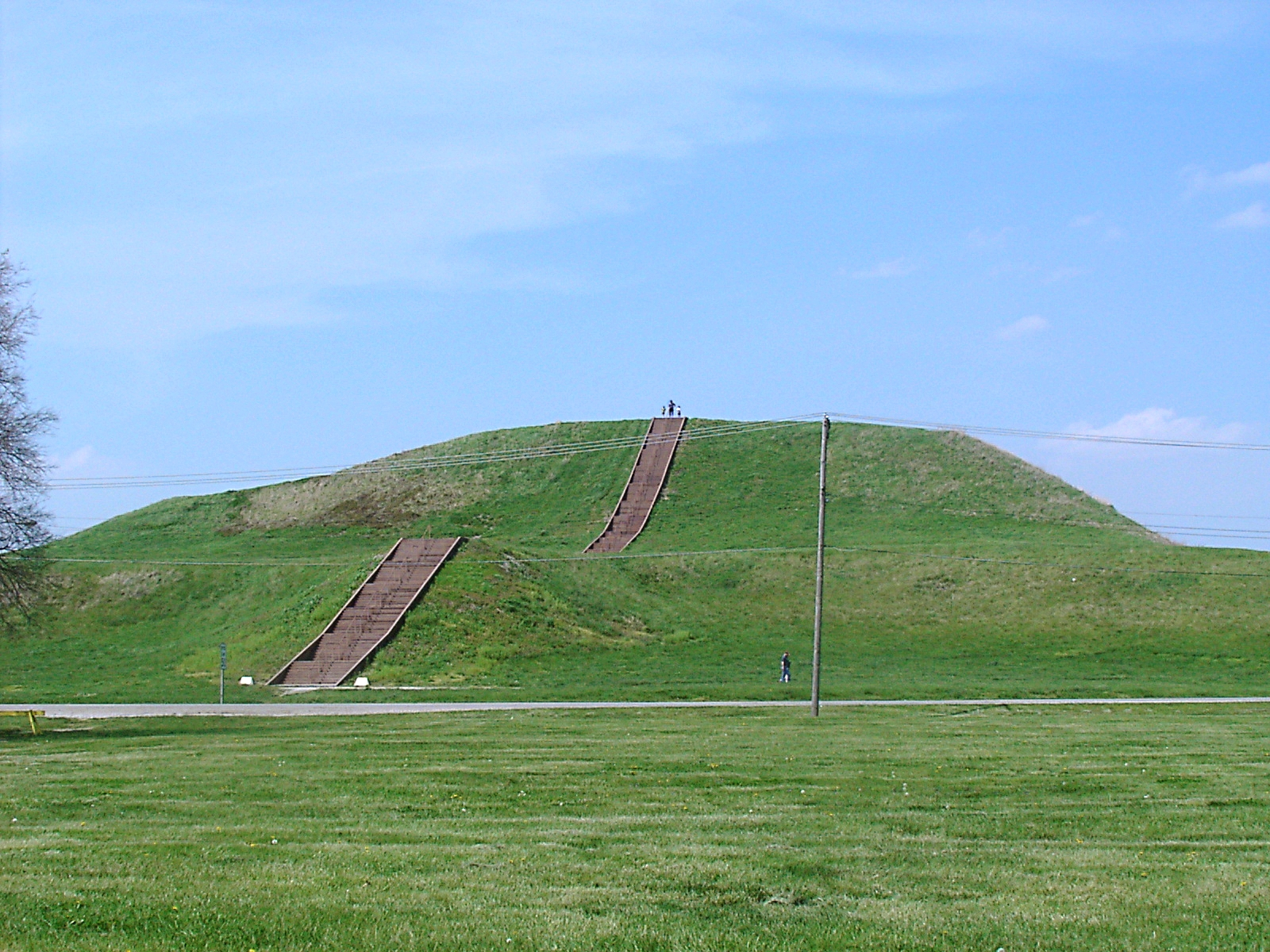
Monks Mound v Cahokii (Seznam světového dědictví UNESCO). Umístění betonového schodiště sleduje přibližný průběh původních dřevěných schodů.

Mississippská kultura: rozšířila se v údolích řek Ohio a Mississippi, její stavby se vyskytovaly po celém jihovýchodě. Vytvořila největší zemní díla v Severní Americe severně od Mexika, nejvýznamnějším z nich v Cahokia, na přítoku řeky Mississippi v dnešním státě Illinois.
Kultura Irokézů: Irokézská liga národů nebo též „Lidé z dlouhého domu“ se sídlem v dnešní severní a západní části státu New York měla přibližně od poloviny 15. století podobu konfederace. Podle některých názorů tato kultura přispěla k formování politické podoby pozdějších Spojených států, tato myšlenka však není obecně akceptována,vzhledem k tomu že se Irokézský systém podobný federaci odlišoval od silných, centralizovaných evropských monarchií.
Během válek Irokézové donutili několik kmenů k odchodu na západ, na území, která se stala jejich tradičními zeměmi západně od řeky Mississippi. Kmeny pocházející z údolí řeky Ohio a které se přestěhovaly na západ, zahrnovaly lid Osage, Kaw, Ponca a Omaha. Do poloviny 17. století se znovu usadili ve svých historických zemích na území dnešního Kansasu, Nebrasky, Arkansasu a Oklahomy. Kmen Osage bojoval s domorodci jazyka Caddo, do poloviny 18. století je vytlačil a ovládl své nové historické území.

### Domorodý vývoj na Havaji
Historie domorodých obyvatel na Havaji začíná osídlením Polynésany mezi 1. a 10. stoletím n. l. Oblast okolo roku 1200 n. l. objevili tahitští průzkumníci, kteří se zde také začali usazovat. Tím začal vzestup havajské civilizace, izolované od zbytku světa dalších 500 let až do příchodu Britů. Evropané zastoupení britským objevitelem kapitánem Jamesem Cookem dorazili na Havajské ostrovy v roce 1778. Během pěti let kontaktu evropská vojenská technologie pomohla Kamehamehovi I. podrobit si většinu obyvatelstva a poprvé v historii sjednotit ostrovy založením Havajského království.

## Koloniální období

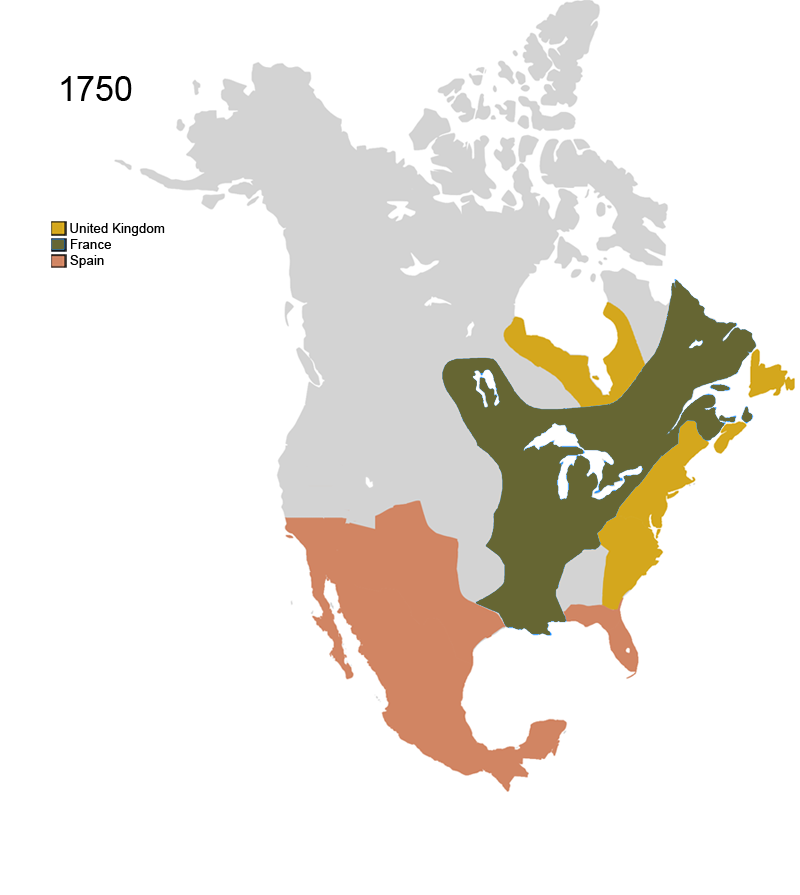
Evropské územní nároky v Severní Americe, kolem roku 1750
Francie
Velká Británie
Španělsko

Po období průzkumu sponzorovaného významnými evropskými státy založili první úspěšné osídlení Angličané v roce 1607 ve Virginii (Jamestown). Evropané do nové země přivedli koně, dobytek a prasata, odtud naopak přivezli do Evropy kukuřici, brambory, tabák, fazole, tykve a krůty. Mnozí průzkumníci a raní osadníci Ameriky zemřeli po nákaze novými chorobami. Mnohem drastičtější účinky však měly kolonisty zavlečené eurasijské choroby, především spalničky a neštovice, na domorodé Američany, protože ti vůči nim postrádali imunitu. Následovaly rozsáhlé epidemie a hromadná vymírání domorodců, obvykle ještě před počátkem rozsáhlejšího evropského osidlování. Jejich společenství byla touto mírou úmrtí zdevastována a jejich jádra zanikla.

### Španělská, nizozemská a francouzská kolonizace

#### Španělé
Španělští průzkumníci byli prvními evropskými zástupci v Americe. Dorazili s druhou expedicí Kryštofa Kolumba, která 19. listopadu 1493 dosáhla Portorika. Další Španělé v roce 1513 dorazili na Floridu. Španělské expedice rychle postoupily až do Appalačských hor, k řece Mississippi, do Grand Canyonu a na Velké planiny. V roce 1540 podnikl Hernando de Soto rozsáhlý průzkum jihovýchodu.
Téhož roku 1540 Francisco Vásquez de Coronado uskutečnil průzkumnou cestu z Arizony do centrálního Kansasu. Malé španělské osady se postupem času staly důležitými městy, jako San Antonio v Texasu, Albuquerque v Novém Mexiku, Tucson v Arizoně nebo Los Angeles a San Francisco v Kalifornii.

#### Nizozemci
Nové Nizozemí byla nizozemská kolonie založená v 17. století s jádrem na místě dnešního New York City a v údolí řeky Hudson. Nizozemci obchodovali s kožešinami s indiány na severu. Kolonie sloužila jako překážka expanzi britských osadníků z Nové Anglie. Přestože nizozemští osadníci byli kalvinisté a zaváděli v Americe Reformovanou církev, tolerovali i jiná náboženství a kultury.
Nizozemské kolonie v roce 1664 zabrala Británie, přesto zanechaly trvalý vliv na americký kulturní a politický život. Mezi významné Američany nizozemského původu patřili například Martin Van Buren, Theodore Roosevelt nebo Franklin Delano Roosevelt.

#### Francouzi
Nová Francie byla oblast Severní Ameriky kolonizovaná Francií v letech 1534–1763. Mimo Québec a Akádii žilo jen málo trvalých osadníků, ale Francouzi navázali rozsáhlé obchodní vztahy s americkými indiány v oblasti Velkých jezer a na středozápadě. Francouzské osídlení podél řek Mississippi a Illinois sestávalo ze zemědělských komunit, které zásobovaly potravinami osady na pobřeží Mexického zálivu. Francouzi založili v Louisianě plantáže a osady New Orleans, Mobile a Biloxi.

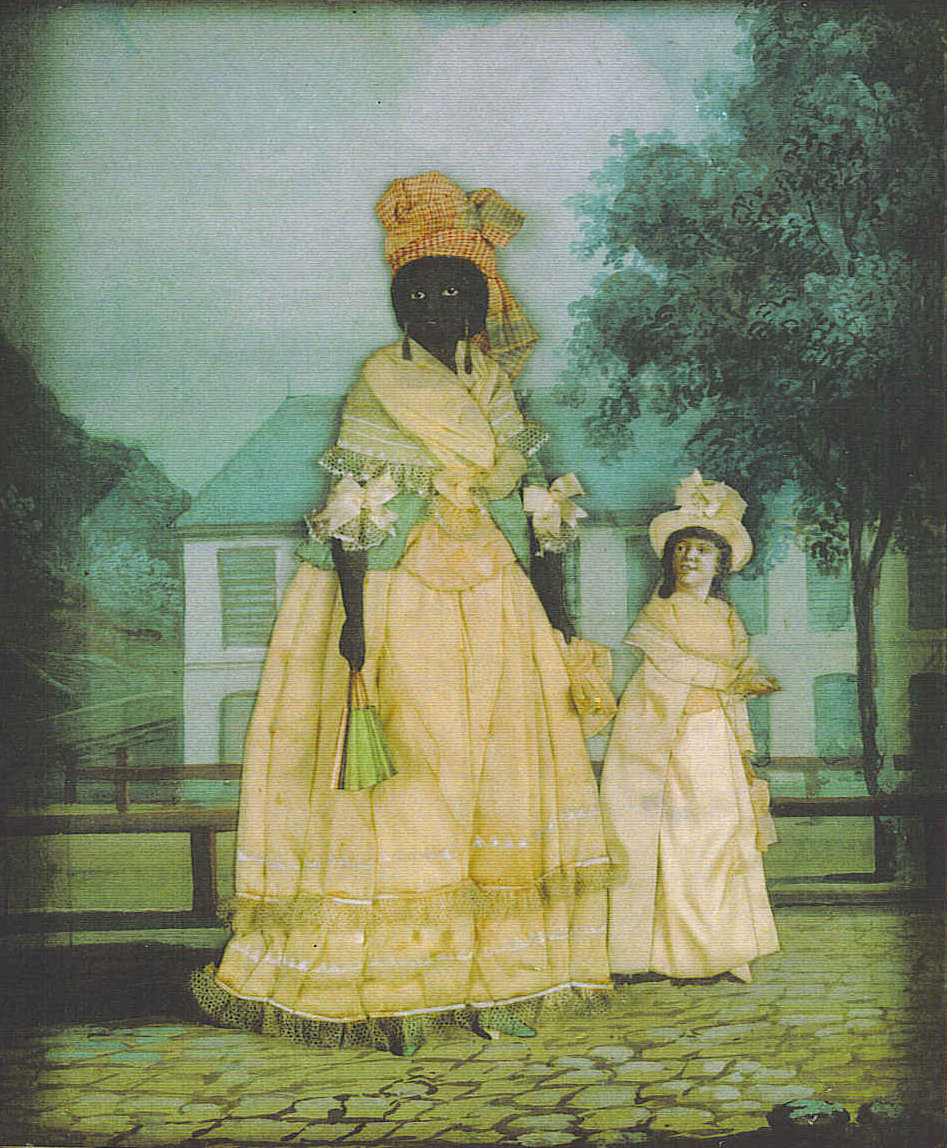
Svobodná černá žena z New Orleansu, malba z pozdního 18. století

Konfederace Wabanaki a většina kmenů z oblasti Velkých jezer byli spojenci Nové Francie během čtyř francouzských a indiánských válek (válka krále Viléma, válka královny Anny, válka krále Jiřího a francouzsko-indiánská válka), zatímco na straně britských kolonií stála konfederace Irokézů. Během francouzsko-indiánské války – severoamerické části sedmileté války – Nová Anglie úspěšně bojovala proti francouzské Akádii. Britové z Akádie vyhnali Francouze a v kolonii, přejmenované na Nové Skotsko, je nahradili nově příchozí osadníci z Nové Anglie. Nakonec se někteří bývalí Akádiané usadili v Louisianě, kde vytvořili typickou venkovskou kulturu Cajun, která existuje do současnosti. Odkupem Louisiany Spojenými státy v roce 1803 se stali americkými občany. Ostatní francouzské osady podél řek Mississippi a Illinois absorbovala vlna amerických osadníků, přicházejících od 70. let 18. století, nebo se jejich obyvatelé přestěhovali na západ. Francouzský vliv a jazyk v New Orleansu, Louisianě a na pobřeží Mexického zálivu byl trvalejší; obzvláště New Orleans se v době před občanskou válkou vyznačoval velkou populací svobodného barevného obyvatelstva.

### Britská kolonizace

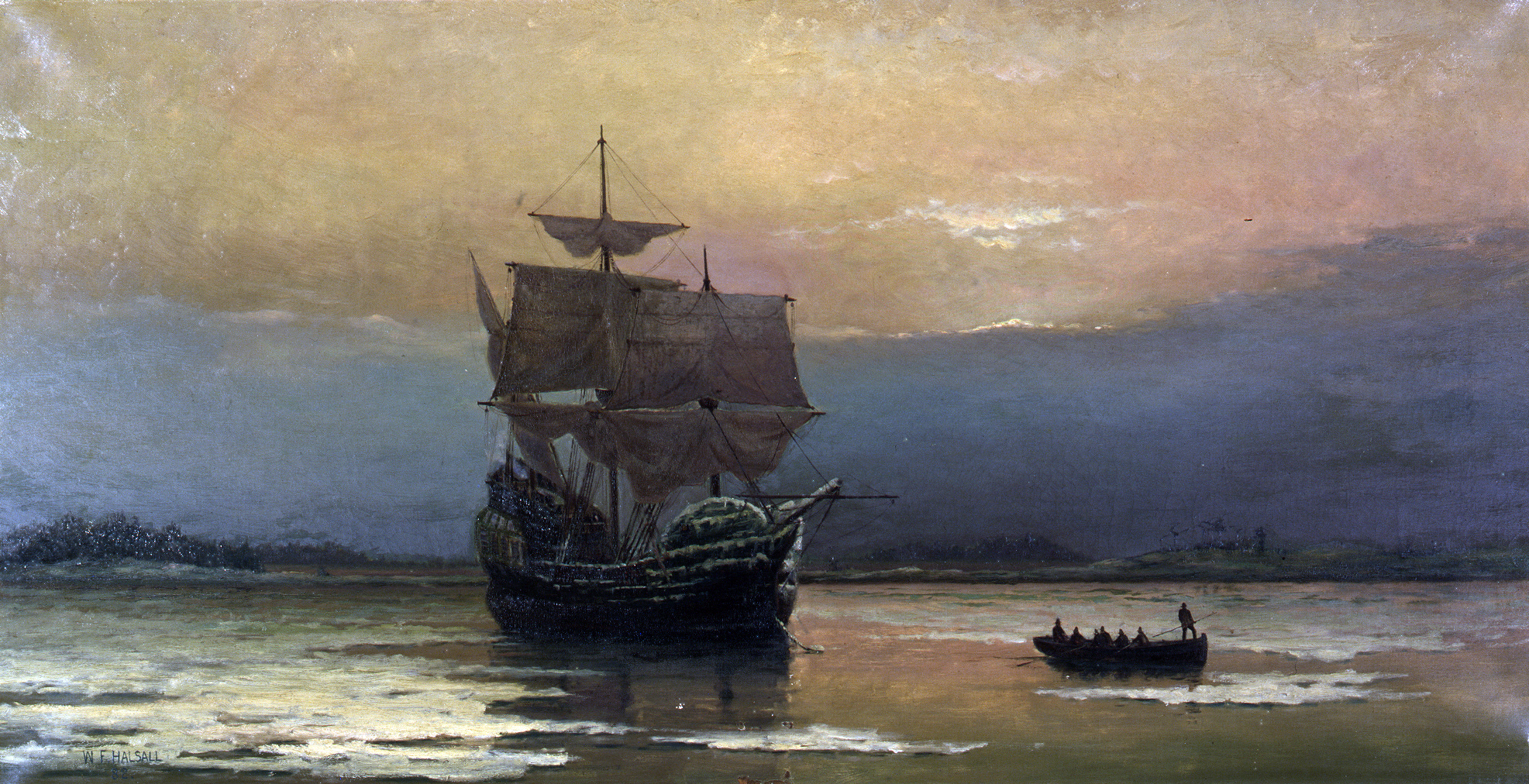
Loď Mayflower, která dopravila Poutníky do Nového světa. Během první zimy v Plymouthu zemřela asi polovina Poutníků.

Pás země podél východního pobřeží během 17. století osídlili převážně angličtí kolonisté, spolu s daleko menším počtem nizozemských a švédských kolonistů. Podobu koloniální Ameriky utvářel jednak silný nedostatek pracovních sil, což vedlo k zavedení forem nesvobodné pracovní síly, jako je otroctví a smluvní služba, a jednak politická tolerance mateřské země, která nevynucovala striktní poslušnost kolonií (tzv. „Blahodárné zanedbávání“, anglicky Salutary neglect). Více než polovina všech evropských přistěhovalců do amerických kolonií přišla jako smluvní služebníci. „Blahodárné zanedbávání“ umožnilo vytvořit svébytný americký duch, odlišný od svých evropských zakladatelů.

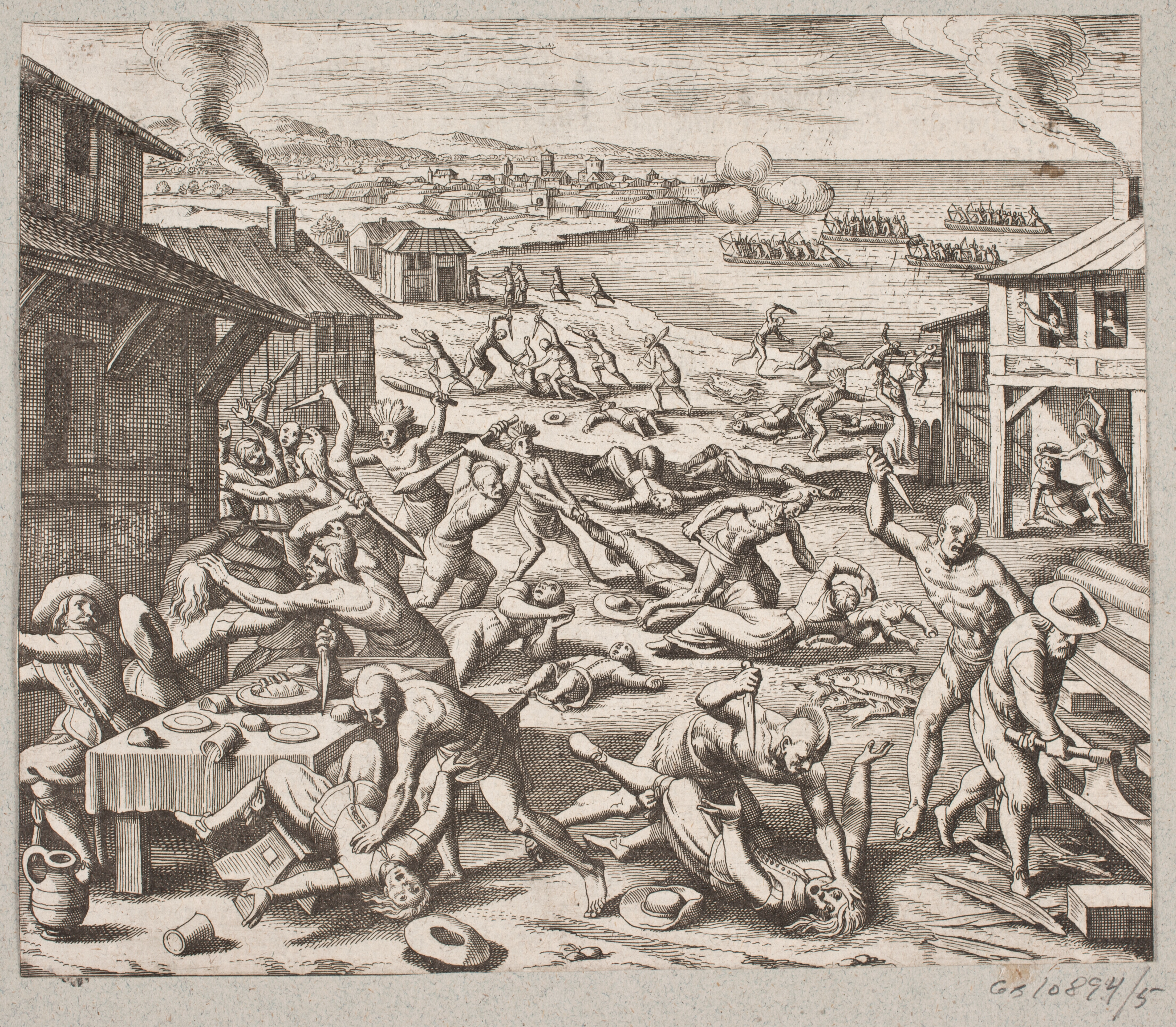
Indiánský masakr osadníků v Jamestownu roku 1622. Brzy se kolonisté na jihu obávali všech domorodců jako nepřátel.

První úspěšná anglická kolonie, Jamestown, byla založena v roce 1607 na řece James ve Virginii. Jamestown skomíral po celá desetiletí, dokud ve 2. polovině 17. století nedorazila nová vlna osadníků, která zavedla komerční zemědělství založené na pěstování tabáku. Od pozdních 10. let 17. století až do Americké revoluce Britové deportovali do svých amerických kolonií zhruba 50 000 odsouzenců. Jedním z vážných případů konfliktů mezi domorodci a kolonisty bylo povstání Powhatanů ve Virginii roku 1622, při kterém indiáni zabili stovky anglických osadníků. Následovala jej druhá anglo-powhatanská válka. Největšími konflikty mezi domorodými indiány a anglickými osadníky v 17. století byla válka krále Filipa v Nové Anglii a Yamaseeská válka v Jižní Karolíně ve 2. desetiletí 18. století.
Nová Anglie byla původně osídlená především puritány. Otcové poutníci založili roku 1620 Plymouthskou kolonii, po níž následovalo vytvoření kolonie v zátoce Massachusetts roku 1630. Tyto střední kolonie, skládající se ze současných států New York, New Jersey, Pensylvánie a Delaware se vyznačovaly velkou rozmanitostí. Prvním pokusem o anglické osídlení na jih od Virginie se stala provincie Carolina, v níž byla roku 1733 založena poslední z třinácti amerických kolonií, Georgie.
Kolonie charakterizovala náboženská rozmanitost, s kongregacionalisty v Nové Anglii, německými a nizozemskými reformisty ve středních koloniích, katolíky v Marylandu, a skotsko-irskými presbyteriány na západě. Mezi původní osadníky ve městech Nové Anglie a na jihu patřili i sefardští Židé. Mnoho přistěhovalců přišlo jako náboženští uprchlíci: francouzští hugenoti se usadili v New Yorku, Virginii a v Severní a Jižní Karolíně. Mnozí královští úředníci a obchodníci byli Anglikáni.
Religiozita v koloniích se značně rozšířila po tak zvaném „Prvním velkém probuzení“ v 40. letech 18. století, vedeném kazateli jako Jonathan Edwards a George Whitefield. Američtí evangelikalisté zasažení Probuzením kladli zvýšený důraz na vylití Ducha svatého a konverze nových věřících. Další náboženská obrození tyto charakteristické znaky zachovala a přenesla nově vytvořený evangelikalismus do rané republiky a připravila půdu pro „Druhé velké probuzení“, které začalo koncem 90. let 18. století. V raných fázích hlásali evangelikáni na jihu, jako metodisté a baptisté, náboženskou svobodu a zrušení otroctví; konvertovali mnoho otroků a některé z nich uznávali jako kazatele.

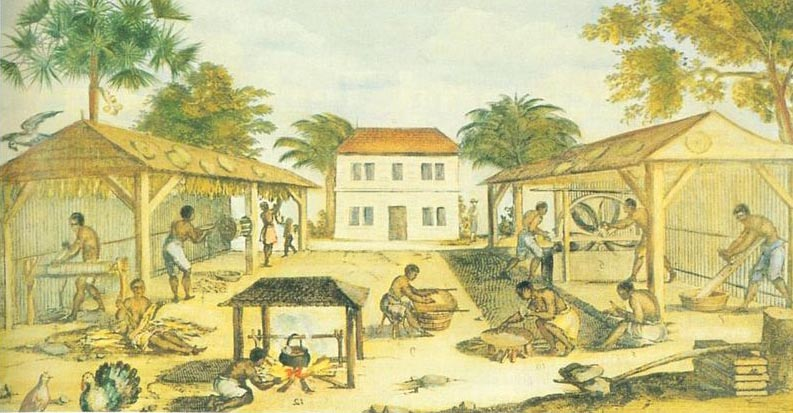
Otroci na tabákových plantážích ve Virginii, cca 1670

Každá z 13 amerických kolonií měla poněkud jinou vládní strukturu. Nejvyšším představitelem kolonie byl guvernér jmenovaný z Londýna, který řídil výkonnou správu a spoléhal na místně volenou legislativu při hlasování o daních a vydávání zákonů. Od 18. století americké kolonie velmi rychle rostly v důsledku nízké úmrtnosti spolu s dostatečným množstvím dostupné půdy a potravin. Kolonie se staly bohatšími než většina částí domácí Británie a přitahovaly neustálý tok přistěhovalců, zejména dospívajících, kteří přijížděli jako smluvní služebníci.
Pro práci na tabákových a rýžových plantážích se dováželi afričtí otroci z britských kolonií v Západní Indii. Do 70. let 18. století afričtí otroci představovali pětinu americké populace. Kolonie neuvažovaly o nezávislosti na Británii do té doby, dokud potřebovaly britskou vojenskou podporu proti francouzským a španělským mocnostem. Tyto hrozby však po sedmileté válce pominuly. V duchu merkantilismu považovala britská vláda americké kolonie především jako prostředek k zajištění blahobytu mateřské země.

## Kolonie během 18. století
V Jižní Karolíně a ve Virginii vznikla vyšší vrstva s bohatstvím založeným na velkých plantážích obhospodařovaných otroky, která měla významnou politickou moc a dokonce disponovala i kontrolou nad kostely. Pouze v severní části státu New York existoval unikátní společenský systém, kde nizozemští farmáři pracovali na půdě pronajaté od bohatých nizozemských držitelů, jako byla rodina Rensselaerů. Ostatní kolonie, především Pensylvánie, byly více rovnostářské. V polovině 18. století byla Pensylvánie v podstatě kolonií střední třídy, která chovala jen malý respekt ke své nepočetné vyšší třídě.

### Politická integrace a autonomie

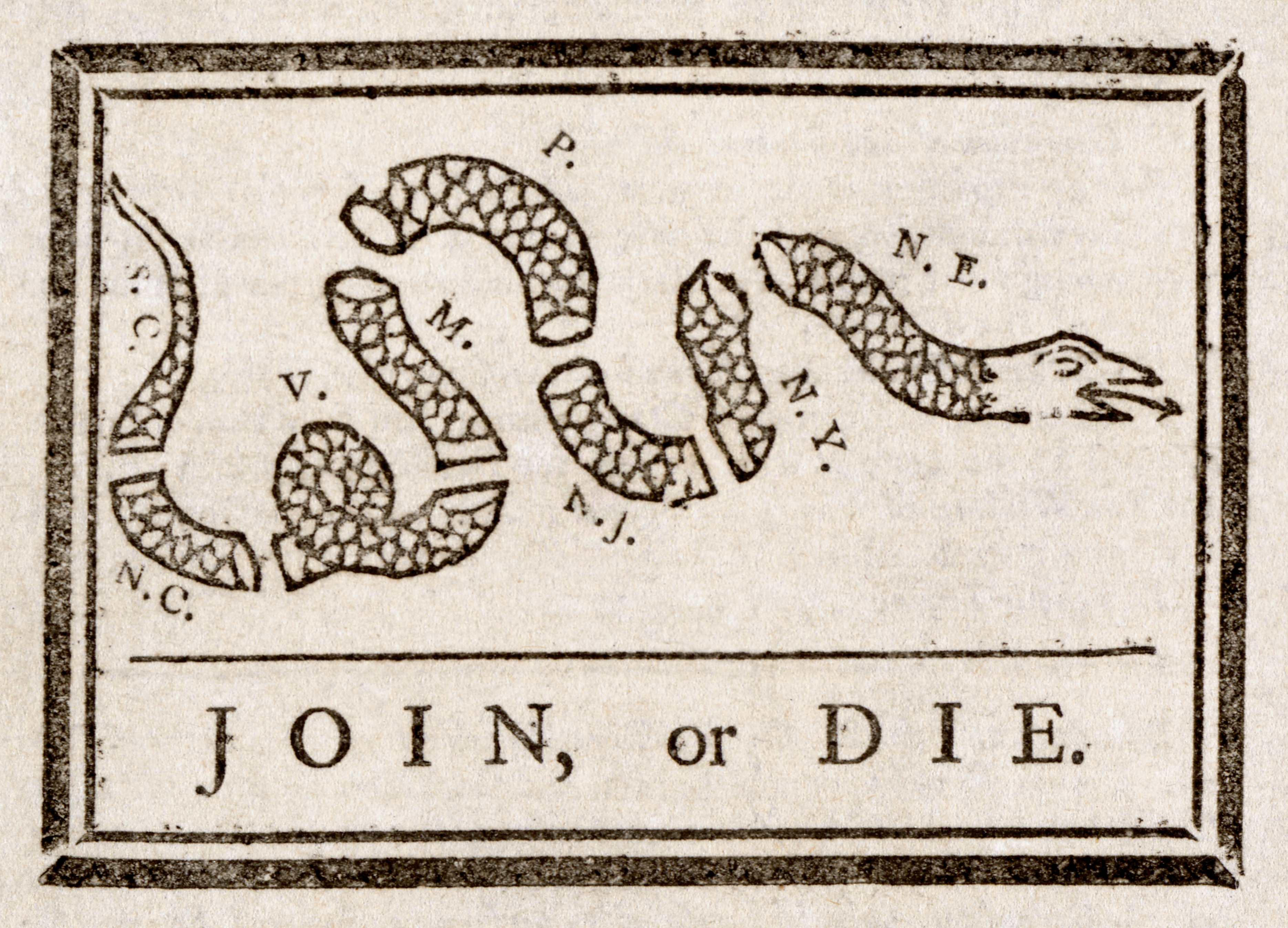
„Spojit se nebo zahynout“ (Join or Die), politická karikatura z roku 1756 od Benjamina Franklina, vybízející kolonie ke spojení během francouzsko-indiánské války.

Francouzsko-indiánská válka (1754–63) – součást většího globálního konfliktu, sedmileté války – znamenala přelom v politickém vývoji kolonií. Vliv hlavních konkurentů britské koruny v severní Americe, Francouzů a severoamerických indiánů, se výrazně snížil a území třinácti kolonií expandovalo na úkor území Nové Francie, a to jak v Kanadě, tak na teritoriu Louisiana. Válečné úsilí navíc vedlo k větší politické integraci kolonií, jejímž odrazem byl kongres v Albany a symbolem výzva Benjamina Franklina k tomu, aby se kolonie „spojily nebo zahynuly“ (Join or Die). Franklin byl mužem mnoha vynálezů – jedním z nich byl koncept Spojených států amerických, který vznikl po roce 1765 a dosáhl uskutečnění v červenci 1776.
Po britské akvizici francouzského území v Severní Americe vydal král Jiří III. roku 1763 dekret s cílem uspořádat novou severoamerickou říši a chránit domorodé indiány před koloniální expanzí na západ od Appalačských hor. Během následujících let začalo vznikat napětí ve vztazích mezi kolonisty a Korunou. Britský parlament schválil roku 1765 tzv. Kolkový zákon, uvalující daň na kolonie, bez toho aby prošel koloniální legislativou. Tím vznikla otázka, zda má Parlament toto právo zdanit Američany, kteří v něm nejsou zastoupeni. Pod heslem „Žádné zdanění bez zastoupení“ ("No taxation without representation"), kolonisté odmítali platit daně, přičemž napětí v pozdních šedesátých a na počátku sedmdesátých let dále stoupalo.

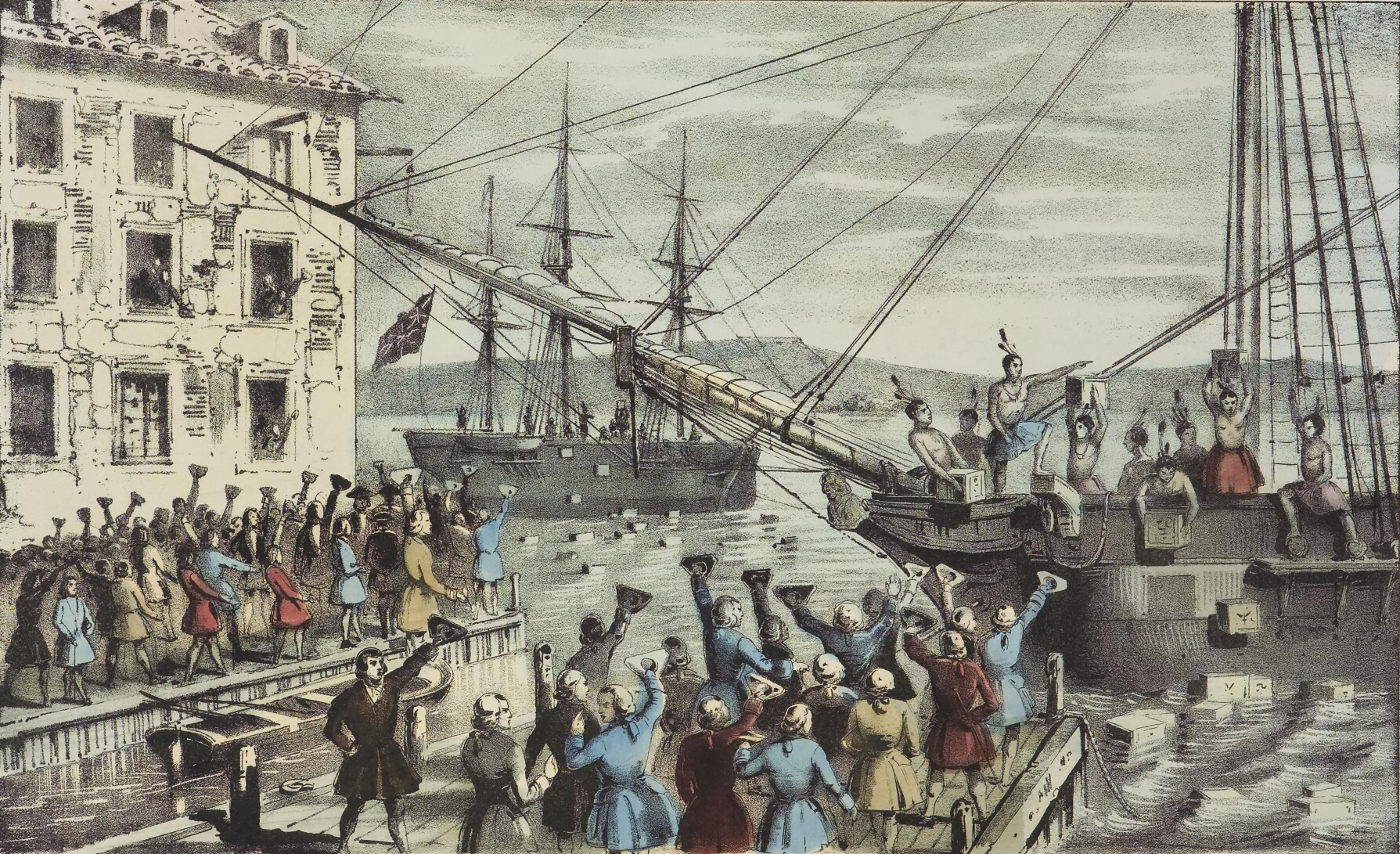
Malba z roku 1846 zobrazující Bostonský čajový dýchánek v roce 1773.

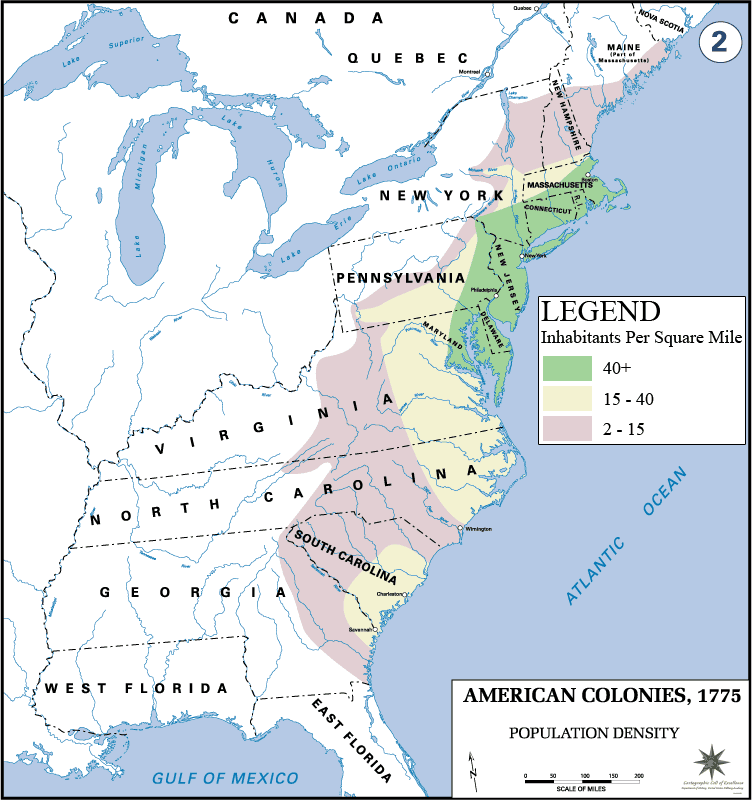
Hustota obyvatelstva na území amerických kolonií v roce 1775 (obyvatelé na čtvereční míli)

Bostonský čajový dýchánek v roce 1773 byl přímou akcí aktivistů ve městě Boston, kteří tak protestovali proti nové dani na čaj. Parlament reagoval následujícího roku vydáním tzv. Donucovacích zákonů (Coercive Acts), které zbavily Massachusetts jeho historického práva na samosprávu a nastolily v něm vojenskou správu, což vyvolalo pobouření a odpor ve všech třinácti koloniích. Vůdci Patriotů ze všech kolonií svolali první kontinentální kongres, aby koordinovali svůj odpor vůči Donucovacím zákonům. Kongres vyzval k bojkotu britského obchodu, vydal soupis práv a stížností a žádal krále o nápravu těchto křivd. Odvolání se ke Koruně nemělo žádný účinek a následně byl roku 1775 svolán druhý kontinentální kongres, s cílem zorganizovat obranu kolonií proti britské armádě.
Obyčejní lidé povstali proti Britům i přesto, že nechápali zcela ideologické důvody svých představitelů. Měli silné cítění pro „práva“, která podle jejich mínění Britové záměrně porušovali – práva na samosprávu, spravedlivé jednání a vládu založenou na všeobecném souhlasu. Byli velmi citliví na známky tyranie, kterou viděli v příjezdu britské armády do Bostonu, aby potrestala tamější obyvatele. Tím rostl jejich pocit bezpráví, což vedlo k hněvu a touze po odplatě. Kolonisté věřili, že Bůh je na jejich straně.
Pokud jde o politické hodnoty, Američané byli do značné míry sjednoceni pod ideou republikánství, které odmítalo aristokracii a kladlo důraz na občanskou povinnost a morální čistotu. Pro Otce zakladatele, podle mínění některých historiků, „republikánství reprezentovalo víc než určitou formu vlády. Byl to způsob života, základní ideologie, nekompromisní závazek k svobodě a úplné odmítnutí aristokracie.“

## Americká revoluce

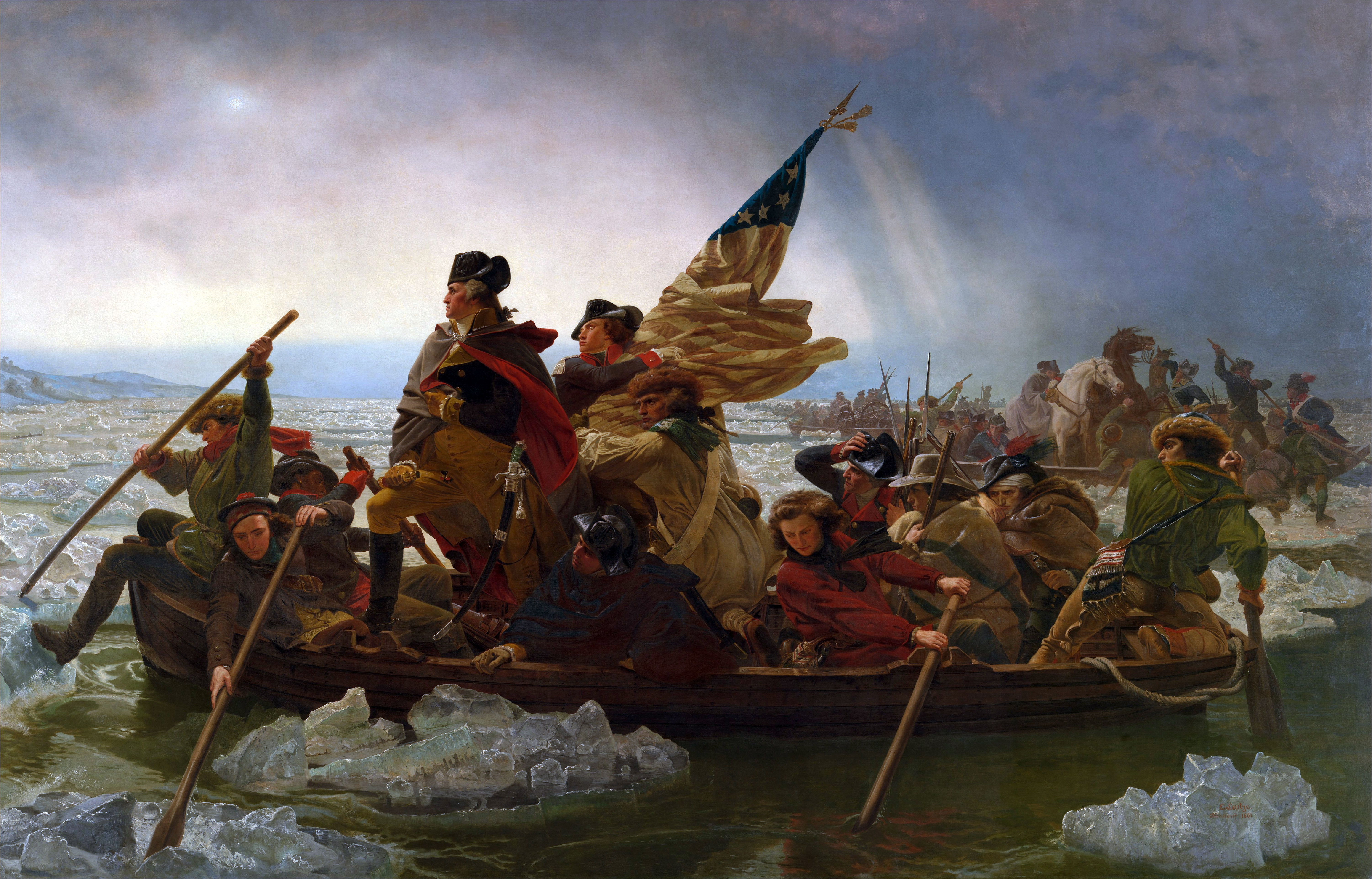
Washingtonovo překvapivé překročení řeky Delaware v prosinci 1776 bylo významným obratem po ztrátě New York City; jeho armáda porazila Brity ve dvou bitvách a obsadila New Jersey. (Obraz Emanuela Leutzeho z roku 1851)

Třináct kolonií zahájilo roku 1775 povstání proti britské vládě a v roce 1776 vyhlásilo svou nezávislost jako Spojené státy americké. Americká revoluční válka (1775–83) začala bitvou u Lexingtonu a Concordu v dubnu 1775, když se Britové snažili zabavit zásoby munice a zatknout vůdce Patriotů. V roce 1777 Američané zajali britskou invazní armádu v bitvě u Saratogy, zajistili severovýchod a přiměli Francouze k vytvoření vojenské aliance se Spojenými státy. Francie přivedla jako spojence Španělsko a Nizozemsko, čímž vyrovnala vojenské a námořní síly na obou stranách, protože Británie žádné spojence neměla.
Velitel Američanů, generál George Washington (1732–99) se osvědčil jako vynikající organizátor a administrátor. Dokázal obratně jednat s Kongresem a guvernéry států, vybíral a mentoroval své vyšší důstojníky, zajišťoval podporu a výcvik svých vojsk a udržoval idealistickou republikánskou armádu. Jeho největší výzvou byla logistika, protože ani Kongres, ani státy neměly finanční prostředky na dostatečné zajištění výstroje, munice, oblečení, žoldu nebo dokonce potravin pro vojáky.
Washingtona jako taktika v bitvách často překonávali jeho britští protějšci. Jako stratég měl však lepší představu jak vyhrát válku. Britové proti koloniím poslali čtyři invazní armády. Washingtonova strategie vypudila první armádu z Bostonu v roce 1776 a byla zodpovědná za kapitulaci druhé a třetí armády v bitvě u Saratogy (1777) a Yorktownu (1781). Dokázal omezit Brity ovládané území na New York City a několik dalších území, zatímco Patrioti udržovali kontrolu nad velkou většinou populace.

Vyhlášení nezávislosti na obraze Johna Trumbulla

Loajalisté, na které Britové příliš spoléhali, tvořili asi 20 % populace, ale nikdy nebyli dobře organizováni. Po skončení války britská armáda v listopadu 1783 odplula z New Yorku, s ní odešli i vedoucí představitelé loajalistů. K překvapení světové veřejnosti Washington neuzurpoval moc v nové republice, ale místo toho se vrátil na svou farmu ve Virginii. Politolog Seymour Martin Lipset poznamenal, že „Spojené státy byly první velkou kolonií, která se úspěšně vzbouřila proti koloniální nadvládě. V tomto smyslu šlo o první 'nový národ'“.
Druhý kontinentální kongres, konaný ve Filadelfii, vyhlásil 4. července 1776 nezávislost „Spojených států amerických“ v Deklaraci nezávislosti. Nový útvar byl založen na osvícenských ideálech liberalismu, které Thomas Jefferson popsal jako nezcizitelná práva na „život, svobodu a hledání štěstí“, a silně zakotven na republikánských principech. Republikánství zdůrazňovalo svrchovanost lidu, vyžadovalo občanskou službu a odmítalo jakoukoliv formu aristokracie.

## Raná léta nové republiky

### Konfederace a konstituce
Roku 1781 došlo k formální ratifikaci Článků Konfederace, které ustanovovaly ústřední národní vládu, přičemž každý ze států unie si zachoval samostatnou vnitřní a ekonomickou politiku.
Během 80. let 18. století dokázala národní vláda vyřešit otázku západních teritorií, což byla území, která postoupily jednotlivé státy Kongresu a následně se staly teritoriem. Jak postupovala migrace osadníků na severozápad, tato teritoria se brzy stala státy. Nacionalisté se obávali, že nový národ je příliš křehký, než aby odolal mezinárodnímu konfliktu nebo dokonce vnitřním povstáním, jako bylo Shaysovo povstání v roce 1786 v Massachusetts.

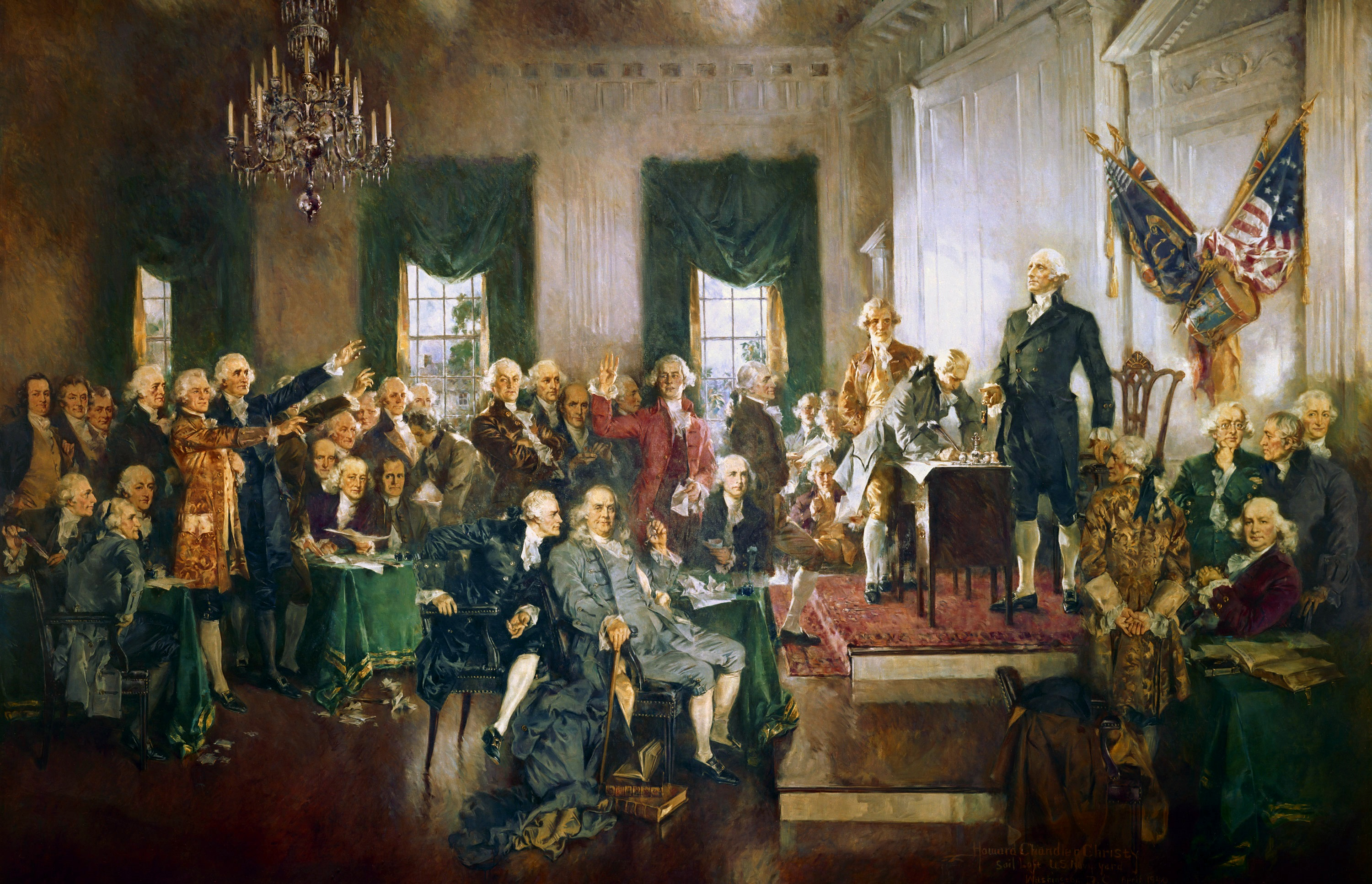
Scéna z filadelfského ústavního konventu, obraz Howarda Christyho.

Nacionalisté – většinu z nich tvořili váleční veteráni – se organizovali v každém státě a přesvědčili Kongres, aby v roce 1787 svolal konvent ve Filadelfii. Delegáti ze všech států sepsali novou ústavu, která stvořila mnohem silnější a efektivnější ústřední vládu, se silným prezidentem a právem udělovat daně. Nová vláda odrážela převažující republikánské ideály záruky osobní svobody a omezování moci vlády prostřednictvím systému dělby moci.
Kongres obdržel pravomoc zakázat mezinárodní obchod s otroky po 20 letech (což učinil v roce 1807). Kompromis poskytl jižním státům zastoupení v Kongresu neúměrné k velikosti jejich svobodné populace tím, že započítal tři pětiny počtu otroků do celkové populace každého státu. Toto ustanovení zvýšilo politickou sílu jižních představitelů v Kongresu, zejména proto, že otroctví se rozšířilo na daleký jih díky vysídlení domorodých indiánů a přepravou otroků rozsáhlým domácím obchodem.
Kvůli upokojení antifederalistů obávajících se příliš silné národní vlády došlo roce 1791 k přijetí Listiny práv (Bill of Rights). Ta obsahovala prvních deset dodatků k ústavě, které zaručovaly individuální svobody jako je svoboda projevu a náboženského vyznání, právo na soud a konstatovala, že občané a státy mají vyhrazena práva (která však nebyla specifikována).

### Nový prezident

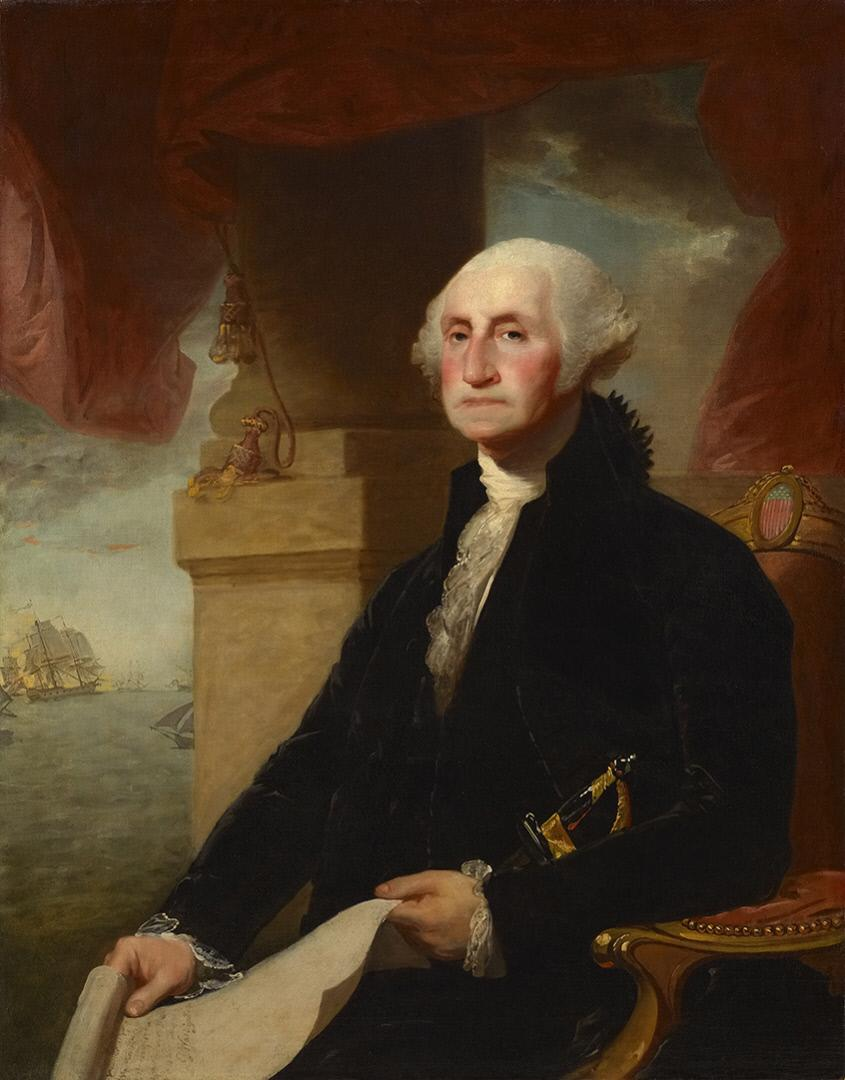
George Washington, vítěz války za nezávislost a první prezident zůstává dodnes jedním z nejvýznamnějších Američanů.

George Washington – hrdina americké války za nezávislost, velitel kontinentální armády a prezident ústavodárného shromáždění – se v roce 1789 stal prvním prezidentem Spojených států podle nové ústavy. Hlavní město se přesunulo z New Yorku nejprve do Filadelfie a nakonec v roce 1800 do Washingtonu D. C.
Hlavním úspěchem Washingtonovy administrativy se stalo sestavení silné národní vlády, kterou všichni Američané nezpochybnitelně uznali. Jeho vláda, pod důrazným vedením ministra financí Alexandra Hamiltona, převzala dluhy států (držitelé dluhů obdrželi federální dluhopisy), ke stabilizaci finančního systému vytvořila národní banku (Bank of the United States) a zavedla jednotný systém tarifů (importních daní) a jiných daní na splacení dluhu a vytvoření finanční infrastruktury. Na podporu svých programů vytvořil Hamilton novou politickou stranu – první na světě založenou na voličích – Federalistickou stranu (Federalist Party).
Thomas Jefferson a James Madison vytvořili opoziční Republikánskou stranu (politology obvykle nazývanou Demokraticky-republikánská strana). Hamilton a Washington v roce 1794 přednesli zemi návrh Jayovy smlouvy (Jay Treaty), která měla obnovit dobré vztahy s Británií. Jeffersonovi příznivci vehementně protestovali a voliči se následně rozdělili na jednu nebo druhou stranu, a tak vznikl tzv. první stranický systém. Federalisté prosazovali obchodní a finanční zájmy a prosazovali navýšení obchodu s Británií. Republikáni obvinili federalisty z plánů na založení monarchie, povýšení bohatých na vládnoucí třídu a z pokusu udělat ze Spojených států figurku v rukou Britů. Smlouva nakonec byla schválena, ale v politickém dění začaly propukat vášně.
Tzv. whisková rebelie (Whisky Rebellion) z roku 1794, kdy západní osadníci protestovali proti federální dani na alkohol, se stala první vážnou zkouškou federální vlády. Washington povolal státní milice a osobně vedl armádu, pročež se povstalci rozplynuli a moc federální vlády tímto byla definitivně upevněna.
Washington jako prezident odmítl setrvat ve funkci více než dvě období, čímž ustanovil dodnes dodržovaný precedens. Ve své proslulé řeči při odchodu z funkce zdůraznil výhody federální vlády a význam etiky a morálky, zatímco varoval před zahraničními spojenectvími a formováním politických stran.
Federalista John Adams porazil Jeffersona v prezidentských volbách roku 1796. Začala se rýsovat hrozba války s Francií a federalisté využili příležitost pokusit se umlčet republikány zavedením nových zákonů o národní bezpečnosti (Alien and Sedition Acts), vybudovat velkou armádu s Hamiltonem v čele a připravit se na francouzskou invazi. Nicméně mezi federalisty vznikla roztržka poté, co Adams vyslal úspěšnou mírovou misi do Francie, která tuto tzv. Kvaziválku v roce 1800 ukončila.

### Otroctví
Během prvních dvou desetiletí po válce za nezávislost došlo v amerických státech k dramatickým změnám ve statutu otroctví a ke zvýšení počtu osvobozených černochů. Severní státy zrušily otroctví, inspirovány revolučními ideály rovnosti lidí a také kvůli jejich menší ekonomické závislostí na otrocké práci.
Státy horního Jihu usnadnily procedury k propuštění z otroctví, což vedlo ke zvýšení podílu svobodných černochů v těchto státech (v procentech z celkové nebělošské populace) z méně než jednoho procenta v roce 1792 na více než 10 procent do roku 1810. K tomuto datu bylo celkem 13,5 % všech černochů ve Spojených státech svobodných. Po tomto datu, se stoupající poptávkou po otrocích kvůli rozšiřujícímu se pěstování bavlny v dolních jižních státech, se počty propouštěných otroků prudce snížily. Vnitřní trh s otroky se stal důležitým zdrojem příjmů pro mnoho majitelů plantáží a obchodníků.
V roce 1809 prezident James Madison zrušil zapojení Spojených států do transatlantického obchodu s otroky.

## 19. století

### Jeffersonova republikánská éra

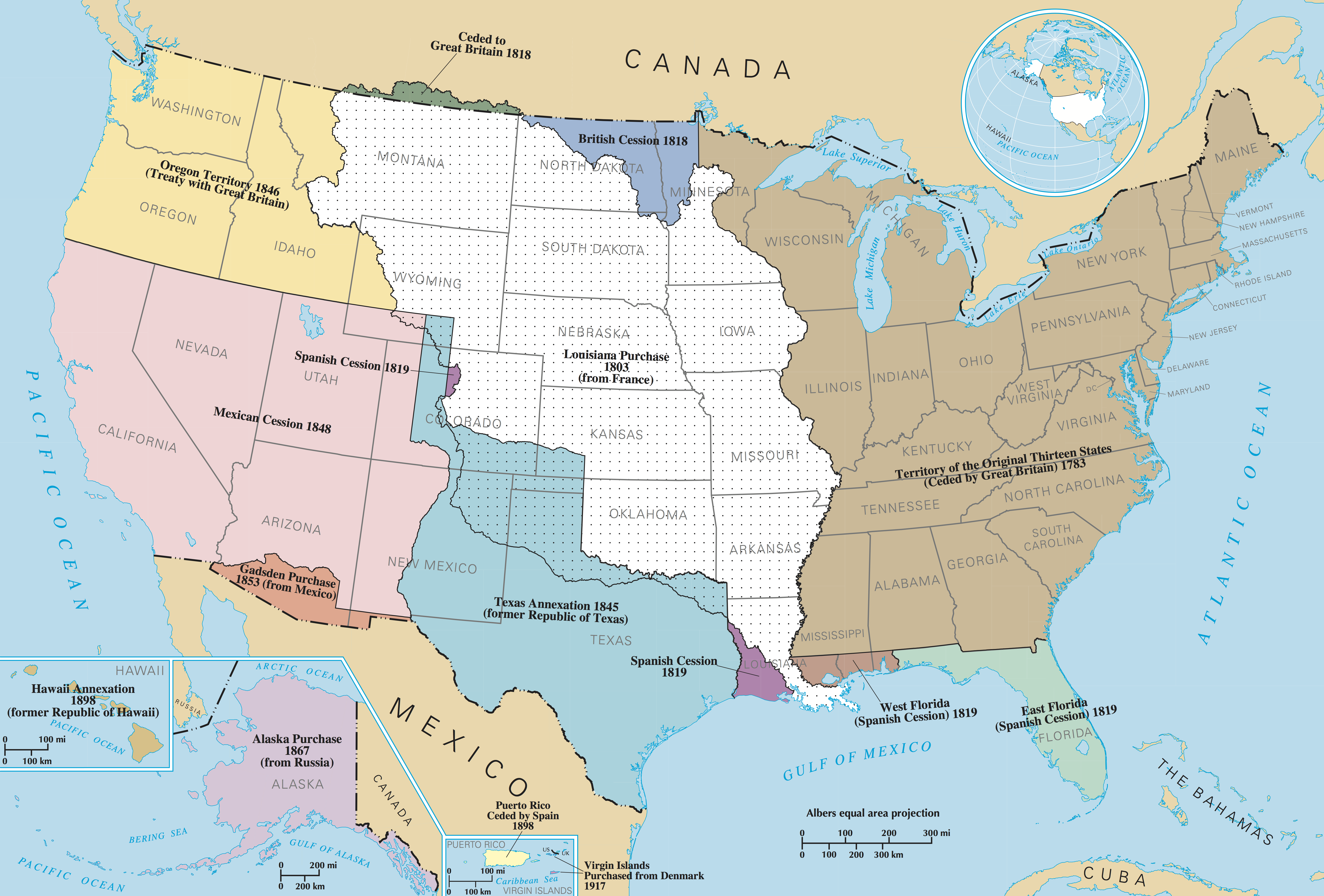
územní expanze Spojených států; zakoupené teritorium Louisiana je označeno bílou barvou

V prezidentských volbách roku 1800 porazil republikánský kandidát a viceprezident Thomas Jefferson úřadujícího prezidenta, federalistu Johna Adamse. Jeffersonovým hlavním úspěchem v prezidentském úřadu byla koupě Louisiany v roce 1803, která poskytla americkým osadníkům obrovský potenciál pro expanzi na západ od řeky Mississippi.
Jefferson, sám vědec, podporoval expedice k prozkoumání a zmapování nové domény. Z nich byla nejvýznamnější Lewisova a Clarkova expedice. Jefferson hluboce věřil v republikánskou myšlenku a tvrdil, že republika by měla být založena na nezávislých farmářích a plantážnících; nedůvěřoval městům, továrnám a bankám. Také nevěřil federální vládě a soudcům a snažil se oslabit soudnictví. Nicméně měl protivníka v Johnu Marshallovi, federalistovi z Virginie. Ačkoli Ústava ustanovila Nejvyšší soud, jeho funkce byly nejasné. Teprve Marshall jako nejvyšší soudce v letech 1801–1835 definoval jeho funkce, zejména pravomoc zrušit akt Kongresu nebo státu, který porušil ústavu. Toto poprvé uplatnil roku 1803 v případu Marbury vs. Madison.

### Válka roku 1812
Mezi Američany vzrůstalo rozhořčení nad Brity, kteří porušovali neutralitu amerických lodí kvůli snaze oslabit Francii, kvůli válce s Napoleonem násilně donutili 10 000 amerických námořníků ke službě v Královském námořnictvu a podporovali nepřátelské indiány, kteří útočili na americké osadníky na Středozápadě. Mimo to Američané pomýšleli na získání části nebo dokonce celé Britské Severní Ameriky. Navzdory silné opozici severovýchodních států, zejména od Federalistů, kteří nechtěli narušit obchod s Británií, Kongres dne 18. června 1812 vyhlásil Britům válku.
Válka byla pro oba protivníky frustrující. Obě strany se pokoušely napadnout druhou a byly odraženy. Vrchní americké velitelství zůstalo nekompetentní až do posledního roku války. Americká milice se ukázala jako neefektivní, protože vojáci se zdráhali opustit domovy a snahy o invazi do Kanady opakovaně selhávaly. Britská blokáda zruinovala americký obchod, zbankrotovala státní pokladnu a ještě více rozzlobila obyvatele severovýchodních států, kteří pašovali zboží do Británie. Američané pod generálem Williamem Henrym Harrisonem nakonec získali plavební kontrolu nad Erijským jezerem a porazili v Kanadě indiány vedené náčelníkem Tecumsehem, zatímco Andrew Jackson zlikvidoval indiánskou hrozbu na jihovýchodě. Indiánská hrozba expanzi na Středozápad byla natrvalo ukončena.

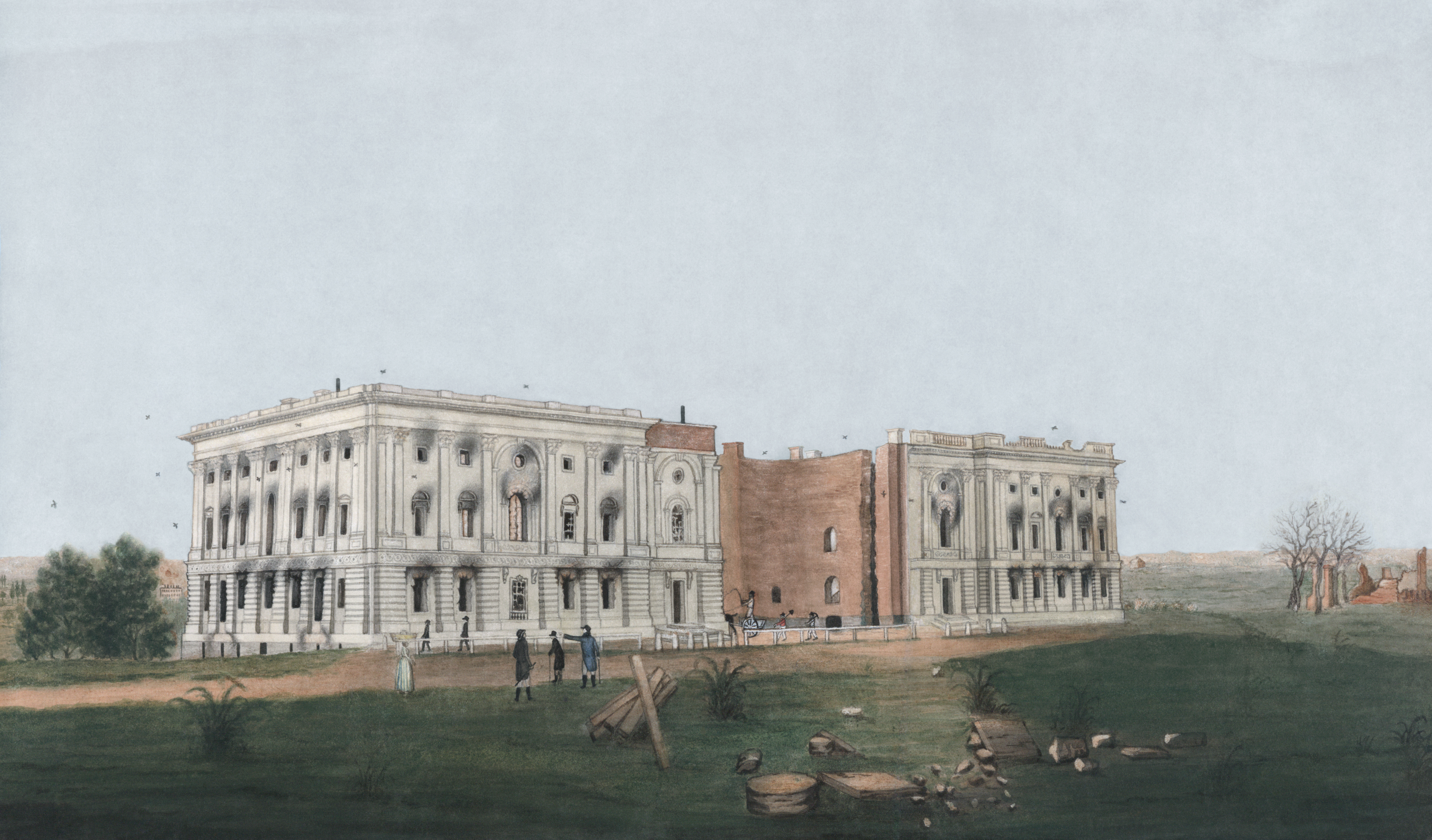
Kapitol ve Washingtonu, vypálený Brity v srpnu 1814, dobová kresba

Britové napadli a obsadili většinu státu Maine, dále napadli a vypálili Washington, ale v roce 1814 byli odraženi u Baltimoru – kde byla poté napsána píseň „Star Spangled Banner“ (současná americká hymna), oslavující americký úspěch. Hlavní britská invaze do státu New York byla v jeho severní části odražena a donucena k ústupu. Konečně počátkem roku 1815 Andrew Jackson rozhodujícím způsobem porazil velkou britskou invazi v bitvě u New Orleansu, což z něj učinilo nejslavnějšího válečného hrdinu.
Napoleonovým pádem zmizely také důvody k válce a obě strany se dohodly na uzavření míru, který ponechal předválečné hranice beze změn. Američané 18. února 1815 oznámili vítězství, neboť zpráva přišla téměř současně s Jacksonovým vítězstvím u New Orleansu a mírovou smlouvou. Američané byli hrdí na úspěch ve „druhé válce za nezávislost“. Kritici války z protiválečné Federalistické strany byli zostouzeni a strana se z tohoto otřesu již nikdy nevzpamatovala. Hlavním poraženým této války se stali američtí indiáni. Nedosáhli uznání nezávislosti, jak jim Británie slíbila a již nikdy nepředstavovali zásadní hrozbu proudu osadníků mířících na Středozápad.

### Éra dobré shody a Monroeova doktrína

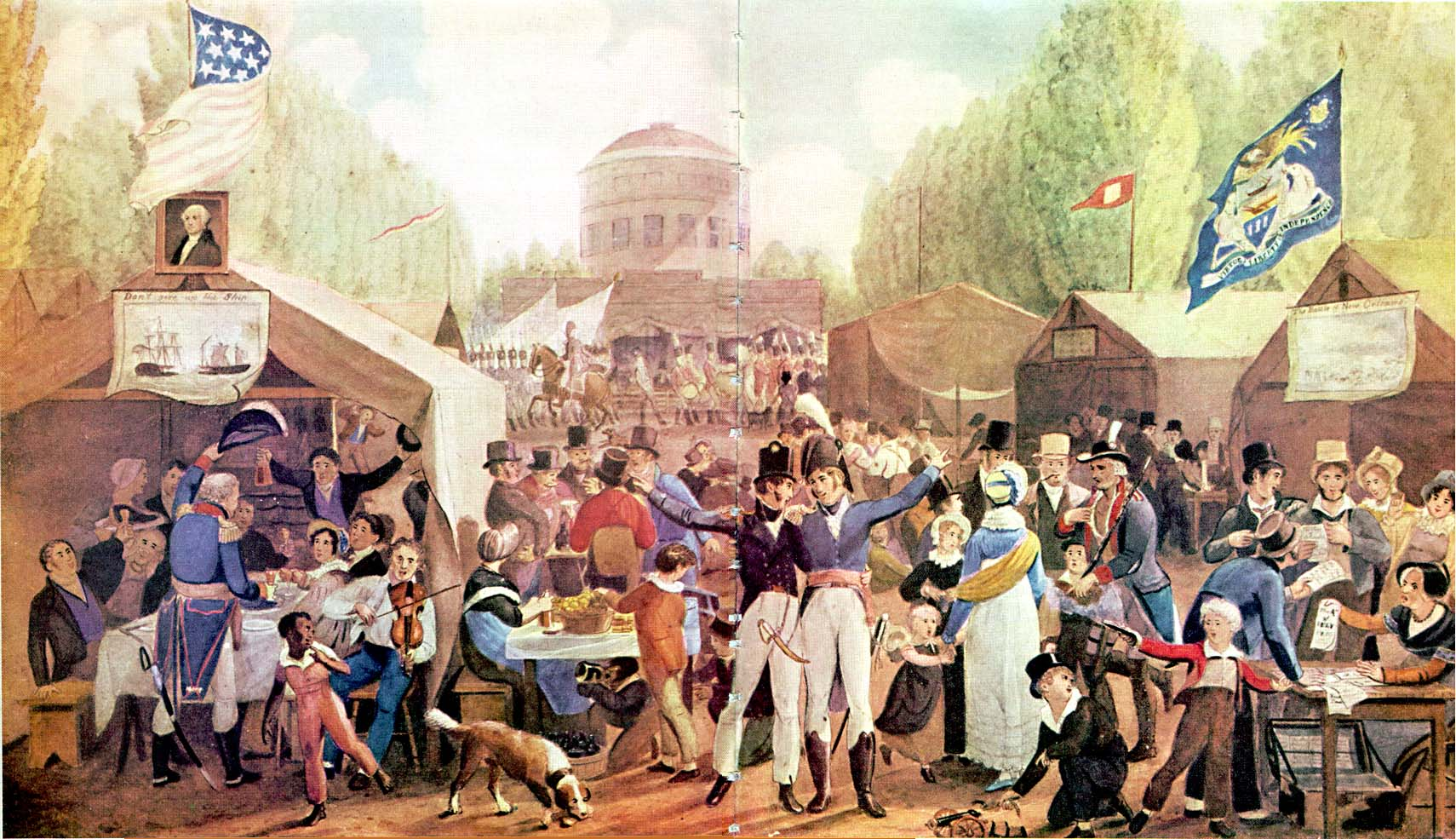
Éra dobré shody: Oslava dne nezávislosti na obraze z roku 1819

Federalisté jako silní odpůrci války uspořádali v roce 1814 sjezd v Hartfordu, kde pohrozili rozdělením unie. Národní euforie po vítězství u New Orleansu však zničila prestiž federalistů a ti už jako politická strana přestali hrát důležitou roli. Prezident James Madison a většina republikánů si uvědomili, že zrušení národní banky během války byla chyba, protože její nepřítomnost velmi komplikovala financování války. Následně s pomocí zahraničních bankéřů v roce 1816 založili novou národní banku.
Republikáni také zavedli cla určená k ochraně rodícího se domácího průmyslu, který začal vznikat během války kvůli britské námořní blokádě Spojených států. Když se federalisté jako strana zhroutili, mnoho jejich myšlenek převzali republikáni. Spolu se systematickým potlačováním stranického politikaření prezidentem Jamesem Monroem během jeho dvou funkčních období (1817–25) národ vstoupil do tzv. „éry dobré shody“ (Era of Good Feelings) a ukončil první stranický systém.
Monroeova doktrína, formulovaná v roce 1823, vyjadřovala názor Spojených států, že evropské mocnosti by již neměly provádět kolonizaci ani jinak zasahovat do vnitřních záležitostí zemí v oblasti amerických kontinentů. Tato doktrína definovala směr zahraniční politiky Spojených států. Byla přijata v reakci na americké a britské obavy z ruské a francouzské expanze na západní polokouli.
Prezident Andrew Jackson, po svém zvolení do druhého období v roce 1832, ukončil v roce 1836 funkci druhé národní banky Spojených států amerických. Jackson byl přesvědčen, že centrální bankovnictví slouží elitám k využívání prostých Američanů a namísto toho převedl federální prostředky do více než 20 malých státních bank, veřejností přezdívaných „mazánkovské banky“ (pet banks), kvůli provázanosti jejich majitelů na Jacksonovu administrativu.

### Odsun Indiánů

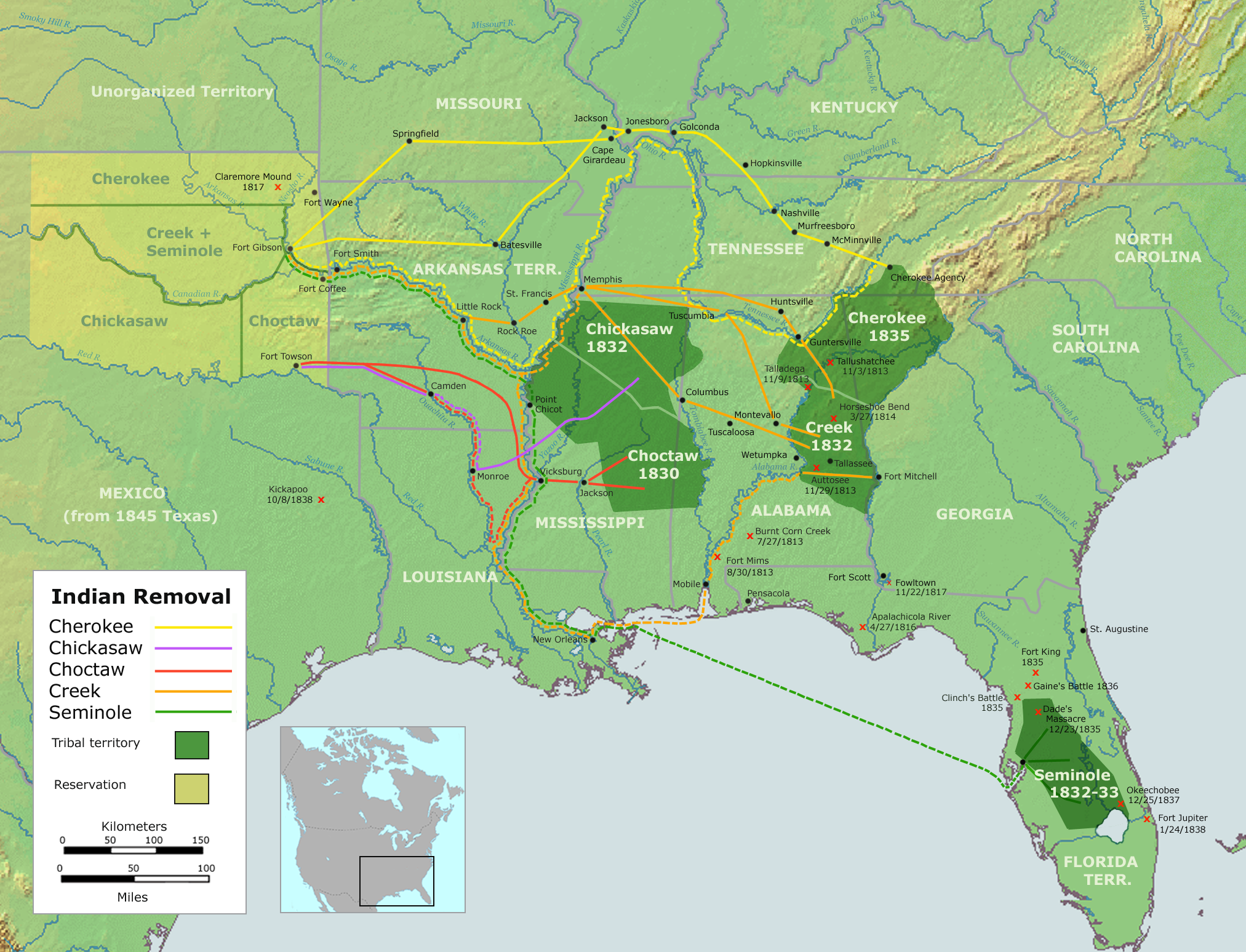
Indian Removal Act vedl k přemístění několika kmenů domorodých Američanů.

V roce 1830 Kongres přijal Indian Removal Act (zákon o odsunu indiánů), opravňující prezidenta vyjednávat smlouvy s domorodými indiány, které měnily jejich dosavadní životní území ve východních státech za nová území západně od řeky Mississippi. Jejich hlavním cílem bylo odstranění domorodých indiánů, včetně pěti civilizovaných kmenů, z amerického jihovýchodu; zabírali totiž půdu, kterou chtěli osadníci. Jacksonovi demokraté požadovali násilný odsun domorodého obyvatelstva, které odmítlo uznat státní zákony do rezervací na západě. Whigové a náboženští vůdci tento postup odmítali jako nehumánní. Následkem odsunů, zvaných Stezky slz (Trails of Tears), zahynuly tisíce domorodců. Mnoho na Floridě usazených Seminolů se odmítlo přestěhovat se na západ a následně několik let bojovali s americkou armádou v seminolských válkách.

### Druhý stranický systém
Poté, co první stranický systém federalistů a republikánů vzal za své ve 20. letech 19. století, vznikl prostor pro vytvoření nového stranického systému založeného na dobře organizovaných místních stranách, které apelovaly na hlasy (téměř) všech dospělých bílých mužů. Bývalá Jeffersonova (demokraticko-republikánská) strana se rozdělila na frakce. Roztržka vznikla kvůli volbě nástupce prezidenta Jamese Monroea. Frakce, podporující mnoho starých Jeffersonovských principů, vedená Andrewem Jacksonem a Martinem Van Burenem, se stala Demokratickou stranou. Jak historička Mary Beth Nortonová vysvětluje transformaci v roce 1828:

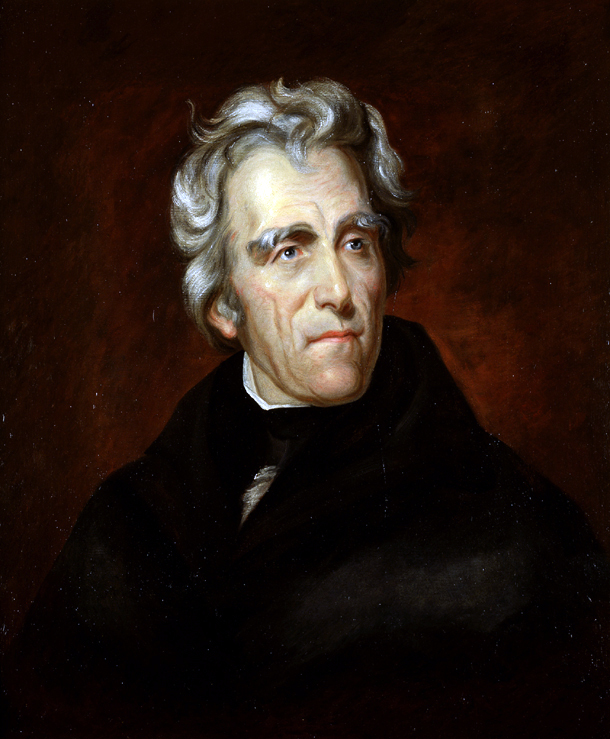
Andrew Jackson v roce 1824

Jackson a jeho příznivci věřili, že vůle lidu konečně zvítězila. Prostřednictvím štědře financované koalice stran v jednotlivých státech, politických vůdců a novinářů zvolilo lidové hnutí prezidenta. Demokraté se stali první dobře organizovanou národní stranou ... a pevná stranická organizace se stala charakteristickým znakem americké politiky devatenáctého století.
Opoziční frakce vedené Henrym Clayem pomohly vytvořit stranu Whigů (Whig Party). Demokratická strana měla malou, ale rozhodující převahu nad Whigy až do padesátých let, kdy se Whigové rozpadli kvůli neshodám v otázce otroctví.
Nad lokálními tématy státních a národních stran stál široce sdílený politický názor, charakterizující demokraty:
Mezi demokraty existovalo mnoho názorových proudů, ale všichni sdíleli základní Jeffersonovu koncepci agrární společnosti. Nahlíželi na ústřední vládu jako na nepřítele osobní svobody. Takzvaná „zkorumpovaná dohoda“ po prezidentských volbách roku 1824 posílila jejich nedůvěru k politice Washingtonu. ... demokraté se obávali soustředění ekonomické a politické moci. Domnívali se, že vládní intervence v ekonomice prospívají pouze vybraným zájmovým skupinám a vytvářejí monopoly, které zvýhodňují bohaté. Usilovali o znovunastolení nezávislosti jednotlivce („běžného člověka“, tj. řemeslníka a farmáře) ukončením federální podpory bank a korporací a omezením používání papírové měny, které nedůvěřovali. Snažili se definovat správnou roli vlády omezováním jejích pravomocí a v tomto duchu se nesly Jacksonovy politické akty. Během svého působení uplatnil veto vícekrát, než všichni předchozí prezidenti dohromady. Jackson a jeho příznivci také oponovali reformnímu hnutí. Reformátoři, kteří chtěli prosadit své návrhy do legislativy, volali po aktivní vládě. Ale demokraté se stavěli proti programům, jako byla reforma vzdělávání, směřující k zavedení veřejného vzdělávacího systému. Domnívali se například, že veřejné školy omezují svobodu jednotlivce zasahováním do rodičovské zodpovědnosti a oslabují svobodu vyznání nahrazením církevních škol. Jackson také nesdílel humanitární zájmy reformátorů. Neměl žádný soucit s americkými indiány což projevil například iniciováním tragického odsunu kmene Cherokee.

### Druhé velké probuzení

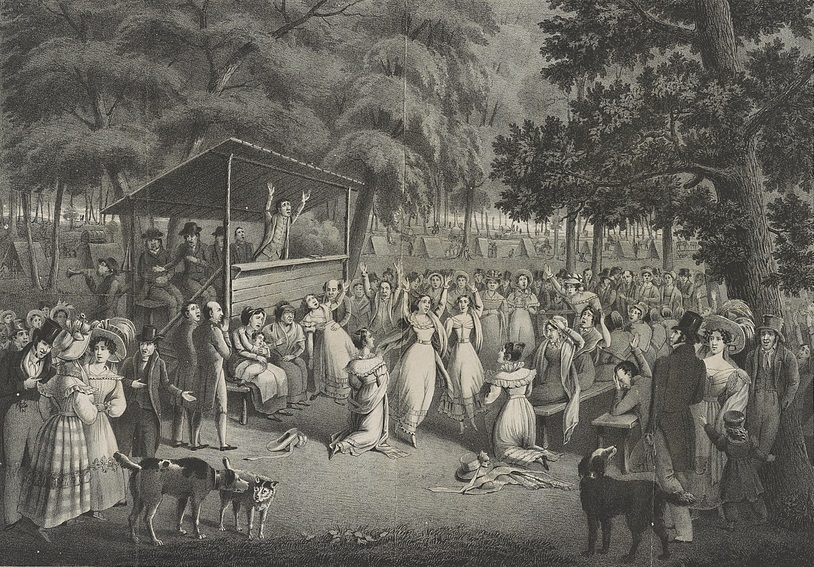
táborové setkání protestantů, kresba z roku 1829

Druhé velké probuzení bylo protestantské hnutí obrody, které během počátku 19. století zasáhlo celý národ a vedlo k rychlému vzestupu církve. Hnutí začalo kolem roku 1790, do počátku 19. století nabralo na síle a po roce 1820 rychle rostl počet členů baptistických a metodistických sborů, jejichž kazatelé stáli v čele hnutí. Kulminovalo před začátkem čtyřicátých let 19. století.
Hnutí přivedlo miliony nových členů do stávajících evangelických denominací a vedlo k vytvoření nových denominací. Mnoho konvertitů věřilo, že Probuzení předznamenávalo nový věk milénia. Druhé velké probuzení podnítilo vytvoření mnoha reformních hnutí – včetně hnutí za zrušení otroctví a abstinentního hnutí, jejichž cílem bylo odstranit zlo společnosti před předpokládaným druhým příchodem Ježíše Krista.

### Abolicionismus
Abolicionistické hnutí se po roce 1840 znovudefinovalo jako tažení proti hříchu vlastnění otroka. Mobilizovalo podporu zejména mezi nábožensky založenými ženami na severovýchodě ovlivněnými Druhým velkým probuzením. William Lloyd Garrison, radikální abolicionista, vydával týdeník The Liberator (Osvoboditel), nejvlivnější z mnoha protiotrokářských novin, zatímco Frederick Douglass, bývalý otrok, začal psát pro tyto noviny kolem roku 1840 a založil vlastní abolicionistické noviny North Star v roce 1847. Velká většina aktivistů proti otroctví, jako byl Abraham Lincoln, odmítala Garrisonův náboženský pohled a byla toho názoru, že otroctví je společenským zlem, ne hříchem.

### Expanze na západ a Manifest Destiny
Rozloha a populace amerických kolonií a nové republiky rychle rostly s tím, jak průkopníci posunovali hranice osídlených území dále na západ. Tento proces byl završen v letech 1890–1912, kdy došlo k zabrání posledních velkých ploch orné půdy a pastvin. Kmeny amerických indiánů na některých místech kladly odpor bojem, ale nakonec byly přemoženy osadníky a armádou a po roce 1830 došlo k jejich přesídlení do rezervací na západě. Vlivná teorie hranice (Frontier Thesis) amerického historika Fredericka Jacksona Turnera tvrdí, že hranice (Frontier) formovala národní charakter, vyznačující se odvahou, násilím, inovativností, individualismem a demokratičností.

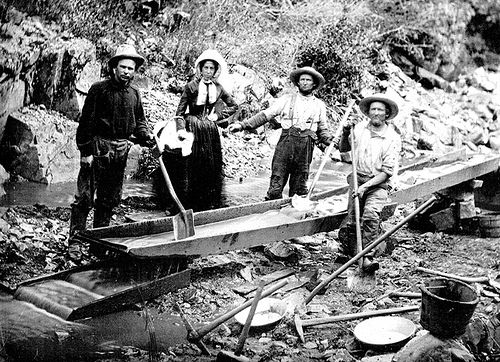
Kalifornská zlatá horečka přilákala do Kalifornie 300 000 lidí z ostatních částí Spojených států i ze zahraničí

Současní historikové zdůrazňují multikulturní povahu západního pohraničí. Jak uvádějí historikové Hine a Faragher, „historie hranice vypráví příběh o vytvoření a obraně společenství, využití země, rozvoj trhů a formování států“. Vysvětlují, že „je to příběh dobývání, ale také přežití, vytrvalosti a spojování národů a kultur, které daly zrodit a přetrvat život Ameriky.“ Prvními osadníky na západě byli Hispánci v Novém Mexiku, kteří se stali občany Spojených států v roce 1848.
Od počátku třicátých let 19. století do roku 1869 přicestovalo na západ Oregonskou stezkou a jejími mnoha odnožemi více než 300 000 osadníků. Tito zlatokopové, rančeři, farmáři a podnikatelé a jejich rodiny mířili do Kalifornie, Oregonu a dalších míst na dalekém západě. Cesta v krytých povozech nebo pěšky trvala pět až šest měsíců. Po roce 1869, kdy byla dokončena transkontinentální železnice, se cestování zkrátilo na 6 dní vlakem.
Pojem Manifest Destiny (česky „zjevný úděl“ nebo „zjevné předurčení“) označuje dobové přesvědčení, že američtí osadníci jsou osudem předurčeni k expanzi po celém kontinentu. Tento koncept se zrodil z „vědomí poslání vykoupit starý svět vyšším příkladem … stvořené potenciálem nové země pro vybudování nového nebe.“ Manifest Destiny odmítali modernizátoři, zejména Whigové jako Henry Clay a Abraham Lincoln, kteří chtěli budovat města a továrny, ne další farmy. Demokraté silně upřednostňovali expanzi a vyhráli klíčové volby v roce 1844. Po bouřlivé debatě v Kongresu byla v roce 1845 ke Spojeným státům připojena Texaská republika, což vedlo k válce s Mexikem, které kvůli velkému počtu mexických osadníků považovalo Texas za svoji součást.

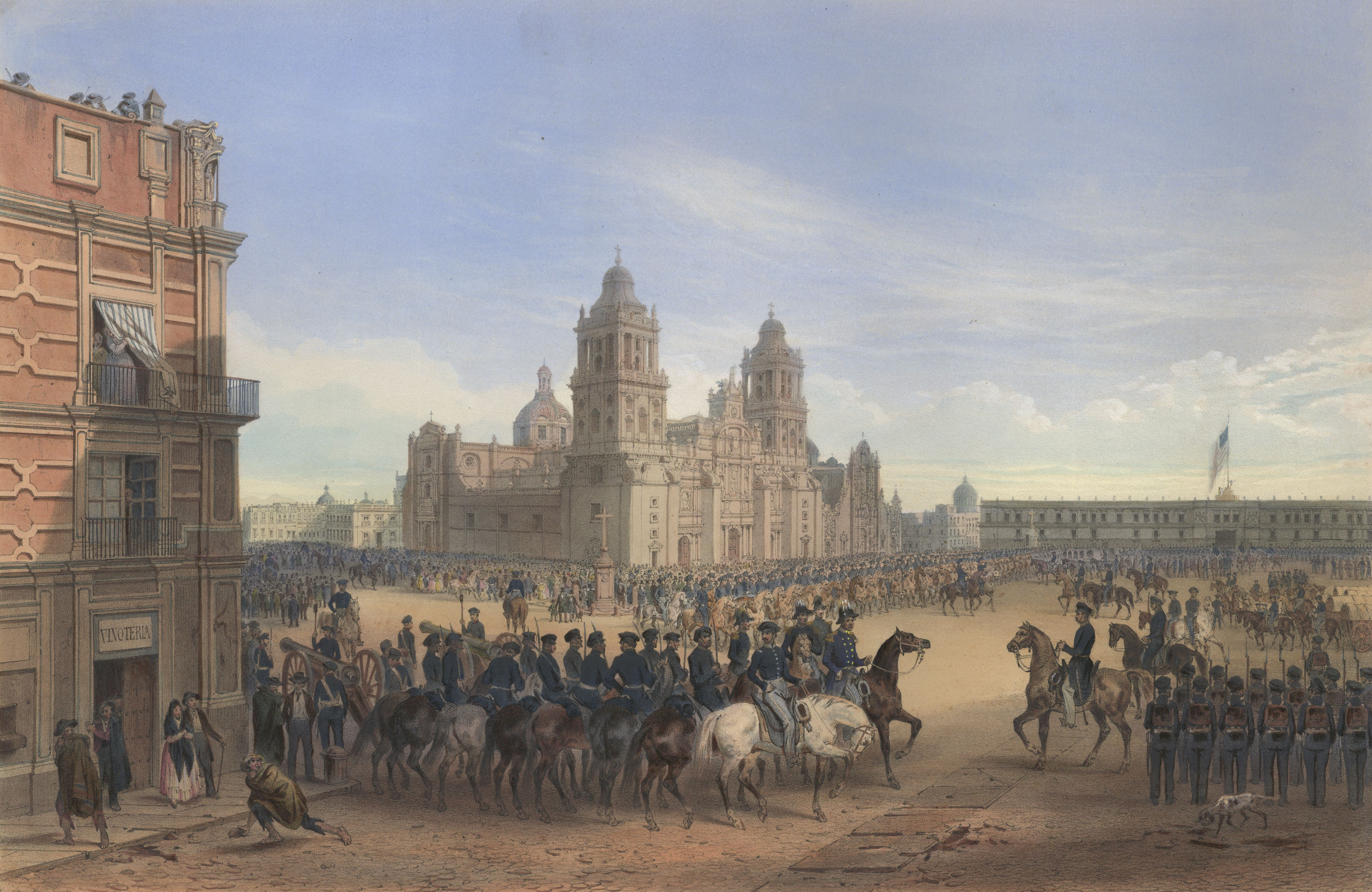
americká okupace Mexico City v roce 1848

S whigy proti válce a demokraty pro válku, mexicko-americká válka vypukla roku 1846. Americká armáda nasadila pravidelné vojsko a velké množství dobrovolníků. Porazila mexické armády, podnikla invazi do Mexika, obsadila Mexico City a dosáhla rozhodného vítězství. Válka skončila roku 1848 uzavřením mírové smlouvy z Guadalupe Hidalgo. Mnoho demokratů chtělo anektovat celé Mexiko, ale tuto myšlenku odmítnuli jižané, kteří tvrdili, že začlenění milionů Mexičanů, převážně míšenců, by podrylo charakter Spojených států jako výlučně bělošské republiky. Místo toho Spojené státy anektovaly Texas a řídce osídlená severní území (Kalifornii a Nové Mexiko). Hispánští obyvatelé obdrželi plné občanství a mexičtí indiáni se stali americkými indiány. Současně bylo roku 1849 v Kalifornii objeveno zlato a následná zlatá horečka přilákala během několika měsíců do severní Kalifornie více než 100 000 mužů, kteří početně zcela převážili původní hispánské usedlíky („Californios“). Kalifornie se bouřlivě rozvíjela. San Francisco se do roku 1880 stalo ekonomickým centrem celého západního pobřeží, jeho rozmanitá populace čítala čtvrt milionu obyvatel.
Mírový kompromis s Velkou Británií přinesl Američanům zisk území Oregonu (Oregon Country), které bylo následně přejmenováno na Oregonské teritorium.

### Rozpory mezi Severem a Jihem

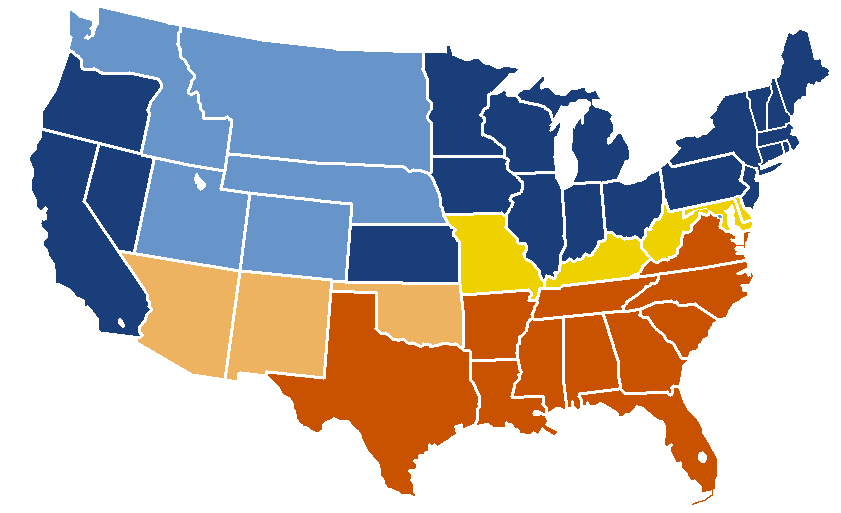
mapa Spojených států amerických v roce 1863
Spojené státy („Unie“)
Teritoria Unie zakazující otroctví
Hraniční státy Unie povolující otroctví
státy Konfederace
Teritoria Unie povolující otroctví (nárokována Konfederací)

Po roce 1848 se stalo hlavním bodem sváru mezi Severem a Jihem šíření otrokářství. Protiotrokářské tendence Severu se střetávaly s obhájci otrokářství, kteří dominovali na Jihu. Jen malý počet aktivistů ze severních států byli abolicionisté, kteří prohlašovali vlastnění otroků za hřích (z hlediska protestantské teologie) a požadovali okamžité zrušení otrokářství. Mnohem více seveřanů se stavělo pouze proti rozšiřování otrokářství a byli spíše pro jeho postupné utlumení, aby se Amerika postupně změnila v zemi svobodné půdy (tak jako na malých farmách vlastněných a obhospodařovaných rodinou), svobodné pracovní síly a svobody projevu (na rozdíl od cenzury abolicionistických materiálů na Jihu). Jižanští běloši trvali na tom, že otroctví má pro všechny bělochy (a dokonce i samotné otroky) hospodářský, společenský a kulturní prospěch a osočovali všechny kritiky otrokářství jako „abolicionisty“. Ospravedlňování otrokářství zahrnovalo důvody ekonomické, historické, náboženské, právní, společenské a dokonce i humanitární. Obhájci otrokářství tvrdili, že náhlý konec otrokářské ekonomiky by měl hluboký ekonomický dopad pro jižní státy, jejichž hospodářství na otrocké práci záviselo. Také argumentovali tím, že osvobození všech otroků by mělo za následek vypuknutí rozsáhlé nezaměstnanosti a chaosu.
Náboženští aktivisté se kvůli otázce otroctví rozštěpili, například denominace metodistů a baptistů se rozdělily na severní a jižní. Na severu bylo mezi metodisty, kongregacionalisty a kvakery mnoho abolicionistů, zejména mezi ženskými aktivisty. Katolické, episkopální a luteránské denominace otázku otrokářství převážně ignorovaly.
Problém otrokářství v nových teritoriích byla zdánlivě vyřešen kompromisem z roku 1850, zprostředkovaným Whigem Henrym Clayem a demokratem Stephenem Douglasem; kompromis zahrnoval přijetí Kalifornie jako svobodného státu výměnou za neomezování otrokářství federální vládou v Utahu nebo v Novém Mexiku. Bodem sporu byl zákon o uprchlých otrocích, (Fugitive Slave Act), přijatý roku 1850, který posílil vynucovací pravomoce federálních úřadů a vyžadoval dokonce i po svobodných státech, aby spolupracovaly při navrácení uprchlých otroků jejich majitelům. Abolicionisté napadali tento zákon jako symbol otrokářství, odrazem toho se stal dobový protiotrokářský bestseller Chaloupka strýčka Toma od Harriety Beecher Stoweové.
Kompromis z roku 1820 byl zrušen v roce 1854 zákonem Kansas-Nebraska (Kansas–Nebraska Act), který prosazoval senátor Douglas ve jménu „lidové svrchovanosti“ a demokracie. Umožnil voličům obou teritorií rozhodnout o legálnosti otrokářství a umožnila Douglasovi zaujmout neutralitu v otázce otrokářství. Došlo k mobilizaci protiotrokářských sil, což dalo vzniknout nové Republikánské straně. Pro- a protiotrokářsky naladěné skupiny se hrnuly do Kansasu, aby strhly hlasování na svou stranu, což vedlo k miniaturní občanské válce označované „krvácející Kansas“ (Bleeding Kansas). Koncem 50. let 19. století již mladá Republikánská strana ovládala téměř všechny severní státy a tím i elektorát. Trvala na tom, že nesmí být povoleno další šíření otrokářství (které by tak časem mělo samo pomalu vymizet).
Jižanské společenské kruhy založené na otrokářství zbohatly díky produkci bavlny a dalších zemědělských komodit, některé z nich obzvláště profitovaly z vnitřního obchodu s otroky. Severní města jako Boston a New York, a místní průmysl byly ekonomicky vázány na otrokářství přes bankovnictví, lodní dopravu a výrobu, včetně textilních závodů. V roce 1860 žily na jihu čtyři miliony otroků, téměř osmkrát více než kolik jich bylo roku 1790 v celých Spojených státech. Díky silné evropské poptávce po surové bavlně byly plantáže vysoce ziskové. Většina zisků byla investována do nových pozemků a nákupu dalších otroků (z velké části získávaných z upadajících tabákových regionů).

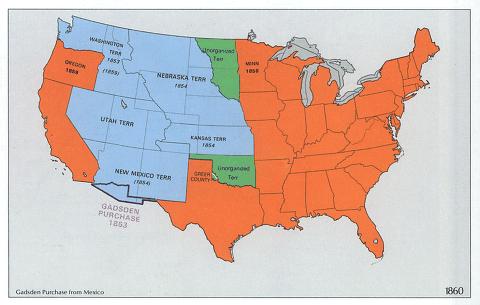
Spojené státy těsně před občanskou válkou. Veškerá území na východ od řeky Mississippi jsou organizována jako státy unie, západ je však dosud z většiny neosídlen.

Po dobu 50 z prvních 72 let republiky byl prezidentem Spojených států otrokář; pouze otrokáři byli během tohoto období znovuzvoleni do funkce. Navíc jižní státy benefitovaly z většího poměrného zastoupení v Kongresu kvůli částečnému započítání otroků do své svobodné populace.
Vzpoury otroků, které vedli Gabriel Prosser (1800), Denmark Vesey (1822), Nat Turner (1831), a nejznáměji John Brown (1859), vzbudily v bílých jižanech strach, což vedlo k přísnějšímu dozoru nad otroky a omezení práv svobodných černochů. Jedním z důsledků byl i výše zmíněný Fugitive Slave Act z roku 1850, který pobouřil seveřany. Podle dříve platného Missourského kompromisu uprchlý otrok, který se dostal do svobodného státu, byl považován za svobodného. Rozhodnutí Nejvyššího soudu z roku 1857 ve věci Dred Scott v. Sandford stanovilo, že Missourský kompromis je protiústavní; rozhořčení republikáni toto považovali za krok k institucionalizování otroctví.
Po Lincolnově vítězství v prezidentských volbách roku 1860 se od unie odtrhlo sedm jižních států, které 8. února 1861 založily nový útvar, Konfederované státy americké („Konfederace“). Napadením Fort Sumter, pevnosti unijní armády v Jižní Karolíně, zahájila Konfederace válku s Unií. Když Lincoln v dubnu 1861 vydal povolávací rozkaz aby získal vojáky k potlačení vzpoury Konfederace, čtyři další státy se odtrhly a připojily ke Konfederaci. Několik (nejsevernějších) „otrokářských států“ se neodtrhlo a staly se z nich tzv. hraniční státy; byly to Delaware, Maryland, Kentucky a Missouri.
V průběhu války se severozápadní část Virginie odtrhla od Konfederace a stala se novým unijním státem Západní Virginie. Také Západní Virginie je obvykle řazena k hraničním státům.

### Občanská válka

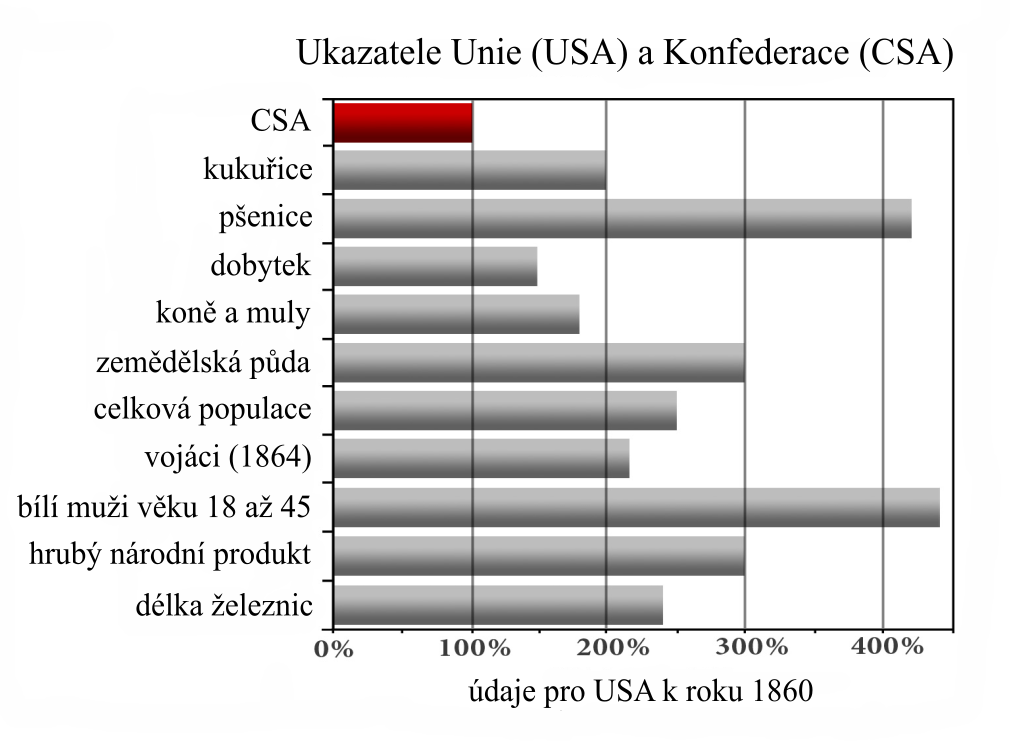
Porovnání hospodářských a demografických ukazatelů Konfederace ke stavu Unie v roce 1860. Větší materiální a lidské zdroje Unie se ukázaly v dlouhé válce jako rozhodující.

Občanská válka začala 12. dubna 1861 útokem konfederačních jednotek na pevnost Fort Sumter v Jižní Karolíně, obsazenou federální posádkou. V reakci na útok požádal Lincoln 15. dubna státy o vyslání vojenských oddílů o celkovém počtu 75 000 vojáků. Ty měly znovu získat pevnost, chránit hlavní město a „zachovat Unii“, která z jeho pohledu stále existovala v neporušené podobě navzdory odštěpení jižních států. Armády obou stran se poprvé významně střetly v první bitvě u Bull Runu nedaleko Washingtonu, která skončila porážkou Unie, především ale Konfederaci i Unii ukázala, že válka bude mnohem delší a krvavější než původně obě strany předpokládaly.
Válka se brzy rozdělila na dvě hlavní oblasti bojových operací: východní a západní. Na západním bojišti si Unie vedla poměrně úspěšně. Velké bitvy u Perryville a Shilohu přinesly Unii strategická vítězství a rozbily snahy Konfederace.
Válka na východním bojišti začala pro Unii špatně. Po přesvědčivém vítězství Konfederace v bitvě u Bull Runu byl velením armádám Unie pověřen generálmajor George B. McClellan. Po reorganizaci nové Potomacké armády McClellan nedokázal během svého poloostrovního tažení obsadit hlavní město Konfederace, Richmond ve Virginii, a následně byl donucen k ústupu útokem nově jmenovaného konfederačního generála Roberta E. Leeho.

bitva u Antietamu, nejkrvavější jednodenní střetnutí občanské války

Poté co porazil Unii v druhé bitvě u Bull Runu, zahájil sebejistý Lee invazi na sever, kterou McClellan zastavil v krvavé bitvě u Antietamu. Navzdory tomu byl McClellan zbaven velení kvůli tomu, že odmítl pronásledovat Leeovu otřesenou armádu. Další velitel, generál Ambrose Burnside, utrpěl roku 1862 ponižující porážku od slabší Leeho armády v bitvě u Fredericksburgu, což způsobilo další výměnu velitelů. Lee znovu zvítězil v bitvě u Chancellorsville v květnu 1863, přišel v ní však o svého nejlepšího velitele, generála Stonewalla Jacksona. Lee se však příliš soustředil na východní oblast a ignoroval hrozbu Unie na západě. Lee napadl Pensylvánii aby získal zásoby a demoralizoval Sever. Během pravděpodobně rozhodujícího momentu války byla Leeova armáda těžce poražena v bitvě u Gettysburgu 1.–3. července 1863, a jen s obtížemi se jí podařilo vrátit zpět do Virginie.
Současně, 4. července 1863, vojska Unie pod velením generála Ulyssea S. Granta získala kontrolu nad řekou Mississippi vítězstvím v bitvě u Vicksburgu, čímž rozdělila území Konfederace. Lincoln jmenoval generála Granta vrchním velitelem všech armád Unie.
Poslední dva roky války byly vyčerpávající pro obě strany. Grant zahájil opotřebovávací válku proti armádě generála Leeho v Severní Virginii. Úspěch této strategie se zakládal na několikanásobně větších lidských i materiálních zdrojích Severu. Opotřebovávací válka byla rozdělena do tří hlavních kampaní. První z nich, Overlandské tažení, přinutilo Leeho ustoupit do města Petersburg ve Virginii. Následně Grant zahájil svou druhou hlavní ofenzívu, Richmond-Petersburské tažení, během něhož Petersburg oblehl. Po téměř desetiměsíčním obléhání Petersburg kapituloval. Nicméně obrana pevnosti Fort Gregg dovolila Leemu vyvést jeho armádu z Petersburgu. Grant ho pronásledoval a zahájil finální Appomattoxskou kampaň, která vedla ke kapitulaci severovirginské armády, kterou Lee podepsal dne 9. dubna 1865 v Appomattox Court House. Následně se vzdaly i ostatní armády Konfederace a válka skončila.
Na základě údajů o sčítání lidu v roce 1860 ve válce zahynulo asi 8 % všech bílých mužů ve věku 13–43 let, z toho 6 % ze Severu a 18 % z Jihu, čímž se americká občanská válka stala nejkrvavější válkou v americké historii. Její důsledky zahrnují ukončení otrokářství ve Spojených státech, obnovení Unie a posílení úlohy federální vlády.

### Osvobození otroků

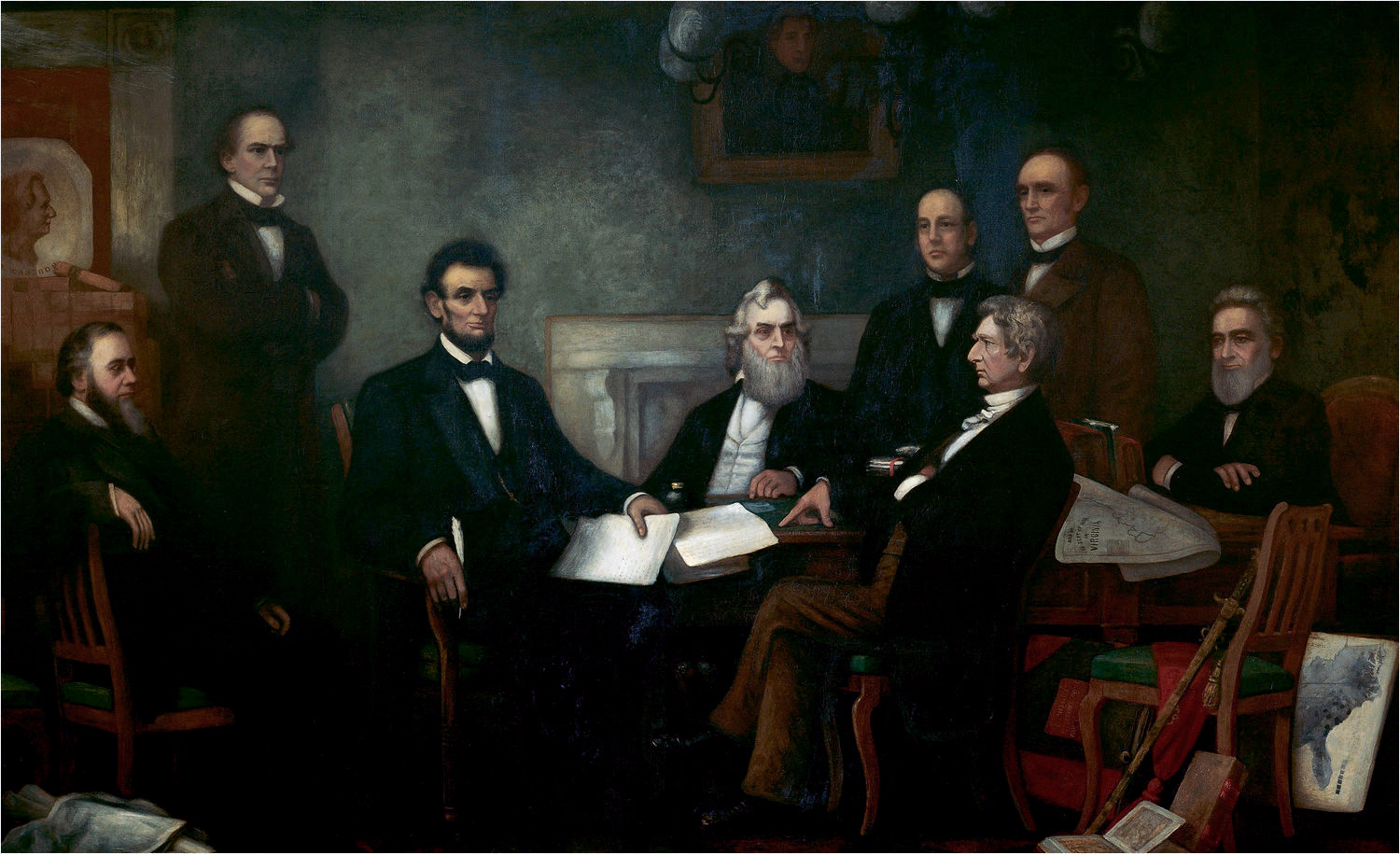
První čtení Prohlášení o osvobození otroků prezidentem Lincolnem, Francis Bicknell Carpenter, 1864

Prohlášení o osvobození otroků (Emancipation Proclamation) bylo výkonné nařízení, které vydal prezident Abraham Lincoln dne 1. ledna 1863. Jedním rázem změnilo federální vládou uznávané právní postavení tří milionů otroků na území Konfederace ze statutu „otrok“ na „svobodný“. Praktický dopad tohoto nařízení byl ten, že jakmile se otrok dostal mimo dosah moci konfederační vlády, ať už útěkem nebo díky postupu jednotek Unie, stal se de iure i de facto svobodným. Majitelé otroka nikdy nebyli odškodněni. Majitelé plantáží, kteří si uvědomili, že osvobození otroků by zničilo jejich hospodářství, někdy přesouvali své otroky co nejdále mimo dosah armády Unie. Avšak do června 1865 armáda Unie ovládla celé území Konfederace a osvobodila všechny tamní otroky. Řada z nich se přesunula do táborů spravovaných Úřadem pro osvobozené otroky, kde získali jídlo, přístřeší, zdravotní péči a bylo jim sjednáno zaměstnání.
Černou populaci silně postihlo strádání a chaos během války a následného období rekonstrukce, mnoho jich zemřelo nebo onemocnělo.

### Éra rekonstrukce
Jako éra rekonstrukce (Reconstruction Era) je považováno období od vyhlášení Lincolnova Prohlášení o osvobození otroků dne 1. ledna 1863 až do kompromisu z roku 1877.

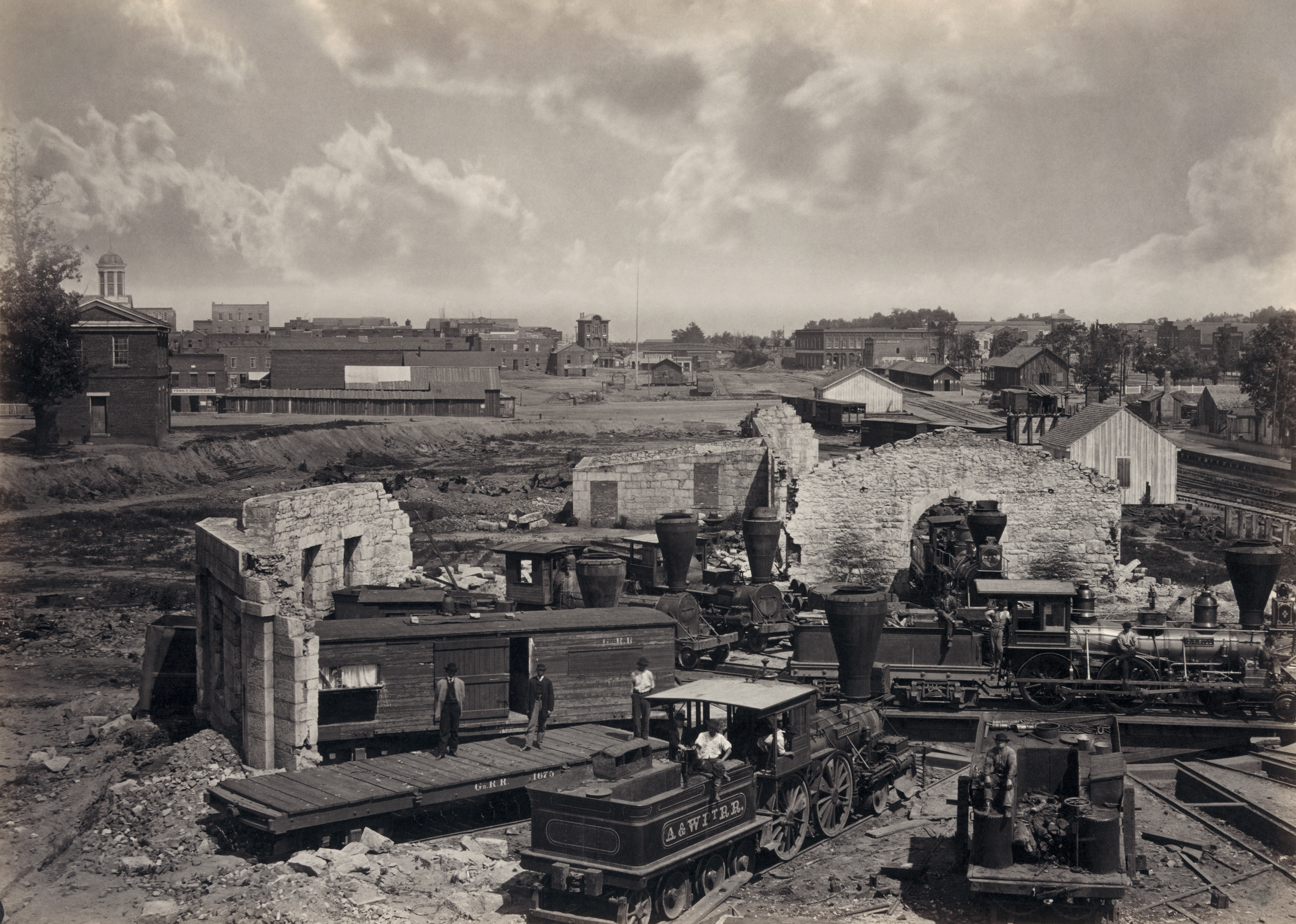
Zničené železniční nádraží a depo v Atlantě, krátce po skončení občanské války

Hlavními otázkami, které Lincoln musel řešit, byly status bývalých otroků (tzv. „Freedmen“), loajalita a občanská práva bývalých jižanských vzbouřenců, status jedenácti bývalých konfederačních států, stanovení pravomocí federální vlády potřebných pro zamezení možné budoucí občanské války a otázka, zda bude hlavní rozhodnutí činit Kongres nebo prezident.
Vážné hrozby hladomoru a vysídlení nezaměstnaných osvobozených otroků se snažila řešit první velký federální úřad pro humanitární záležitosti (Freedmen's Bureau), který řídila armáda.
Došlo ke schválení tří ústavních dodatků (Reconstruction Amendments), jejichž cílem bylo rozšíření občanských práv pro černé Američany: třináctý dodatek zakázal otroctví; čtrnáctý dodatek zaručil rovná práva pro všechny a občanství pro černochy; patnáctý dodatek zakazoval upírání volebního práva na základě rasy.

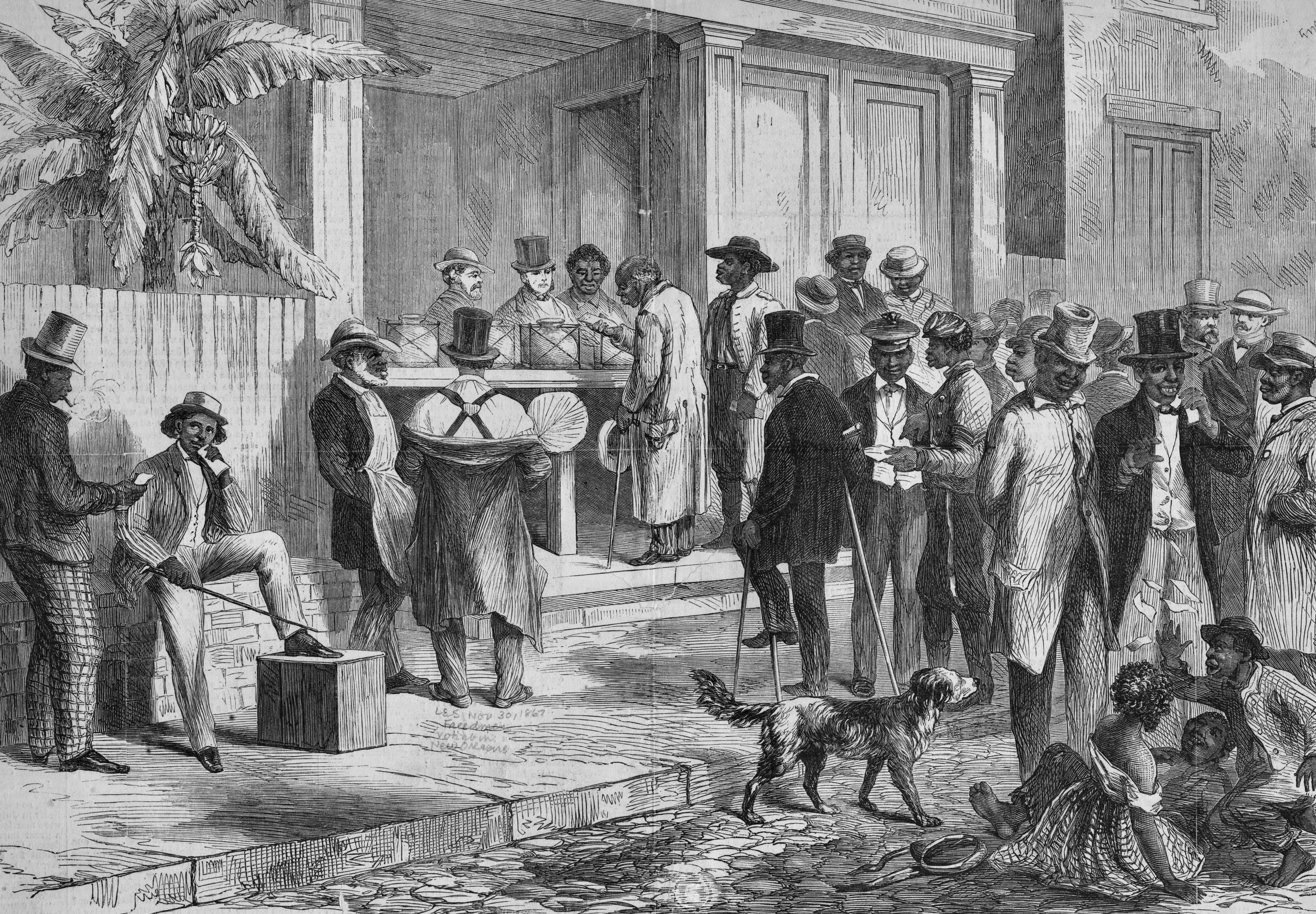
Osvobození otroci hlasují v New Orleansu, 1867.

Bývalí konfederalisté ovládali většinu jižních států ještě více než dva roky po skončení války. To se však změnilo, když radikální republikáni ve volbách roku 1866 ovládli Kongres. Prezident Andrew Johnson, který se snažil o smírné řešení sjednocení s bývalými povstalci, byl prakticky bezmocný tváří v tvář radikálnímu republikánskému Kongresu; byl na něj dokonce podán impeachment, který však o jeden hlas neprošel. Kongres udělil černochům volební právo a dočasně zbavil řadu bývalých vůdců konfederace práva vykonávat veřejné funkce. V jižních státech přišly k moci nové vlády republikánů, vzniklých na základě koalice tvořené tzv. carpetbaggery (nově příchozí ze severu), a scalawagy (původní bílí jižané), kteří byli pod ochranou americké armády. Oponenti je obviňovali ze zkorumpovanosti a porušování práv bílých obyvatel.
V reakci na radikály prováděnou rekonstrukci jihu se v roce 1867 jako protipól vynořil Ku-klux-klan (KKK), militantní organizace bílých rasistů zaměřená proti občanským právům černého obyvatelstva a republikánské vládě. Energické prosazování zákona o Ku Klux Klanu z roku 1870 prezidentem Ulysseem Grantem vedlo ke zrušení a rozpuštění organizace. Paramilitantní skupiny, jako byla Bílá liga a Červené košile, vzniklé kolem roku 1874, otevřeně používaly zastrašování a násilí, aby omezily účast černého obyvatelstva ve volbách. Historik George C. Rable je popsal jako vojenské křídlo Demokratické strany. Postupem času republikáni v jižních státech ztráceli moc ve prospěch konzervativně-demokratické koalice, která do roku 1877 ovládla celý Jih.
Éra rekonstrukce skončila po sporných volbách roku 1876. Kompromis z roku 1877 dal republikánskému kandidátovi Rutherfordovi B. Hayesovi Bílý dům výměnou za stažení všech zbývajících federálních vojsk z jihu. Federální vláda stáhla své jednotky z Jihu a jižní demokraté získali kontrolu nad všemi jižními státy. Mezi léty 1890–1908 jižní státy efektivně znemožnily možnost účasti ve volbách většině černochů a mnoha chudým bílým. Toho dosáhli ztížením registrace voličů prostřednictvím volebních daní, testů gramotnosti a jiných účelových nařízení. Následně došlo k schválení tzv. zákonů Jima Crowa, segregačních nařízení která černochům přidělila postavení občanů druhé kategorie. Tato situace přetrvala až do období hnutí za občanská práva v 60. letech 20. století.

### Západ a Pozlacený věk

Dokončení transkontinentální železnice v roce 1869, fotografie Andrew J. Russella.

Druhá polovina devatenáctého století byla poznamenána rychlým rozvojem a osidlováním dálného Západu. Osadníci zprvu cestovali karavanami povozů a říčními čluny a později pomocí nově dokončené transkontinentální železnice. Velké množství evropských přistěhovalců (zejména z Německa a Skandinávie) získalo levně nebo zcela zdarma farmářskou půdu v prérijních státech. Těžba stříbra a mědi otevřela hornatý západ. Armáda Spojených států často vedla lokální války s indiány vyvolané zabíráním jejich tradičních území příchozími osadníky. Spojené státy postupně odkoupily kmenová území amerických indiánů, umlčely jejich územní nároky a donutily většinu kmenů k přesunu do vyhrazených rezervací. V roce 1894 komentoval Americký úřad pro sčítání lidu období mezi lety 1789–1894 takto:
„Za doby existence Spojených států bylo vedeno více než 40 indiánských válek. Stály životy asi 19 000 bílých mužů, žen a dětí, včetně těch, kteří byli zabiti v jednotlivých soubojích, a životy asi 30 000 indiánů. Skutečný počet zabitých a zraněných indiánů musí být mnohem vyšší než uvedený… Bezpečným odhadem by bylo dalších padesát procent navíc…“
Termín „Pozlacený věk“ použil Mark Twain při popisu období konce 19. století, nesoucího se ve znamení dramatického rozšíření amerického bohatství a prosperity, podtrženého rozbujelou korupcí ve vládě. Reformy z tohoto období zahrnovaly zákon o státní službě (Civil Service Act), který vyžadoval výběrové zkoušky pro uchazeče o státní zaměstnání. Další důležité legislativní změny zahrnovaly zákon o obchodu mezi státy (Interstate Commerce Act), který ukončil diskriminaci malých dopravců železničními společnostmi a Shermanův antitrustový zákon (Sherman Antitrust Act), který zakázal monopoly v podnikání. Twain považoval toto období za poskvrněné pozemkovými spekulanty, politickými skandály a neetickými obchodními praktikami. Někteří historikové od dob Charlese A. Bearda a Matthewa Josephsona zastávají názor, že Spojené státy byly během přinejmenším části období Pozlaceného věku a Progresivní éry v podstatě plutokracií. Finančníci a průmyslníci jako J. P. Morgan a John D. Rockefeller začali hromadit obrovská bohatství, což v mnohých Američanech vyvolávalo obavy, že národ ztrácí svůj průkopnický rovnostářský duch.
Počátkem 90. let 19. století americká průmyslová výroba a příjem na osobu převýšily všechny ostatní země světa. Bezprecedentní vlna přistěhovalectví z Evropy posloužila jak k zajištění pracovní síly pro americký průmysl, tak k vytváření rozmanitých komunit v dříve nerozvinutých oblastech. Od roku 1880 do roku 1914, v době vrcholícího přistěhovalectví, přišlo do Spojených států více než 22 milionů lidí. Většina z nich byli nekvalifikovaní dělníci, kteří rychle nalezli práci v dolech, hutích a továrnách. Mnozí přistěhovalci byli řemeslníci (obzvláště z Británie a Německa), kteří přinášeli dovednosti, jiní byli zemědělci (zejména z Německa a Skandinávie), kteří si koupili levnou půdu na prériích od železničních společností, vysílajících své agenty do Evropy. Chudoba, narůstající nerovnost a nebezpečné pracovní podmínky spolu s socialistickými a anarchistickými myšlenkami šířenými evropskými přistěhovalci, vedly ke vzestupu dělnického hnutí, které často zahrnovalo násilné stávky.

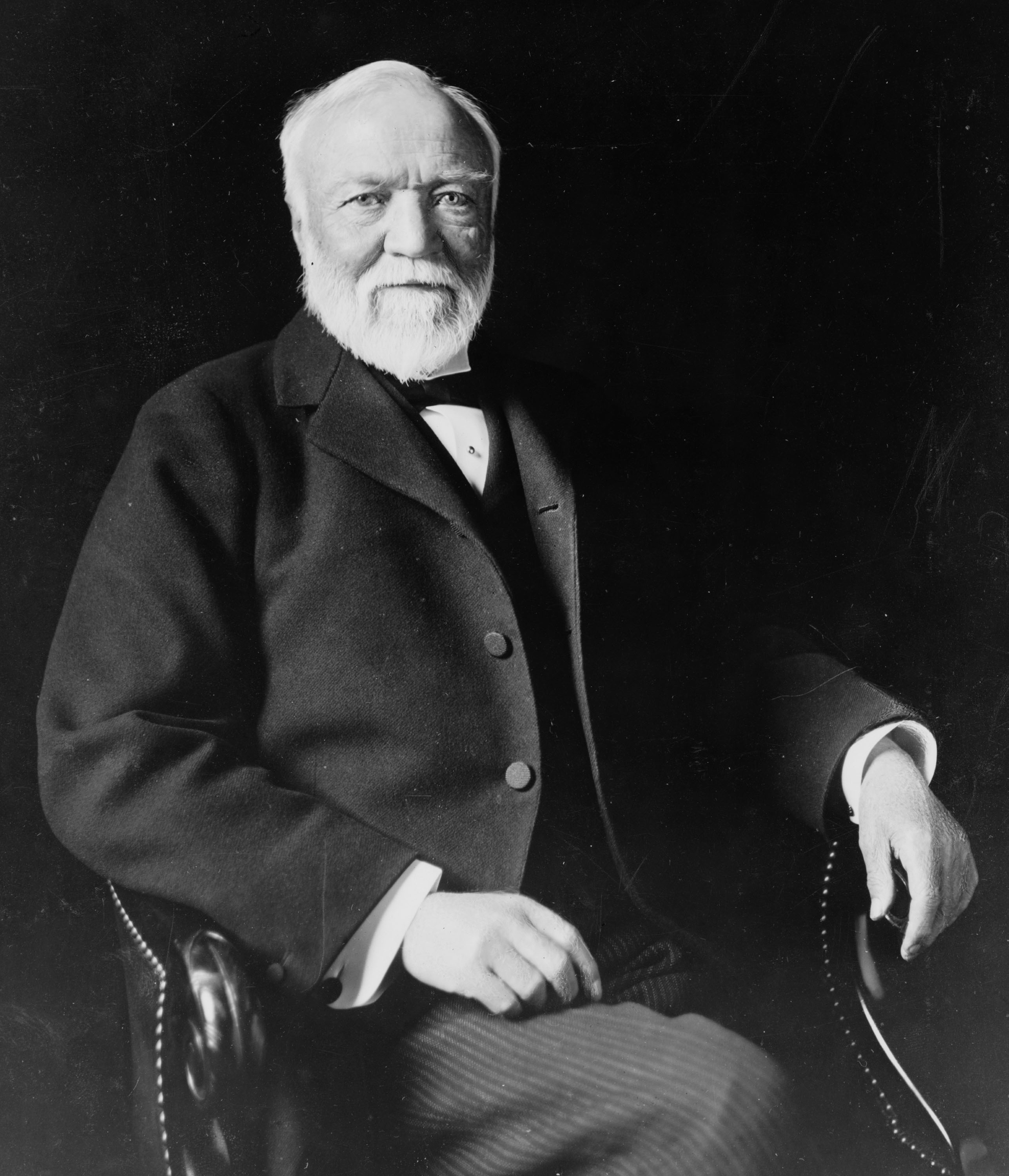
Skotský imigrant Andrew Carnegie vedl ohromný rozmach amerického ocelářství.

V průmyslových oblastech severovýchodu se kvalifikovaní dělníci sdružovali a vytvářeli odborové svazy, aby mohli kontrolovat svá řemesla a tlačit zaměstnavatele ke zvýšení mzdy. Až do 30. let 20. století však byly počty dělníků organizovaných v odborech poměrně malé. Samuel Gompers vedl Americkou federaci práce (American Federation of Labor, 1886–1924), která koordinovala několik odborových svazů. Rychlý průmyslový růst vedli podnikatelé jako John D. Rockefeller (ropný průmysl) a Andrew Carnegie (ocelářství). Oba se stali vůdčími osobnostmi filantropie (Gospel of Wealth), věnovali značné prostředky k vytvoření moderního systému nemocnic, univerzit, knihoven a nadací.

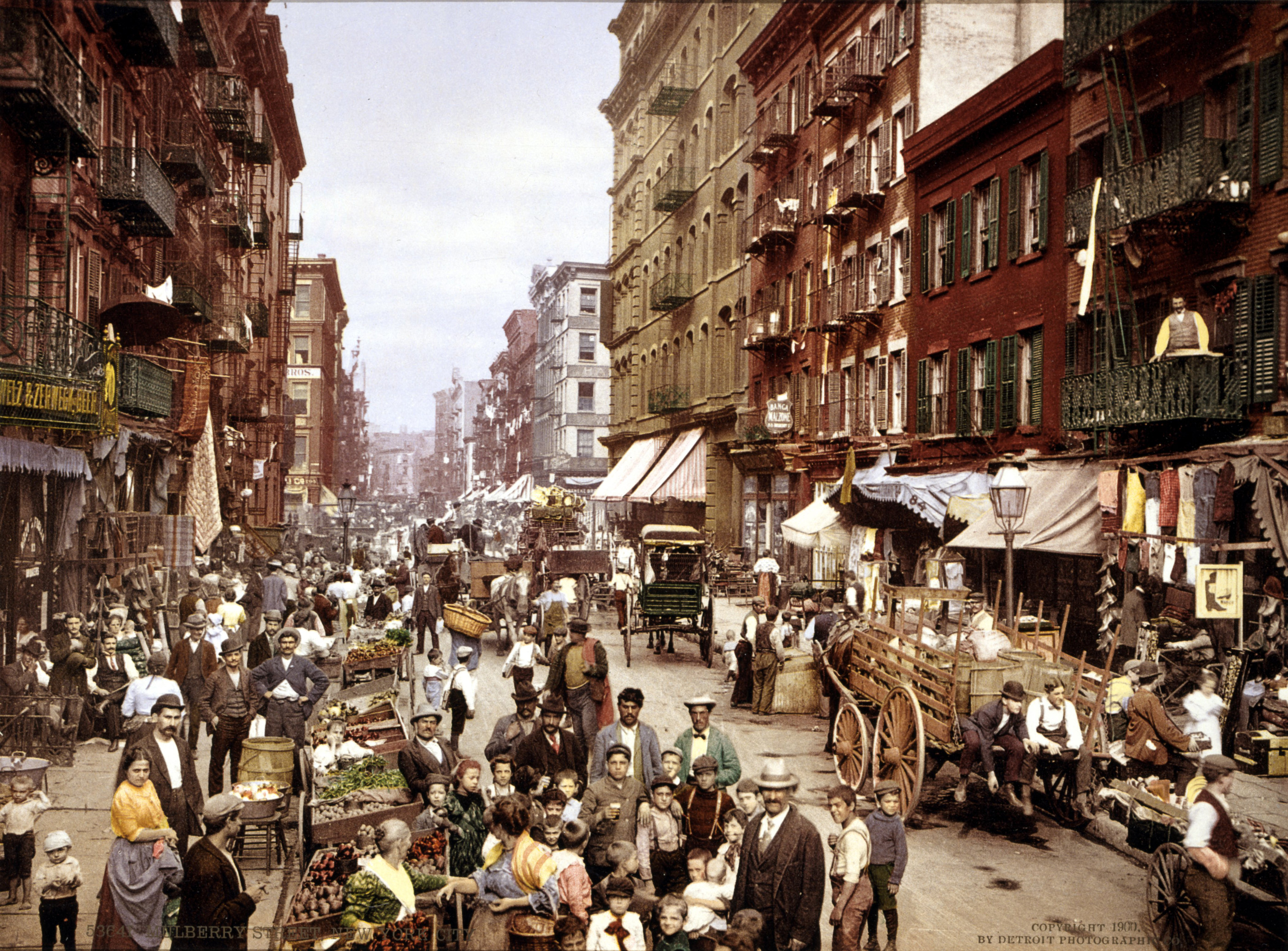
Mulberry Street, tvořící osu Malé Itálie na Manhattanu, okolo roku 1900. Téměř 97 % obyvatel 10 největších amerických měst v roce 1900 tvořili běloši evropského původu.

Po Panice roku 1893 začala velká celostátní ekonomická krize, která postihla zemědělce, dělníky a podnikatele, kteří utrpěli poklesem cen, mezd a zisků. Mnoho železničních společností zbankrotovalo. Následný politický dopad postihl Demokratickou stranu, jejíž vůdce prezident Grover Cleveland byl obviňován ze značného podílu na vzniklé situaci. Propukaly dělnické nepokoje, zahrnující četné stávky, z nichž byla nevýznamnější násilná stávka v Pullmanu v roce 1894, kterou na Clevelandův příkaz potlačily federální jednotky. Nově vzniklá Populistická strana posílila díky farmářům bavlny a pšenice, stejně jako horníkům, ale byla překonána ještě populárnějším hnutím volného stříbra (Free Silver movement), které požadovalo použití stříbrných rezerv pro zvětšení nabídky peněz a tím k inflaci, která měla podle zastánců hnutí ukončit krizi.
Finanční, železniční a podnikatelské kruhy se postavily na odpor. Argumentovaly tím, že pouze zavedení zlatého standardu zachrání ekonomiku. V nejostřejších volbách v dějinách národa porazil konzervativní republikán William McKinley představitele stříbrného hnutí Williama Jenningse Bryana, který měl podporu demokratů, populistů a stříbrných republikánů. Bryan získal jih a západ, ale McKinley si získal podporu střední třídy, průmyslových dělníků, měst a velkofarmářů na Středozápadě.
Za McKinleyho období se navrátila prosperita, došlo k zavedení zlatého standardu a zvýšení cel. Začátkem 20. století měly Spojené státy nejsilnější ekonomiku na světě. Kromě dvou krátkých recesí (v letech 1907 a 1920) celkové hospodářství zůstalo prosperující a rostlo až do roku 1929. Zásluhy si připisovali republikáni, s odkazem na McKinleyho politiku.

## 20. století

### Progresivní éra

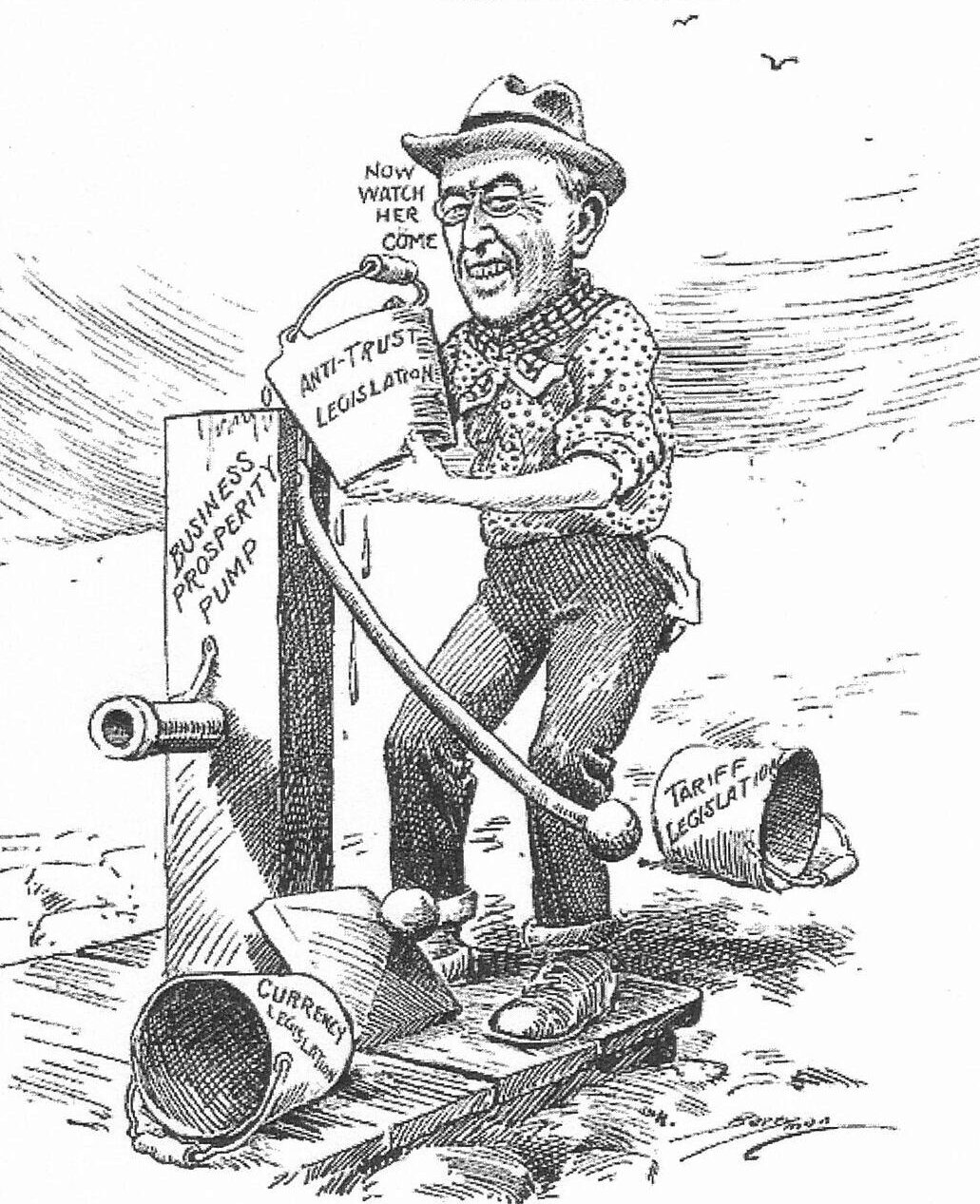
Prezident Wilson využívá celní, měnové a antimonopolní zákony, aby zprovoznil pumpu prosperity, karikatura z roku 1914.

Nespokojenost rostoucí střední třídy s korupcí a všeobecnou neefektivitou politiky a neschopnost řešení stále naléhavějších urbanistických a průmyslových problémů vedly počátkem 90. let 19. století ke vzniku dynamického progresivního hnutí. Ve všech velkých městech, státech a také na národní úrovni všeobecně, dále ve vzdělání, zdravotnictví a průmyslu volali progresivisté po modernizaci a reformě oslabených institucí, vymýcení korupce v politice a zavedení efektivity jako kritéria pro reformy. Vedoucí politici z obou stran, především Theodore Roosevelt, Charles Evans Hughes a Robert La Follette na straně republikánů, a William Jennings Bryan a Woodrow Wilson na straně demokratů, přijali za svůj cíl prosazení reforem v duchu progresivního hnutí. Do hnutí se významně zapojily ženy se svými požadavky na ženské volební právo, prohibici a lepší školy; jejich nejvýznamnější vůdkyní byla Jane Addamsová z Chicaga, zakladatelka komunitních center. Investigativní novináři přezdívaní „muckrakeři“ jako byl Upton Sinclair, Lincoln Steffens a Jacob Riis odhalovali korupci v podnikání a vládě spolu s bující chudobou měst. Progresivisté zavedli antimonopolní zákony a regulace v odvětvích jako masný průmysl, farmaceutický průmysl nebo železniční doprava. Čtyři nové ústavní dodatky – šestnáctý až devatenáctý – byly výsledkem progresivistického aktivismu, který přinesl federální daň z příjmů, přímé volby senátorů, prohibici a volební právo žen. Progresivní hnutí přetrvalo celá dvacátá léta, přičemž jeho nejaktivnější období lze zařadit mezi léta 1900–1918.
Římskokatoličtí preláti (např. John Ireland), se snažili o amerikanizaci latinské církve a polatinštění jejích nelatinských součástí (např. řeckokatolíci, incident s A. Tothem) v duchu amerického patriotismu soudobé éry.

### Imperialismus

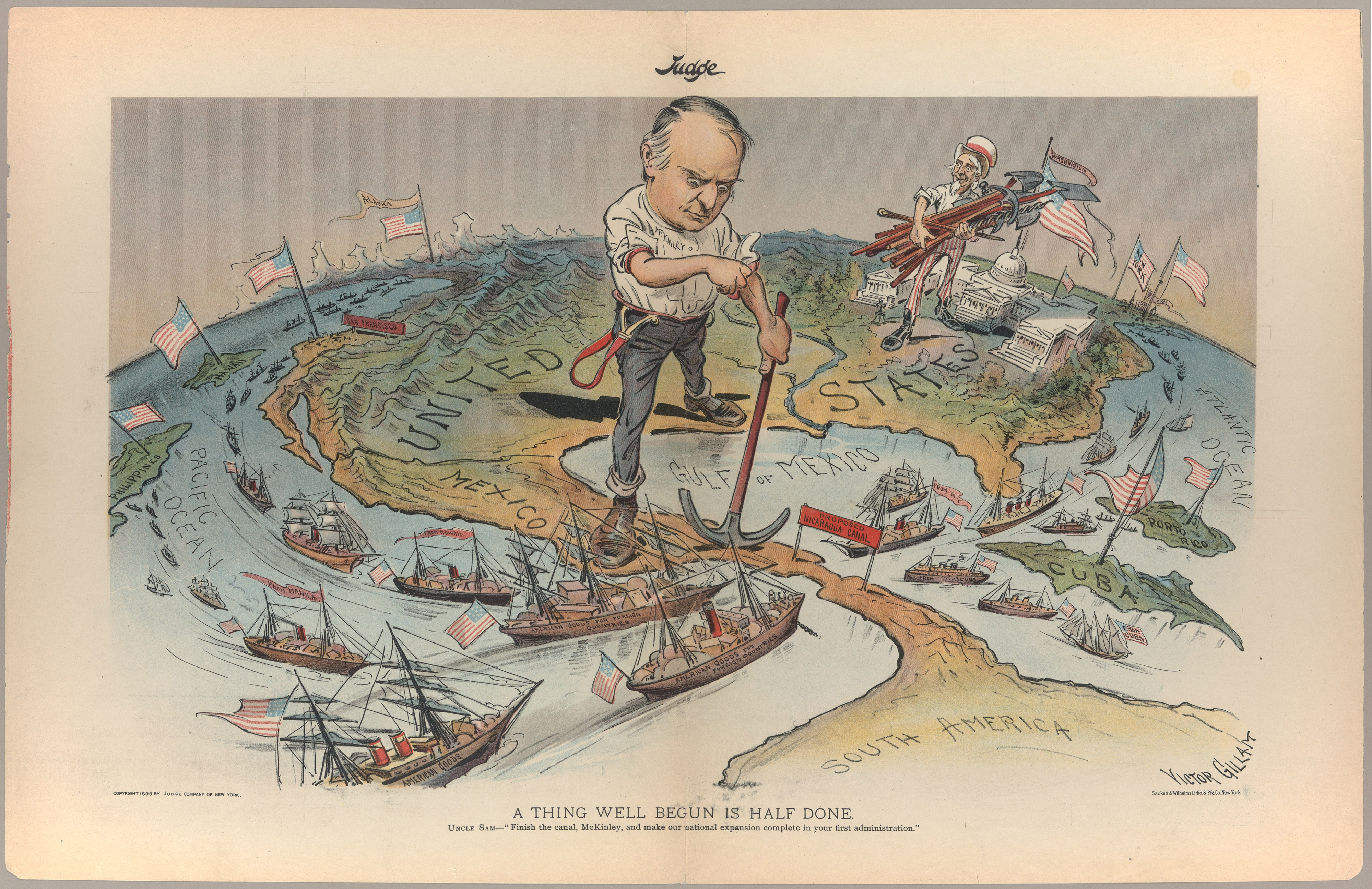
Karikatura odrážející pohled magazínu Judge ohledně amerických imperiálních ambicí po rychlém vítězství ve Španělsko-americké válce v roce 1898. Americká vlajka vlaje na území od Filipín a Havaje v Pacifiku po Kubu a Portoriko v Karibiku.

Po roce 1890 již Spojeným státům patřilo postavení světové ekonomické a vojenské velmoci. Významnou epizodou této doby se stala španělsko-americká válka, jejíž záminkou bylo španělské odmítnutí amerických požadavků na změnu své represivní politiky na Kubě. „Skvělá malá válka“, jak ji nazval jeden činitel, se nesla ve znamení řady rychlých amerických vítězství na zemi i na moři. Na pařížské mírové konferenci získaly Spojené státy Filipíny, Portoriko a Guam. Kuba se stala nezávislou zemí, avšak pod silným americkým vlivem.
Ačkoli samotná válka byla mezi veřejností široce populární, mírové podmínky vzbuzovaly kontroverze. William Jennings Bryan vedl Demokratickou stranu v opozici vůči ovládnutí Filipín, což odsuzoval jako imperialismus nehodný americké demokracie. Prezident William McKinley, sebejistý díky návratu prosperity a vítězné válce, akvizici obhajoval. V prezidentských volbách roku 1900 McKinley Bryana snadno porazil.
Po porážce povstání filipínských nacionalistů se Spojené státy zapojily do rozsáhlého programu modernizace ekonomiky Filipín a zlepšení veřejných zdravotnických zařízení. Američané však po roce 1908 ztratili zájem o své zámořské impérium a obrátili svou pozornost na oblast Karibiku, zejména na výstavbu Panamského průplavu. V roce 1912 se Arizona stala posledním pevninským federálním státem a tím završila americkou vnitrozemskou expanzi na západ. Otevření Panamského průplavu v roce 1914 vedlo ke zvýšení obchodu s Japonskem a zbytkem Dálného východu. Zásadní novinkou byla „politika otevřených dveří“ (Open Door Policy), díky níž byl imperiálním mocnostem umožněn rovný přístup k čínskému trhu, aniž by však jediná z nich směla převzít kontrolu nad Čínou.
V letech 1893 až 1934 Spojené státy americké vedly v Latinské Americe tzv. banánové války (například americká okupace Nikaraguy, americká okupace Haiti nebo americká okupace Dominikánské republiky), které doprovázela tzv. diplomacie velkého klacku, politika dělových člunů a dolarová diplomacie.

### První světová válka

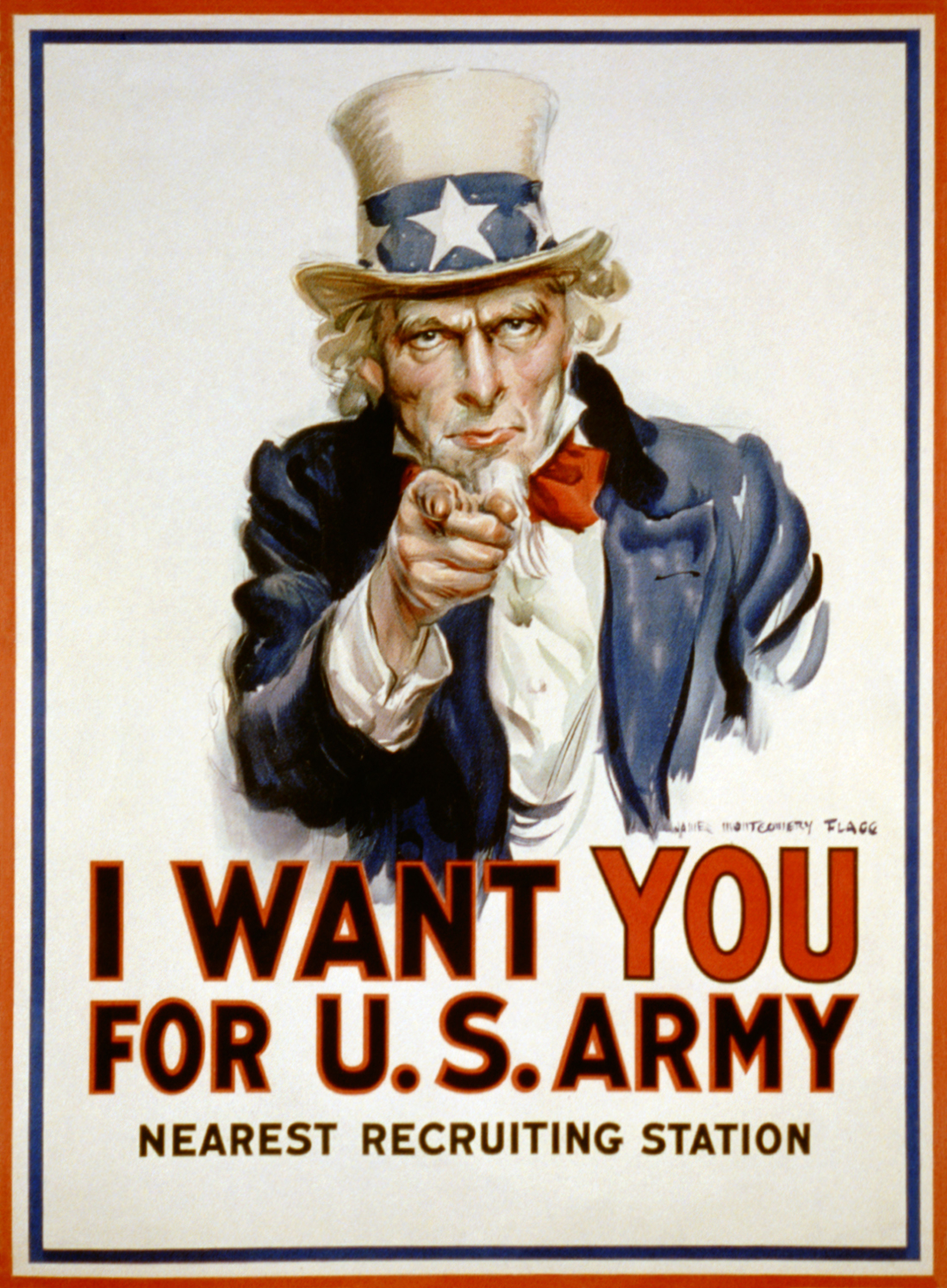
Americký náborový plakát se strýčkem Samem z roku 1917.

Roku 1914 vypukl v Evropě dosud nevídaný válečný konflikt, první světová válka. V reakci na to prezident Woodrow Wilson převzal plnou kontrolu nad zahraniční politikou Spojených států a deklaroval jejich neutralitu. Roku 1915 Němci zahájili neomezenou ponorkovou válku, což vedlo k potopení parníku RMS Lusitania, při němž zahynulo mnoho amerických cestujících. Poté na nátlak Spojených států museli Němci neomezenou ponorkovou válku ukončit. Wilson varoval Německo, že obnovení neomezené ponorkové války zaměřené i proti americkým lodím zásobujícím státy Dohody by znamenalo válku. Pod tíhou válečné situace se nakonec Německo rozhodlo riskovat a v únoru 1917 obnovilo neomezenou ponorkovou válku, ve snaze vyhrát válku odříznutím Británie. To a hrozba Zimmermannova telegramu vedly Spojené státy k vyhlášení války císařskému Německu v dubnu 1917. Z Ameriky začaly spojencům rychle proudit peníze, potraviny a munice, zatím však bez vojáků, které USA neměly a kteří teprve museli být získáni a vycvičeni. Během léta roku 1918 již přicházeli američtí vojáci pod velením generála Johna J. Pershinga v počtu 10 000 denně, zatímco vyčerpané Německo už nemohlo své ztráty nahrazovat.
Výsledkem bylo vítězství Spojenců v listopadu 1918. Prezident Wilson požadoval, aby Německo sesadilo císaře a přijalo podmínky stanovené v jeho známém čtrnáctibodovém programu. Wilson se stal hlavní postavou Pařížské mírové konference v roce 1919, nedokázal však zabránit tvrdým podmínkám, které Spojenci Německu nadiktovali Versailleskou smlouvou. Wilson vkládal své naděje do nové Společnosti národů, odmítl však kompromis s republikány v Senátu ohledně otázky pravomoci Kongresu vyhlásit válku. Senát následně zamítl ratifikovat členství Spojených států ve Společnosti národů.

### Volební právo žen

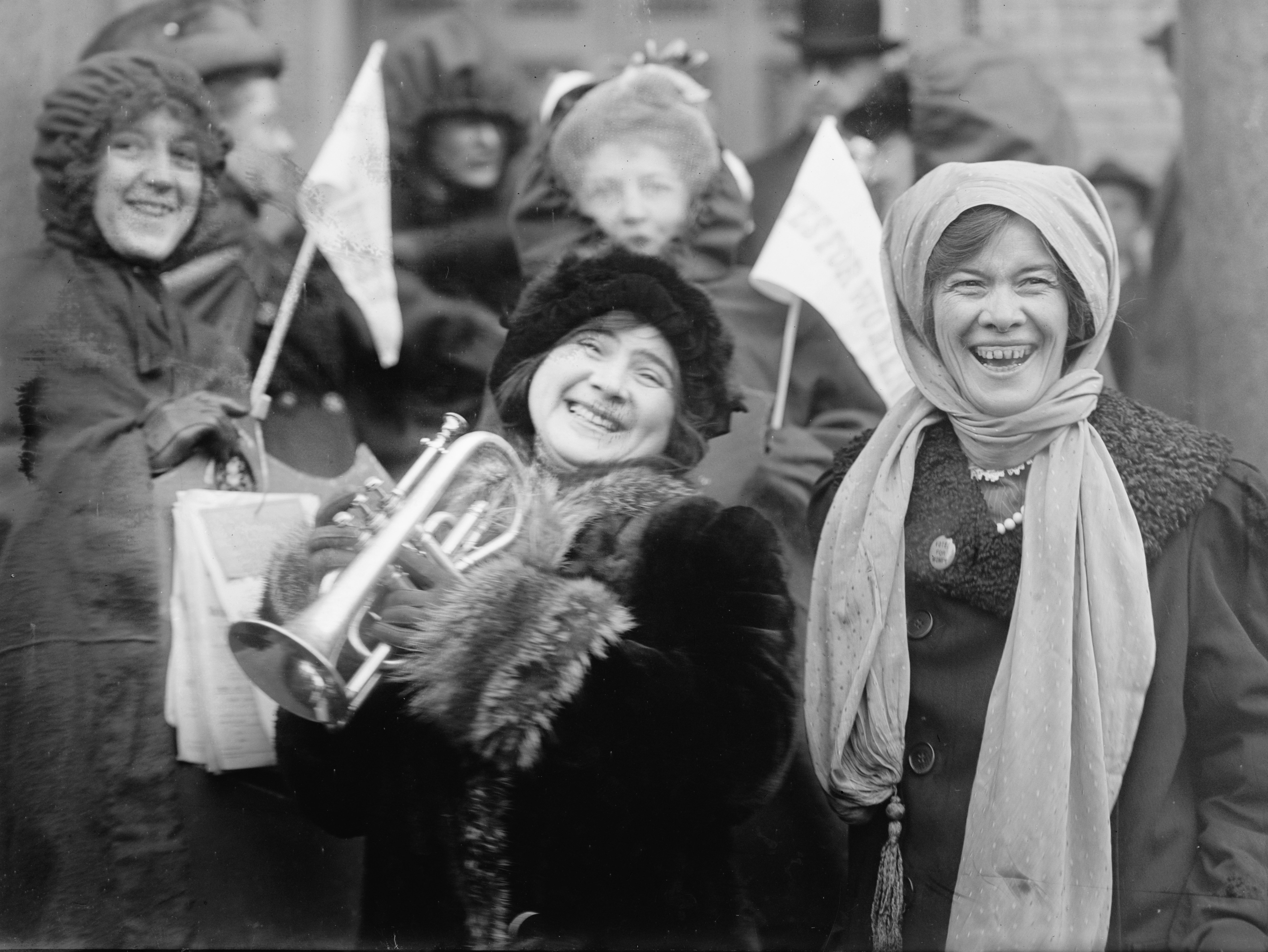
Sufražistky demonstrují za volební právo žen, 1913.

Americké hnutí za volební právo žen začalo národním sjezdem Strany svobody (Liberty Party) v červnu 1848. Prezidentský kandidát Gerrit Smith obhajoval právo žen volit a začlenil ho do stranického programu. O měsíc později jeho sestřenice Elizabeth Cady Stantonová spolu s Lucretií Mottovou a dalšími ženami uspořádala shromáždění v Seneca Falls, které přijalo Deklaraci práv a postojů (Declaration of Sentiments) požadující pro ženy rovnoprávnost a právo volit. Mnohé z těchto aktivistek se politicky angažovaly v rámci abolicionistického hnutí. Kampaň za ženská práva během „první vlny feminismu“ vedly Stantonová, Lucy Stoneová a Susan B. Anthonyová, spolu s řadou dalších. Stoneová a Paulina Wrightová Davisová v roce 1850 zorganizovaly významné a vlivné Národní shromáždění pro práva žen (National Women's Rights Convention). Po občanské válce se hnutí reorganizovalo díky získání zkušených propagátorek, z nichž mnohé bojovaly za prohibici v Ženské křesťanské unii za střídmost (Women's Christian Temperance Union). Do konce 19. století však plné hlasovací právo ženám přiznalo jen několik západních států Unie, ačkoli ženy dosáhly významných legislativních úspěchů a získaly práva v oblastech jako je majetek a dětské opatrovnictví.

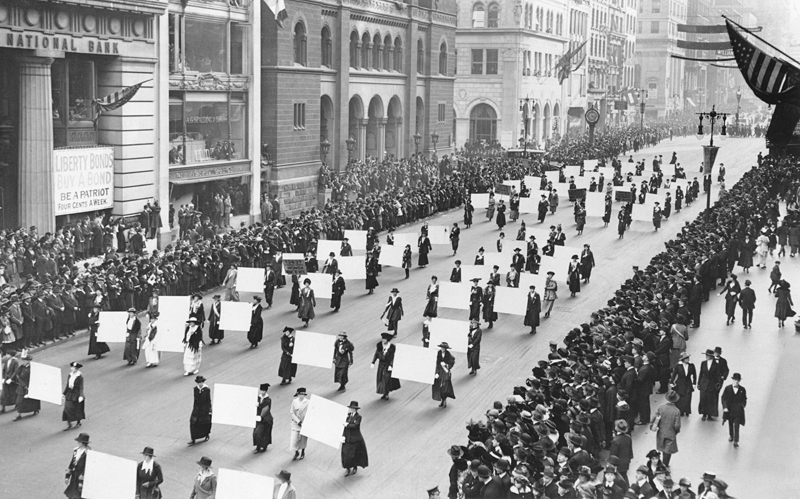
Přehlídka sufražistek v New Yorku v roce 1917, ženy nesou tabule s podpisy více než milionu žen.

Kolem roku 1912 se feministické hnutí začalo znovu probouzet, přičemž kladlo důraz na požadavek zrovnoprávnění. Tvrdilo, že zkorumpovanost americké politiky si vyžaduje očistu zastoupením žen, protože muži toho nejsou schopni. Protesty nabývaly na síle; sufražetka Alice Paulová vedla protestní průvody v hlavním městě a dalších velkých městech. Paulová se odtrhla od velké Národní asociace za volební právo amerických žen (National American Woman Suffrage Association, NAWSA), která upřednostňovala mírnější přístup a podporovala Demokratickou stranu a Woodrowa Wilsona a vytvořila militantnější Národní stranu žen (National Woman's Party). Během protestních demonstrací sufražistek před Bílým domem, tak zvaných „tichých hlídek“, jich byla řada zatčena a následně se staly politickými vězni.
Starý argument proti volebnímu právu žen, deklarující, že pouze muži mohou bojovat ve válce, a proto jen muži si zaslouží právo volit, byl vyvrácen během první světové války nadšenou účastí desítek tisíc amerických žen na domácí frontě. Po skončení války mnoho zemí světa udělilo ženám volební právo, jako vděk za jejich příspěvek válečnému úsilí. Navíc většina západních států USA již poskytla ženám právo volit ve státních a federálních volbách a zástupci z těchto států, včetně první ženy Jeannette Rankinové z Montany, prokázali, že volební právo žen je životaschopné. Hlavní odpor pocházel z jižních států, jejichž bílí představitelé se obávali hrozby černošských žen jako voličů. Nakonec Kongres v roce 1919 přijal devatenáctý dodatek ústavy a v roce 1920 již ženy mohly volit.
NAWSA se přeměnila na Ligu ženských voličů (League of Women Voters) a Národní strana žen začala lobbovat za plnou rovnost a přijetí dodatku ústavy o rovnoprávnosti (Equal Rights Amendment), který nakonec Kongres schválil v roce 1972, během druhé vlny ženského hnutí. Politici reagovali na nové voliče větším důrazem na problémy zvláštního významu pro ženy, zejména prohibici, zdraví dětí a světový mír. Hlavní nárůst hlasování žen přišel v roce 1928, když si politické organizace velkých měst uvědomily, že potřebují podporu žen pro zvolení demokrata Ala Smitha, katolíka z New Yorku. Mezitím protestanti mobilizovali ženy, aby podpořily prohibici a hlasovaly pro republikána Herberta Hoovera.

### Bouřlivá dvacátá léta a Velká krize
Během 20. let 20. století postupně vzrůstala pozice Spojených států jako ekonomické a vojenské světové velmoci. Senát Spojených států neratifikoval Versailleskou smlouvu nadiktovanou Spojenci poraženým Ústředním mocnostem; místo toho se Spojené státy rozhodly jít směrem unilateralismu (samostatného jednání v mezinárodních vztazích). Otřes ruské Říjnové revoluce vyústil ve skutečné obavy z komunismu ve Spojených státech, což vedlo k tzv. Rudé panice (Red Scare) a k deportaci cizinců, považovaných za podvratné živly.
Přes rychlý růst veřejného zdravotnictví během progresivní éry a modernizace nemocnic a lékařských škol, ztratily Spojené státy v roce 1918 během pandemie Španělské chřipky 675 000 životů.

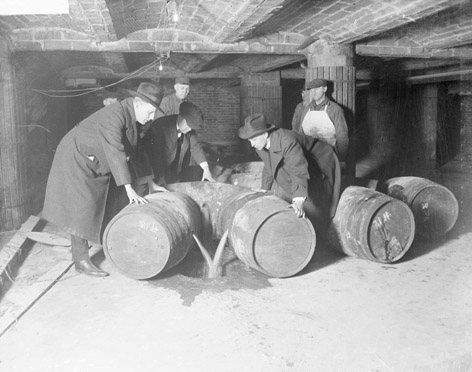
Agenti prohibice ničí sudy s alkoholem v Chicagu, 1921.

V roce 1920 byl schválen osmnáctý dodatek Ústavy (prohibice), který zakázal výrobu, prodej, dovoz a vývoz alkoholu. Výsledkem bylo, že ve městech se nelegální alkohol stal velkým byznysem, převážně ovládaný podsvětím. V letech 1922–25 rychle rostl obnovený Ku Klux Klan, který však následně opět zanikl. Došlo také k přijetí imigračních zákonů, které značně omezovaly počty nových imigrantů. Díky velké hospodářské prosperitě získala dvacátá léta 20. století přezdívku „Bouřlivá léta“ (Roaring twenties). Mezi mladší generací získal popularitu nový hudební styl jazz, proto se toto desetiletí také nazývalo „Jazzový věk“ (Jazz Age).

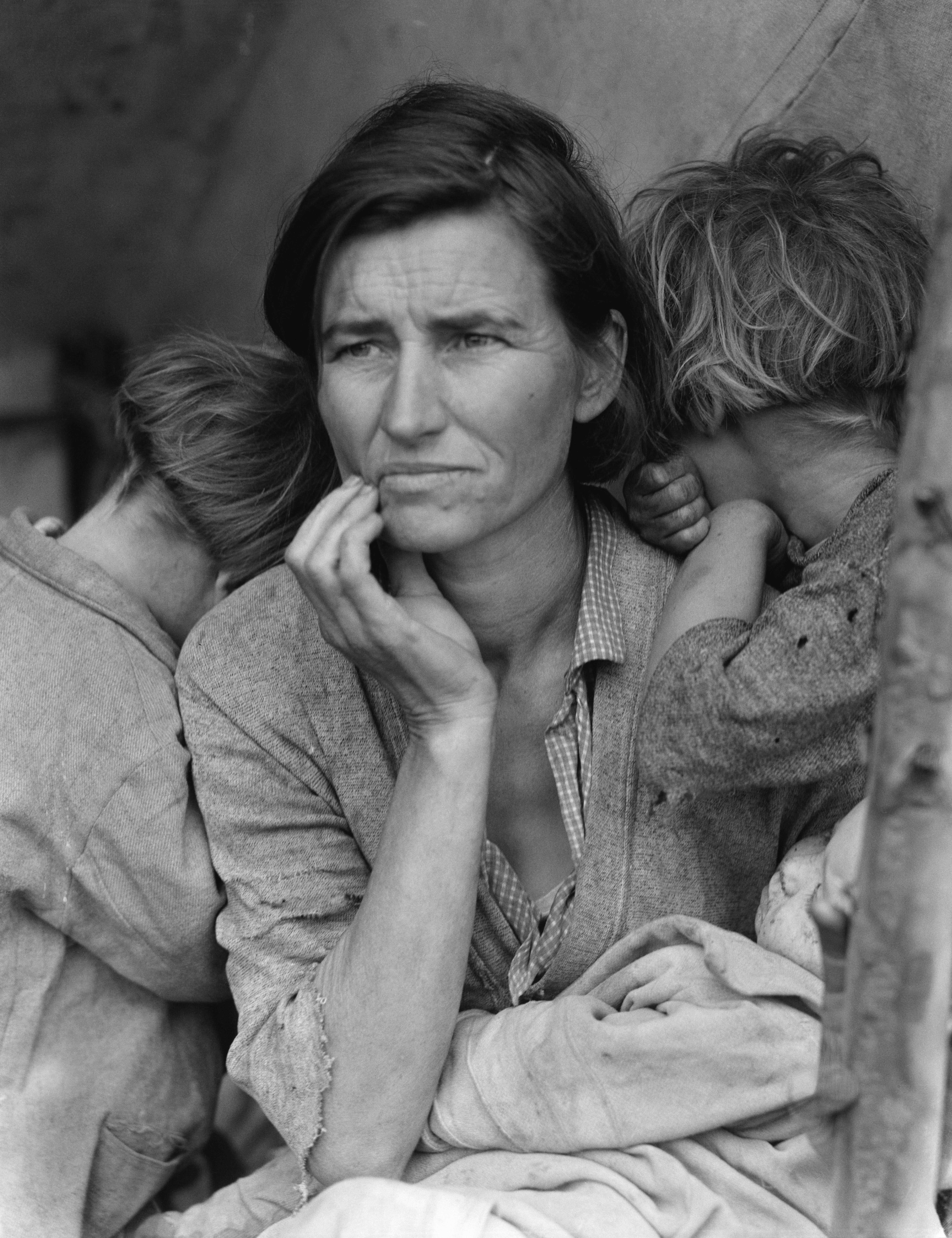
Kočující matka, fotografie Dorothey Langeové se stala symbolem chudých migrujících námezdních dělníků v Kalifornii

Během dvacátých let 20. století se země těšila všeobecné prosperitě, i když se známkami slabosti zemědělství. Finanční bublinu poháněl nafouknutý akciový trh, což později vedlo ke krachu na newyorské burze dne 29. října 1929. Ten spolu s mnoha dalšími ekonomickými faktory spustil celosvětovou hospodářskou krizi známou jako Velká hospodářská krize. Během tohoto období zaznamenaly Spojené státy deflaci spojenou s propadem cen a růstem nezaměstnanosti z 3 % v roce 1929 na 25 % v roce 1933. Ceny zemědělských produktů klesly o polovinu a průmyslová produkce poklesla o třetinu. Situaci dále zhoršila opakující se sucha a následné prašné bouře na středozápadě, tzv. „Mísa prachu“ (Dust Bowl), která donutila desetitisíce zbídačených farmářských rodin opustit své domovy.
Ve své kampani roku 1932 demokratický prezidentský kandidát Franklin Delano Roosevelt sliboval „Nový úděl pro americký lid“ ("a New Deal for the American people"), což se stalo trvalou značkou jeho domácí politiky. Zoufalá ekonomická situace spolu se silnými vítězstvími demokratů ve volbách roku 1932 poskytly Rooseveltovi neobvykle velký vliv na Kongres během „první stovky dnů“ jeho administrativy. Využil tohoto vlivu jako páky pro získání rychlého přijetí řady opatření na vytvoření programů sociálního zabezpečení a regulaci bankovního systému, akciového trhu, průmyslu a zemědělství spolu s řadou dalších vládních snah o ukončení Velké hospodářské krize a reformu americké ekonomiky.

Výstavba přehrady Bonneville, jeden z projektů Public Works Administration, říjen 1936

Program New Deal zavedl regulaci většiny odvětví ekonomiky, zejména finančního sektoru. Poskytl nezaměstnaným podporu prostřednictvím mnoha programů, jako například Works Progress Administration (WPA) a Civilian Conservation Corps pro mladé muže, který se zabýval pracovními činnostmi, jako je hašení lesních požárů a vytváření veřejných prací. Úřad Public Works Administration vedl rozsáhlé, štědře financované projekty zaměřené na rozvoj a obnovu infrastruktury. V letech 1935–1936 se Roosevelt dále přiklonil k levici a prostřednictvím Wagner Act posílil odborové svazy. Odbory se staly silným prvkem sdružené koalice New Deal, která získala Rooseveltovi opětovná vítězství ve volbách v letech 1936, 1940 a 1944 mobilizací členů odborů, modrých límečků, závislých na podpoře, velkoměstských politických organizací, etnických a náboženských minorit (zejména katolíků a židů) a bílého jihu, spolu s Afroameričany na severu (kde mohli volit). Některé programy byly opuštěny ve čtyřicátých letech 20. století, když konzervativci znovu získali moc v Kongresu prostřednictvím konzervativní koalice. Obzvláště významným projektem se stal program sociálního zabezpečení, zahájený v roce 1935.

### Druhá světová válka

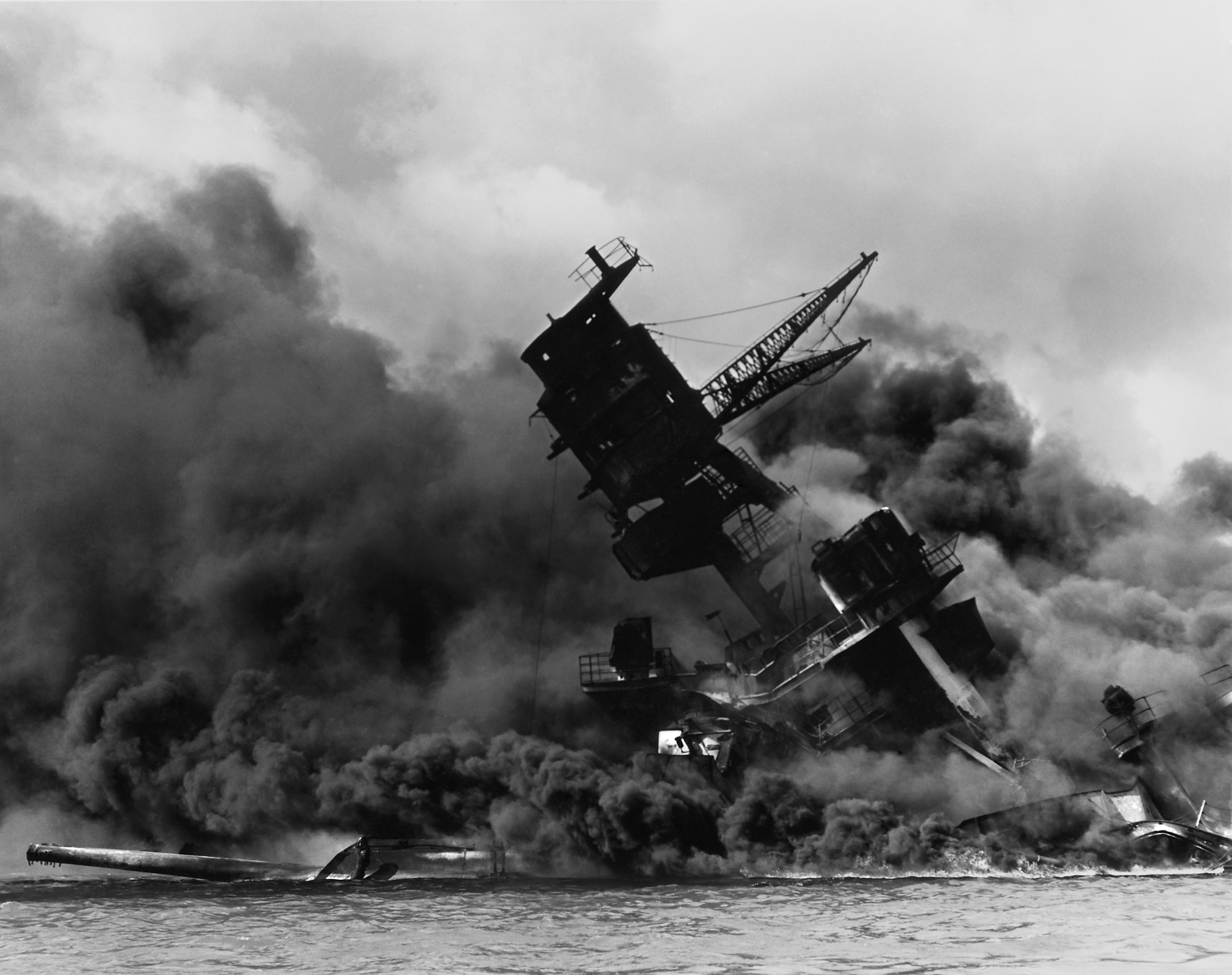
Hořící USS Arizona během japonského útoku na Pearl Harbor, který znamenal rozhodující impuls pro vstup Spojených států do války.

V letech krize se Spojené státy zaměřily na domácí záležitosti, zatímco po celém světě demokracie upadala a mnoho zemí ovládly diktatury. Císařské Japonsko cílilo na získání dominance ve východní Asii a v Pacifiku. Nacistické Německo a fašistická Itálie zbrojily a připravovaly dobyvačné války, zatímco Británie a Francie zastávaly politiku usmiřování, ve snaze odvrátit další evropskou válku. Americká legislativa se snažila zabránit možnému zavlečení Spojených států do zahraničních konfliktů pomocí zákonů o neutralitě. Tato politika se však střetla se vzrůstajícím protinacistickým cítěním po německé invazi do Polska v září 1939, která začala druhou světovou válku. Roosevelt umístil Spojené státy do pozice „arzenálu demokracie“ a přislíbil spojencům rozsáhlou finanční pomoc a dodávky zbrojního materiálu – avšak žádné vojáky. Toto bylo realizováno prostřednictvím smluv o půjčce a pronájmu. Japonsko se pokusilo neutralizovat americkou moc v Pacifiku útokem na Pearl Harbor dne 7. prosince 1941, což se stalo zlomovým momentem pro veřejnou podporu vstupu do války. Tento nenadálý útok značně prohloubil protijaponské nálady, což vedlo k internaci Američanů japonského původu po dobu války.

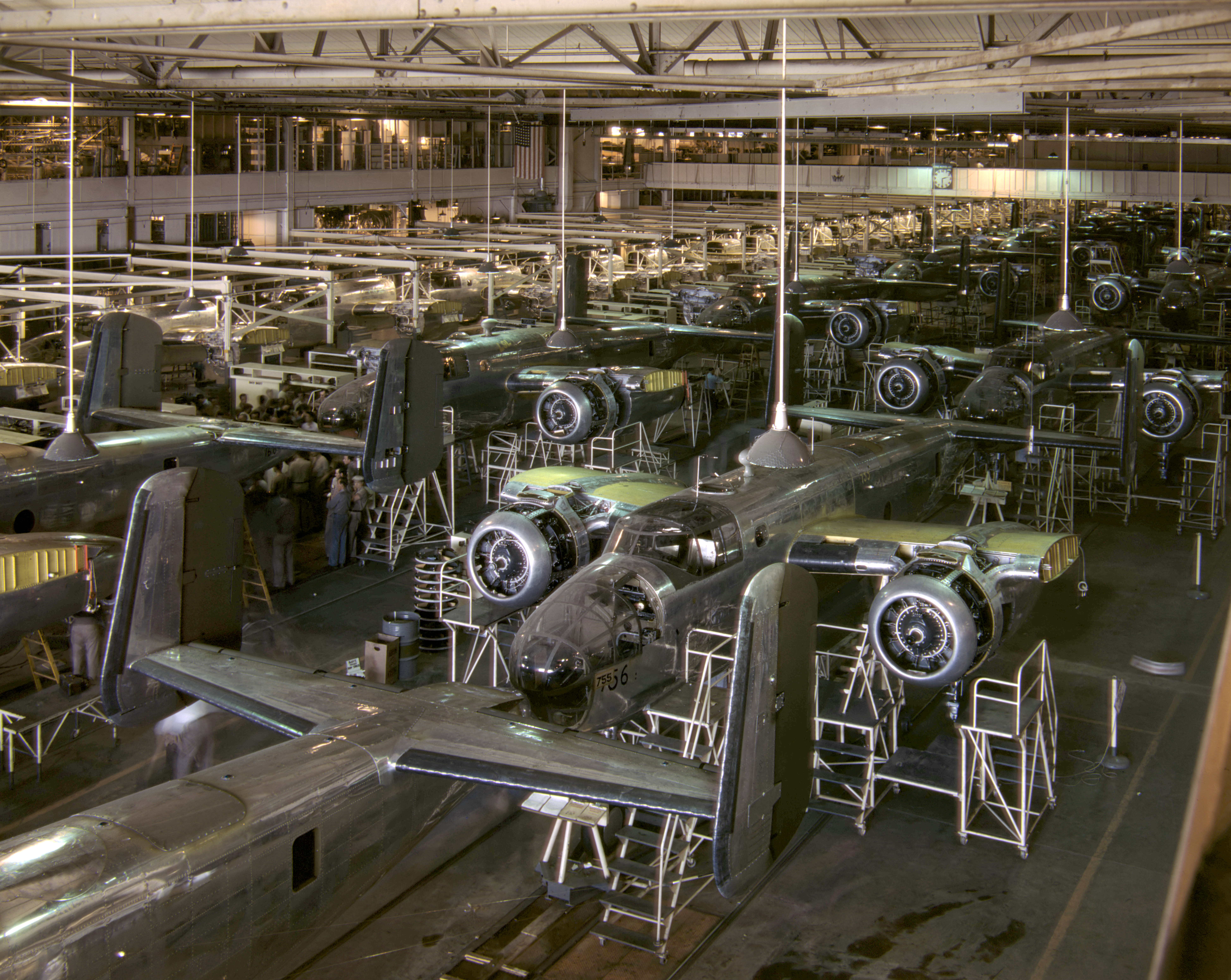
Montážní linka bombardérů B-25 v Inglewoodu, 1942

Hlavní příspěvky Spojených států ke spojeneckému válečnému úsilí tvořily peníze, průmyslové výrobky, potraviny, ropa, technologické inovace a (zejména v letech 1944–45) vojáci. Značná část úsilí federální vlády během války směřovala k maximalizaci hospodářské produkce země. Celkovým výsledkem bylo dramatické zvýšení hrubého domácího produktu, rozsáhlý vývoz materiálu a zásob Spojencům a americkým silám v zámoří, ukončení nezaměstnanosti a nárůst civilní spotřeby, i přes fakt, že 40 % HDP bylo věnováno válečnému úsilí. To vše bylo dosaženo pomocí desítek milionů pracovníků, kteří přešli z povolání s nízkou produktivitou do vysoce efektivních pracovních míst, dále díky zlepšení produktivity díky lepším technologiím a řízení, zapojení studentů, důchodců, žen v domácnosti a nezaměstnaných do pracovního procesu a prodloužení pracovní doby.
Velkého rozmachu dosáhl také vědecký výzkum a vývoj, jehož nevýznamnějším výsledkem se stal projekt Manhattan, tajné úsilí o využití jaderného štěpení pro výrobu vysoce ničivé atomové bomby.
Na domácí frontě byla mobilizace amerického hospodářství řízena Rooseveltovým válečným výrobním výborem (War Production Board). Válečný výrobní boom vedl k plné zaměstnanosti a zahlazení této stopy Velké hospodářské krize. Ve skutečnosti dokonce nastal nedostatek pracovních sil, nutící průmysl k hledání nových zdrojů pracovníků, což vedlo ke změně rolí žen a černého obyvatelstva.
Pracovní úsilí bylo vyčerpávající a volnočasové aktivity prudce klesaly. Lidé tolerovali navýšení práce kvůli vlastenectví, platu a důvěře, že to je „jen na omezenou dobu“ a život se vrátí do normálu, jakmile bude válka vyhrána. Většina zboží dlouhodobé spotřeby se stala nedostupnou a maso, oblečení a benzín byly dostupné jen na příděl. V průmyslových oblastech vznikl nedostatek bytů kvůli zdvojnásobení obyvatel, kteří žili ve stísněných čtvrtích. Ceny a mzdy byly regulovány a Američané spořili značnou část svých příjmů; následná poválečná poptávka vedla k obnovení hospodářského růstu namísto návratu do krize.

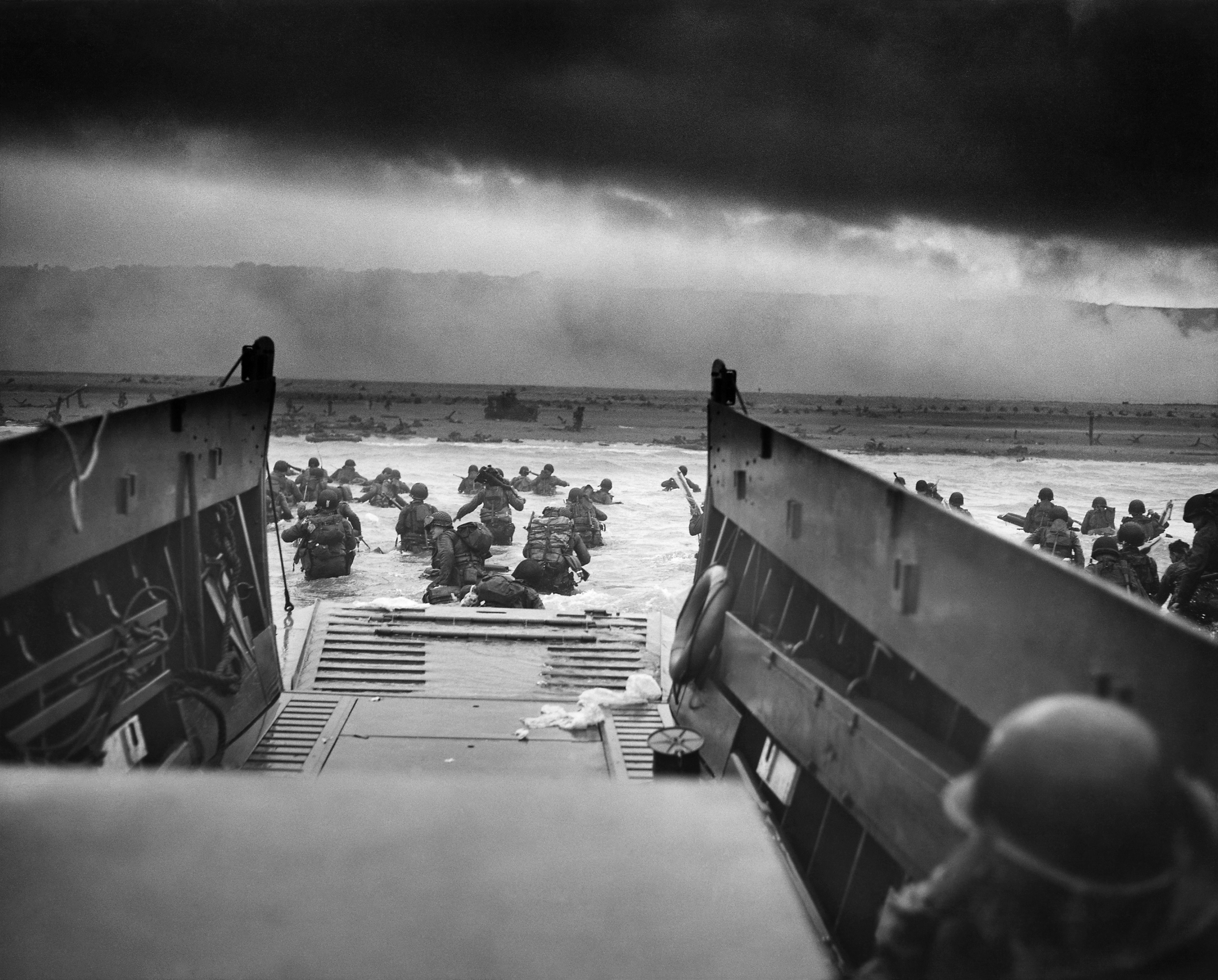
Fotografie Do spárů smrti pořízená během vylodění v Normandii, kterým Spojenci otevřeli druhou frontu v Evropě.

Spojenci – Spojené státy, Velká Británie a Sovětský svaz, Čína, stejně jako Polsko, Kanada a další země – bojovali proti mocnostem Osy; Německu, Itálii a Japonsku. Spojenci považovali za hlavní hrozbu Německo a dali nejvyšší prioritu evropskému bojišti. Spojené státy dominovaly válce s Japonskem a zastavily japonskou expanzi v Pacifiku v roce 1942. Po útoku v Pearl Harboru a ztrátě Filipín následovala remíza v bitvě v Korálovém moři (květen 1942) a poté rozhodující vítězství amerického námořnictva v bitvě u Midway (červen 1942). Americké pozemní síly vypomohly v severoafrické kampani ukončené v roce 1943, po které následoval rozpad Mussoliniho fašistické vlády a přechod Itálie na stranu Spojenců. Významnější evropská fronta byla otevřena v den D, 6. června 1944, kdy americké a spojenecké síly v Británii provedly invazi do nacisty ovládané Francie.
Do konce roku 1944 Spojenci vytlačili Němce z Francie, ale v prosinci 1944 museli čelit nečekanému německému protiútoku v Ardenách. Tato poslední německá snaha selhala a spojenecké armády na východě a západě se blížily k Berlínu, zatímco nacisté se pokoušeli zabít poslední zbývající Židy. Západní spojenci přenechali dobytí Berlína Sovětům. Nacisté kapitulovali v květnu 1945, což znamenalo konec války v Evropě.

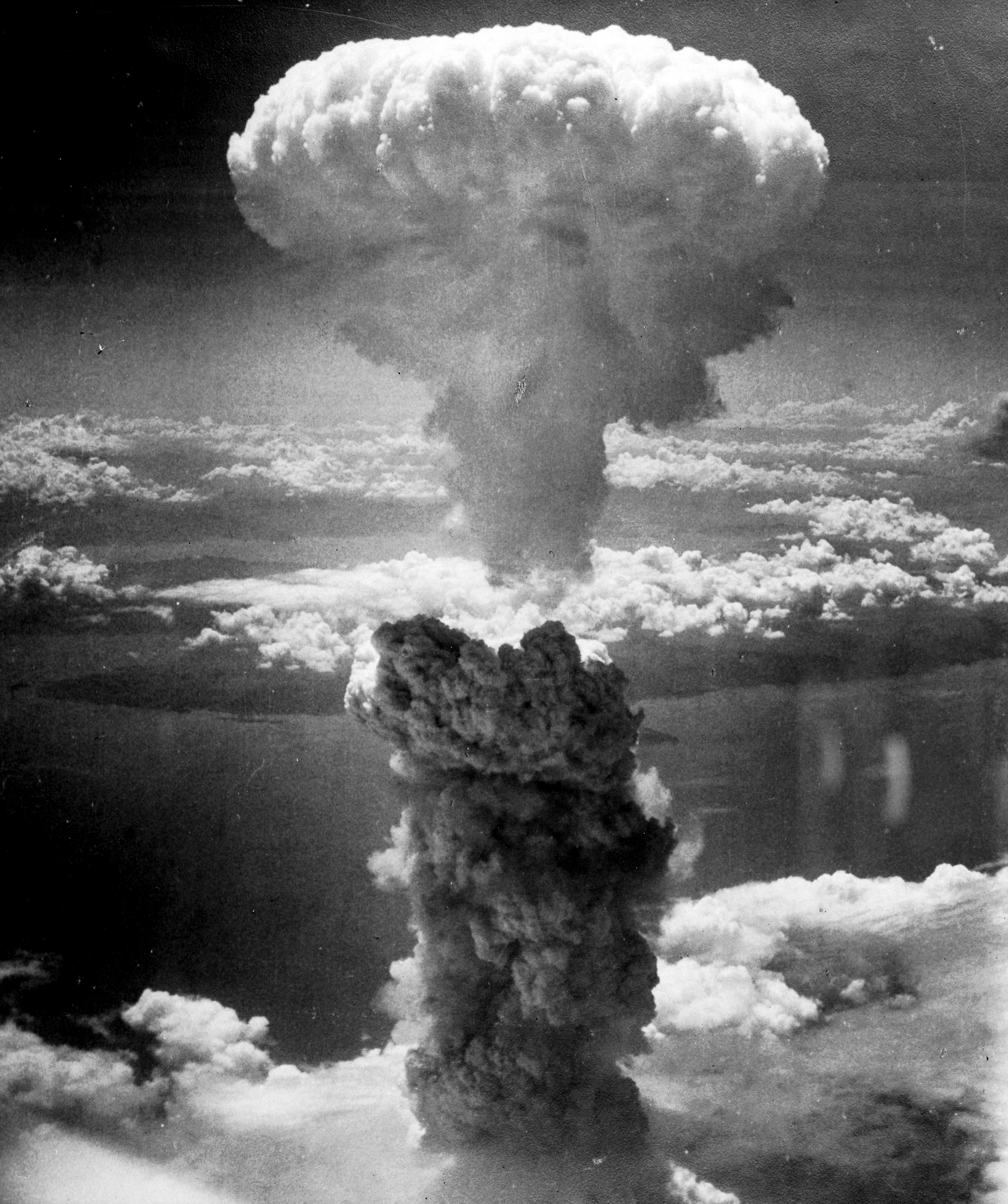
Atomový hřib po výbuchu bomby Fat Man nad městem Nagasaki

Zatím v Tichomoří Američané prováděli strategii „žabích skoků“ dobýváním ostrovů směrem k Japonsku. Po dobytí Marianského souostroví zde zřídili letiště pro bombardovací nálety na domácí japonské ostrovy a v roce 1945 po těžkých bojích obsadili ostrovy Iwodžimu a Okinawu. Po krvavém vítězství na Okinawě se Spojené státy chystaly napadnout japonské domácí ostrovy. V srpnu 1945 bombardéry B-29 svrhly atomové bomby na japonská města Hirošimu a Nagasaki; po několika dnech Japonci kapitulovali a tím skončila druhá světová válka. Spojené státy okupovaly Japonsko (a část Německa) a vyslaly generála Douglase MacArthura, aby vedl restrukturalizaci japonského hospodářství a politického systému podle amerického vzoru. Během války Roosevelt vytvořil termín „Čtyři mocnosti“, kterým odkazoval na čtyři hlavní spojence druhé světové války, Spojené státy, Spojené království, Sovětský svaz a Čínu, které se později staly základem Rady bezpečnosti OSN.
Přestože národ ztratil ve válce více než 400 000 vojáků, pevnina prosperovala, nedotčena válečným ničením, které si vybralo těžkou daň v Evropě a Asii.
Účast v poválečných zahraničních záležitostech znamenala konec převládajícího amerického izolacionismu. Hrozba jaderných zbraní inspirovala jak optimismus, tak strach. Jaderné zbraně se po roce 1945 nikdy nepoužily v boji, neboť obě strany odvrátily hrozbu přímého válečného konfliktu. Následoval „dlouhý mír“ Studené války, která začala Trumanovou doktrínou vyhlášenou v březnu 1947. To však nezabránilo regionálním válkám v Koreji a Vietnamu.

### Studená válka, kontrakultura a občanská práva
Po druhé světové válce Spojené vyvstaly jako jedna ze dvou dominantních supervelmocí, přičemž druhou se stal Sovětský svaz. Americký Senát schválil členství Spojených států v Organizaci spojených národů (OSN), což znamenalo odklon od tradičního amerického izolacionizmu směrem ke zvýšené mezinárodní angažovanosti.

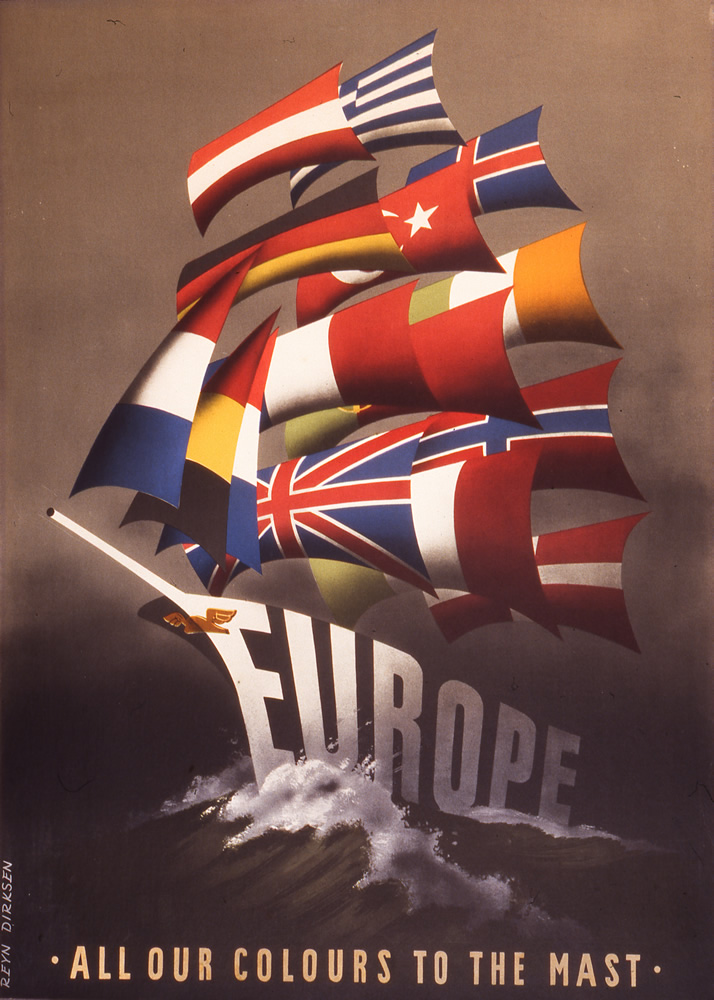
Plakát propagující Marshallův plán, 1947

Primárním americkým cílem v letech 1945–48 byla obnova Evropy po ničivých událostech druhé světové války a omezení šíření komunismu zastoupeného Sovětským svazem. Trumanova doktrína z roku 1947 poskytla Řecku a Turecku vojenskou a ekonomickou pomoc jako protiváhu hrozbě komunistické expanze na Balkáně. V roce 1948 Spojené státy nahradily izolované programy finanční pomoci komplexním Marshallovým plánem, který čerpal peníze do hospodářství západní Evropy, odstranil obchodní bariéry a současně modernizoval systémy managementu podniků a vlád.
Rozpočet Marshallova plánu činil 13 miliard dolarů (v kontextu amerického HDP ve výši 258 miliard dolarů v roce 1948); tomu předcházelo dalších 12 miliard dolarů poskytnutých Evropě v době mezi koncem války a začátkem Marshallova plánu. Sovětský vůdce Josif Vissarionovič Stalin zakázal svým východoevropským satelitním státům účastnit se plánu. Postupem času neefektivní východoevropské ekonomiky zaostávaly za Západní Evropou stále více z hlediska hospodářského rozvoje a prosperity. V roce 1949 Spojené státy odstoupily od své tradiční politiky nevytváření vojenských paktů v době míru a založily Severoatlantickou alianci (NATO), která přetrvává do 21. století. V reakci na to Sověti vytvořili Varšavskou smlouvu komunistických států; mezi oběma bloky stála tzv. „železná opona“.
V srpnu 1949 Sověti otestovali svou první jadernou zbraň, čímž eskalovalo nebezpečí válečného střetu. Hrozba vzájemně zaručeného zničení však odradila obě mocnosti před jadernou válkou a vyústila v zástupné války, zejména v Koreji a Vietnamu, ve kterých se obě strany střetly nepřímo. Ve Spojených státech vyvolala Studená válka obavy z vlivu komunismu a vedla k protikomunistickým honům na čarodějnice.
V lednu 1953 se prezidentem stal generál Dwight D. Eisenhower, první republikán v Bílém domě od roku 1932. Po Stalinově smrti v březnu téhož roku došlo k uvolnění napětí mezi USA a SSSR. Eisenhowerovi se podařilo ukončit vlekoucí se Korejskou válku a vyhnout se zapojení Spojených států do jiného konfliktu. Silně podporoval NATO a snažil se o vytvoření dalších podobných aliancí, ty však nebyly příliš úspěšné. Na domácí scéně skoncoval s mccarthismem, rozšířil systém sociálního zabezpečení a opatrně podporoval hnutí za občanská práva. Významným momentem se staly události na střední škole v Little Rocku v Arkansasu, kdy nechal kvůli vynucení federálních zákonů povolat Národní gardu. Eisenhower značně podporoval budování mezistátního dálničního systému. Během jeho dvou volebních období se Spojené státy těšily éře nebývalé prosperity, charakterizované rozvojem konzumního způsobu života. Symbolem doby se stal automobil, rychlé občerstvení nebo Rock and roll.

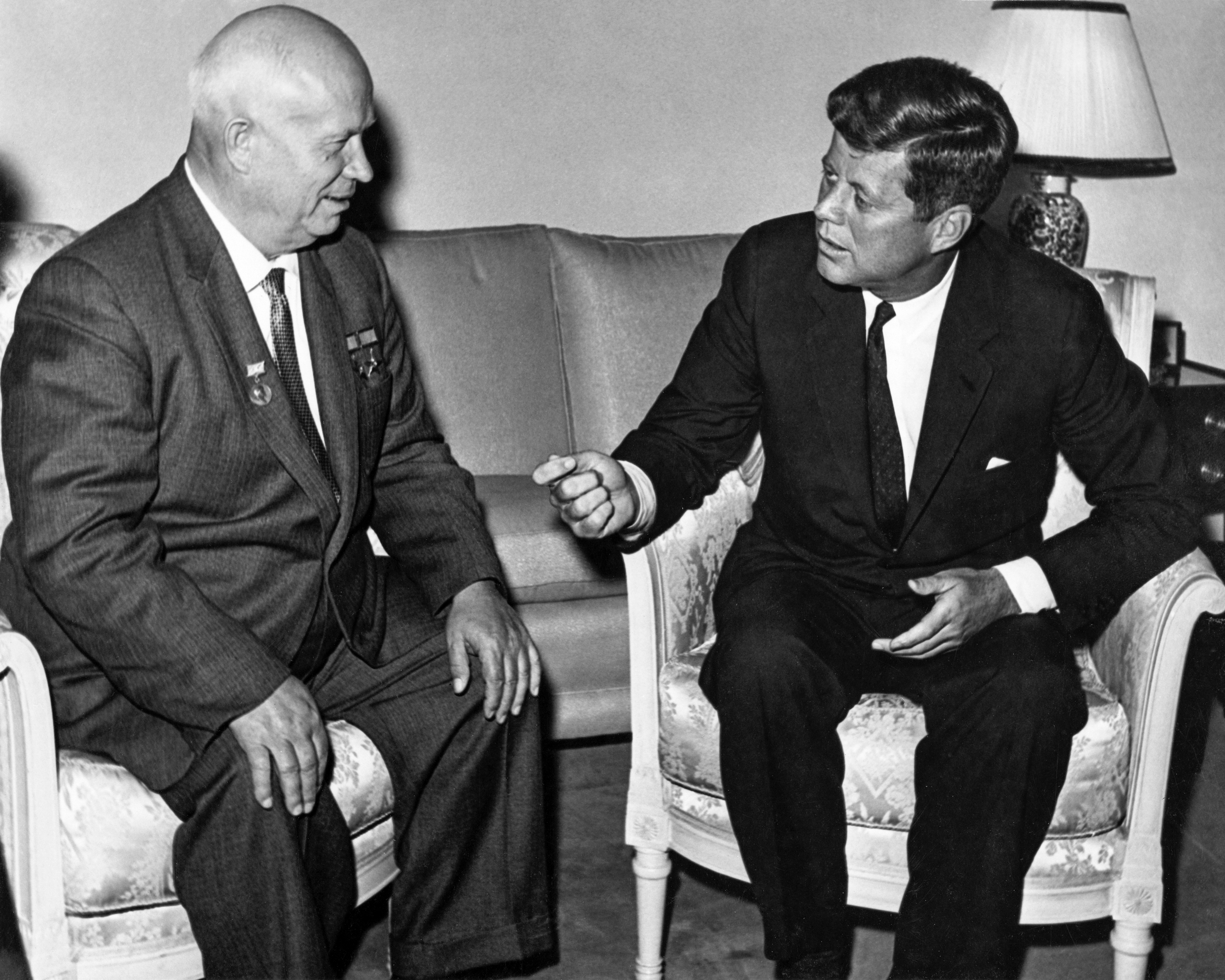
Setkání Kennedyho a Chruščova ve Vídni v červnu 1961

Roku 1957 Sovětský svaz vypustil Sputnik, první umělou družici Země, toto nečekané vědeckotechnické prvenství Američany zaskočilo. Tak začal Vesmírný závod obou supervelmocí, ve kterém nakonec Spojené státy triumfovaly přistáním prvních astronautů na Měsíci během mise Apollo 11 v roce 1969. Rozhořčení nad slabostí amerického vzdělávacího systému vedlo k rozsáhlé federální podpoře vědeckého vzdělávání a výzkumu.
V roce 1960 byl charismatický politik John Fitzgerald Kennedy zvolen jako první a dosud jediný římskokatolický prezident Spojených států. Jeho čas ve funkci byl poznamenán událostmi jako zvýšení úsilí Spojených států ve vesmírném závodě, eskalace amerického zapojení ve vietnamské válce, Karibská krize, invaze v zátoce Sviní, zatčení a uvěznění Martina Luthera Kinga během kampaně v Birminghamu a jmenování svého bratra Roberta F. Kennedyho do svého kabinetu jako ministra spravedlnosti. Prezident Kennedy byl 22. listopadu 1963 zavražděn v Dallasu v Texasu, tato událost národ hluboce šokovala.

#### Vrcholící liberalismus
Vyvrcholení liberalismu přišlo v polovině šedesátých let, kdy prezident Lyndon B. Johnson (1963–1969) v Kongresu prosadil přijetí svých sociálních programů (Great Society). Ty zahrnovaly občanská práva, ukončení rasové segregace, zdravotní pojištění (program Medicare), rozšíření sociálního zabezpečení, federální pomoc vzdělávání na všech úrovních, dotace pro umění a humanitní vědy, ekologický aktivismus a řadu programů určených k vymýcení chudoby. Jak uvádějí někteří historikové:
Liberální intelektuálové postupně vytvořili novou vizi dosažení hospodářské a sociální spravedlnosti. Liberalismus na počátku šedesátých let neobsahoval žádný náznak radikalismu, nesnažil se oživit tažení New Dealu proti koncentrovaným ekonomickým silám a neměl zájem přerozdělovat bohatství nebo restrukturalizovat stávající instituce. Na mezinárodním poli se profiloval jako silně protikomunistický. Deklaroval cíl bránit svobodný svět, podporovat domácí hospodářský růst a zajistit, aby výsledný blahobyt byl spravedlivě rozložen. Jejich program, značně ovlivněný keynesiánstvím, se vyznačoval masivními veřejnými výdaji, které měly urychlit hospodářský růst, a tak poskytnout veřejné zdroje na financování větších sociálních, bytových, zdravotních a vzdělávacích programů.
Johnson ve volbách roku 1964 zvítězil nad konzervativním kandidátem Barry Goldwaterem. Volební posun přerušil několik desetiletí trvající nadvládu konzervativní koalice v Kongresu. Republikáni se však vrátili zpět v roce 1966 a v roce 1968 zvítězil jejich kandidát Richard Nixon. Ten do značné míry pokračoval v programech New Deal a Great Society, které zdědil; odpověď konzervativců přišla s volbou Ronalda Reagana v roce 1980. Mezitím Američané završili velkou migraci z farem do měst a zažívali dlouhé období ekonomického rozvoje.

#### Hnutí za občanská práva

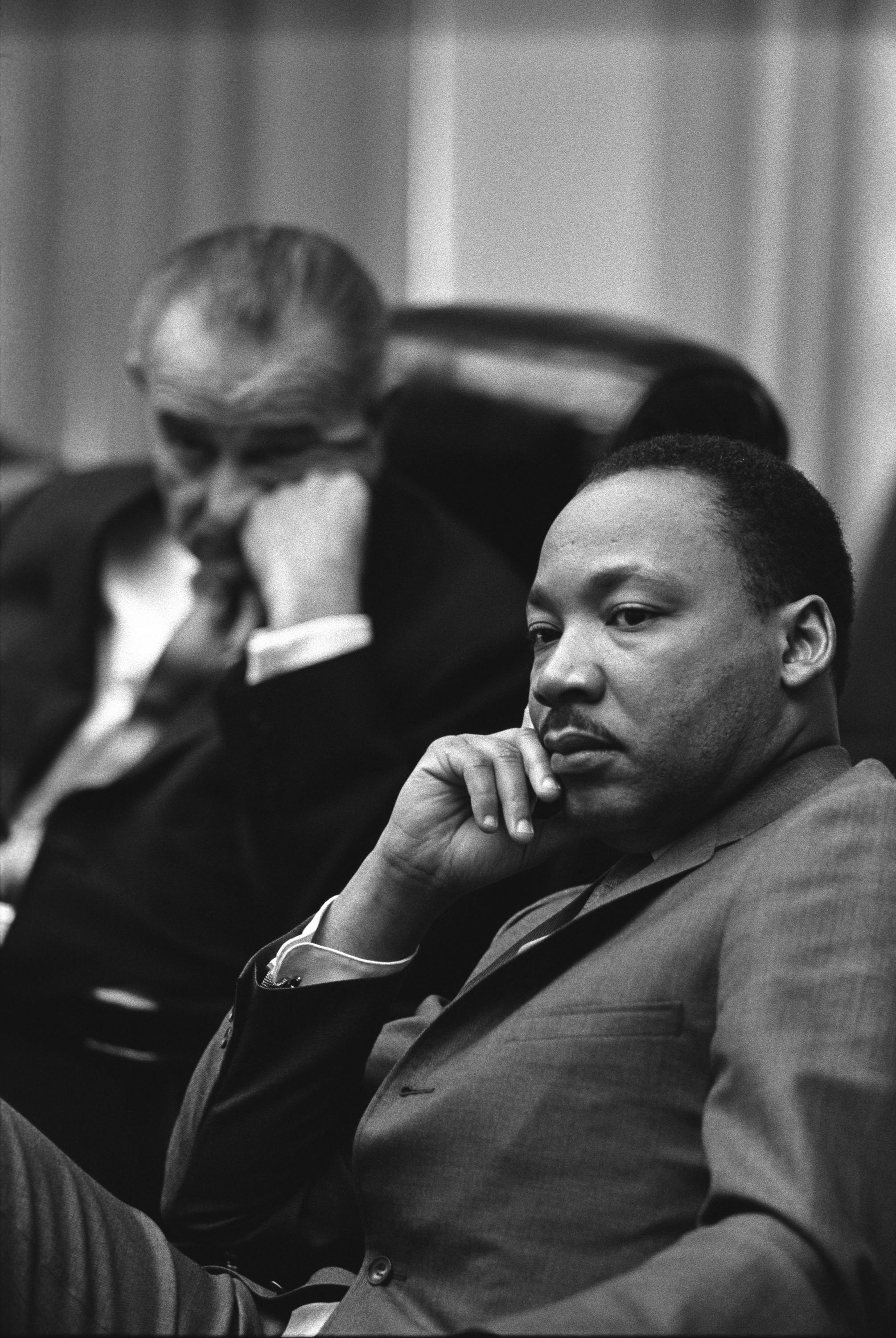
Vůdce hnutí za občanská práva Martin Luther King s prezidentem Lyndonem Johnsonem v pozadí, březen 1966

Od konce padesátých let čelil institucionalizovaný rasismus ve Spojených státech, zejména na jihu, sílícímu hnutí za občanská práva. Bojkot autobusové dopravy ve městě Montgomery mezi lety 1955–1956, který vedli afroameričtí aktivisté Rosa Parksová a Martin Luther King, dal impulz k rozvoji hnutí. Následující léta se Afroameričané museli potýkat s násilnostmi, ale postupně dosáhli velkých kroků k získání rovnoprávnosti díky rozhodnutím Nejvyššího soudu, včetně rozsudku Brown vs. školní rada Topeky a Lovingovi vs. Virginie, zákona o občanských právech z roku 1964 (Civil Rights Act of 1964), zákona o hlasovacích právech z roku 1965 (Voting Rights Act of 1965) nebo zákona o spravedlivém bydlení z roku 1968 (Fair Housing Act of 1968), které zneplatnily zákony Jima Crowa, legalizující rasovou segregaci mezi bílými a černými.
Martin Luther King, Jr., který získal Nobelovu cenu za mír za své úsilí o dosažení rasové rovnoprávnosti, byl zavražděn v roce 1968. Po jeho smrti vedli hnutí další, mimo jiné Kingova vdova, Coretta Scott Kingová, která byla též aktivní, stejně jako její manžel, v opozici vůči Vietnamské válce a v ženském osvobozeneckém hnutí. Během prvních devíti měsíců roku 1967 propuklo 164 nepokojů ve 128 amerických městech. Frustrace ze zdánlivě pomalého pokroku integračního hnutí vedla počátkem 60. let k vynoření radikálnějších proudů, které zase následně daly vzniknout hnutí Černá síla (Black Power) během pozdních 60. a raných 70. let. Tato dekáda nakonec znamenala velký krok směrem k integraci, zejména v oblasti vládních služeb, sportu a zábavy.
Také domorodí Američané (indiáni) se začali hlásit o svá územní práva a obraceli se na federální soudy. Ve svých protestech obviňovali federální vládu z nedodržování uzavřených smluv. Jedním z nejvýraznějších indiánských sdružení bylo Hnutí amerických indiánů (American Indian Movement, AIM).

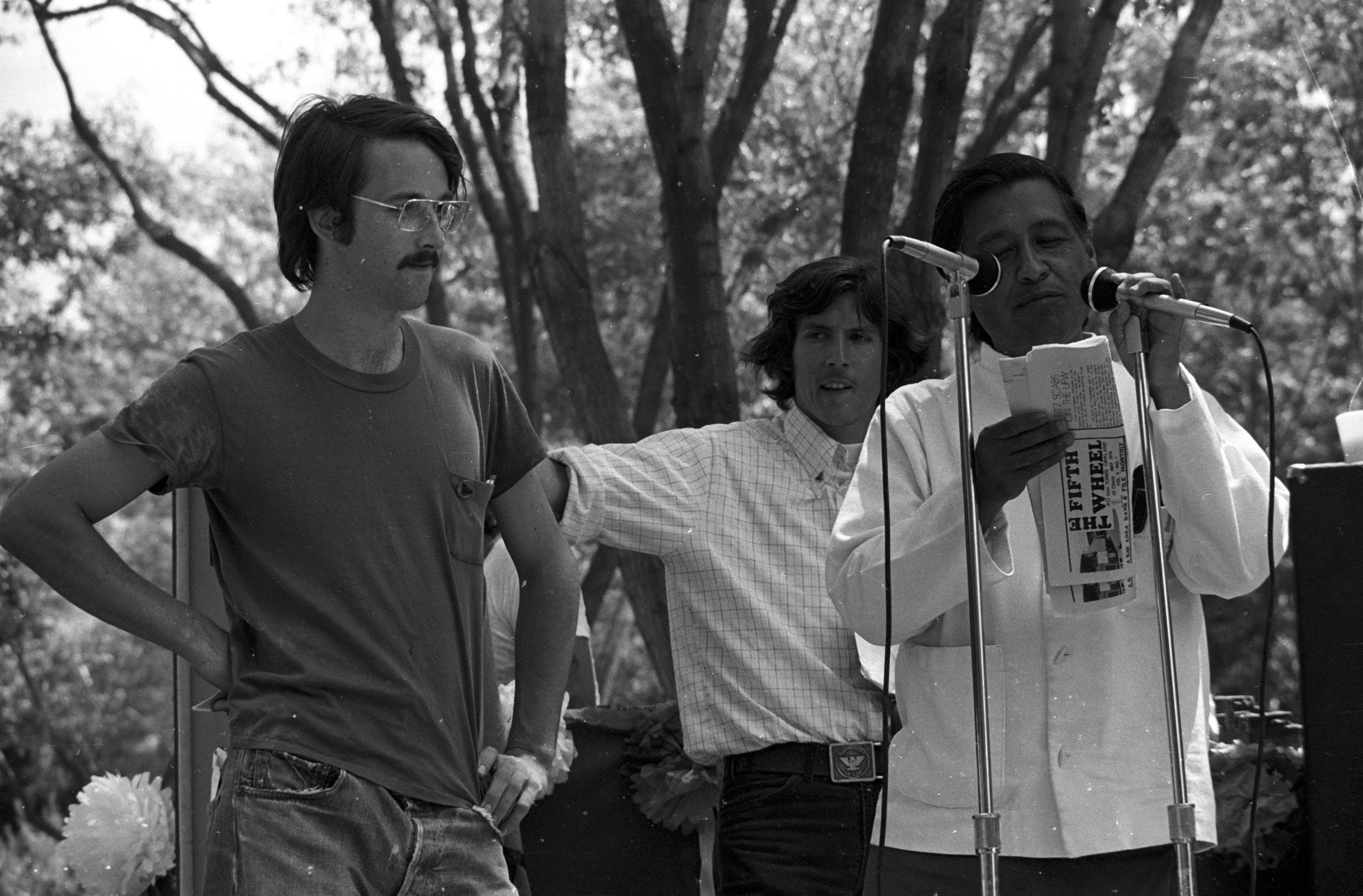
Chávez (vpravo) hovořící na sjezdu United Farm Workers roku 1974 ve městě Delano, Kalifornie.

Další emancipující se skupinou byli mexičtí Američané. V šedesátých letech začal aktivista César Chávez v Kalifornii organizovat špatně placené mexikoamerické zemědělské pracovníky. Vedl pět let trvající stávky sběračů hroznů. Poté Chávez vytvořil první úspěšné odborové sdružení zemědělských pracovníků, i když jeho United Farm Workers of America (UFW) po několika letech ztratil na síle. Chávez zemřel v roce 1993 a po své smrti se stal ikonou a „lidovým svatým“ v panteonu mexických Američanů.

#### Ženské hnutí
Od počátku 60. let začala národem procházet nová vlna uvědomění si nerovnoprávného postavení amerických žen. Na jejím počátku byl bestseller The Feminine Mystique z roku 1963 autorky Betty Friedan. Ukazoval, jak mnoho žen v domácnosti trpí pocity uvěznění a nenaplnění, obviňoval americkou kulturu z vytvoření představy, že ženy mohou najít životní náplň pouze v rolích manželek, matek a hospodyněk a polemizoval, že ženy jsou právě tak schopné jako muži vykonávat jakýkoliv druh práce. V roce 1966 založila Friedanová a další ženy Národní organizaci pro ženy (National Organization for Women, NOW), která měla být obdobou NAACP pro Afroameričany.

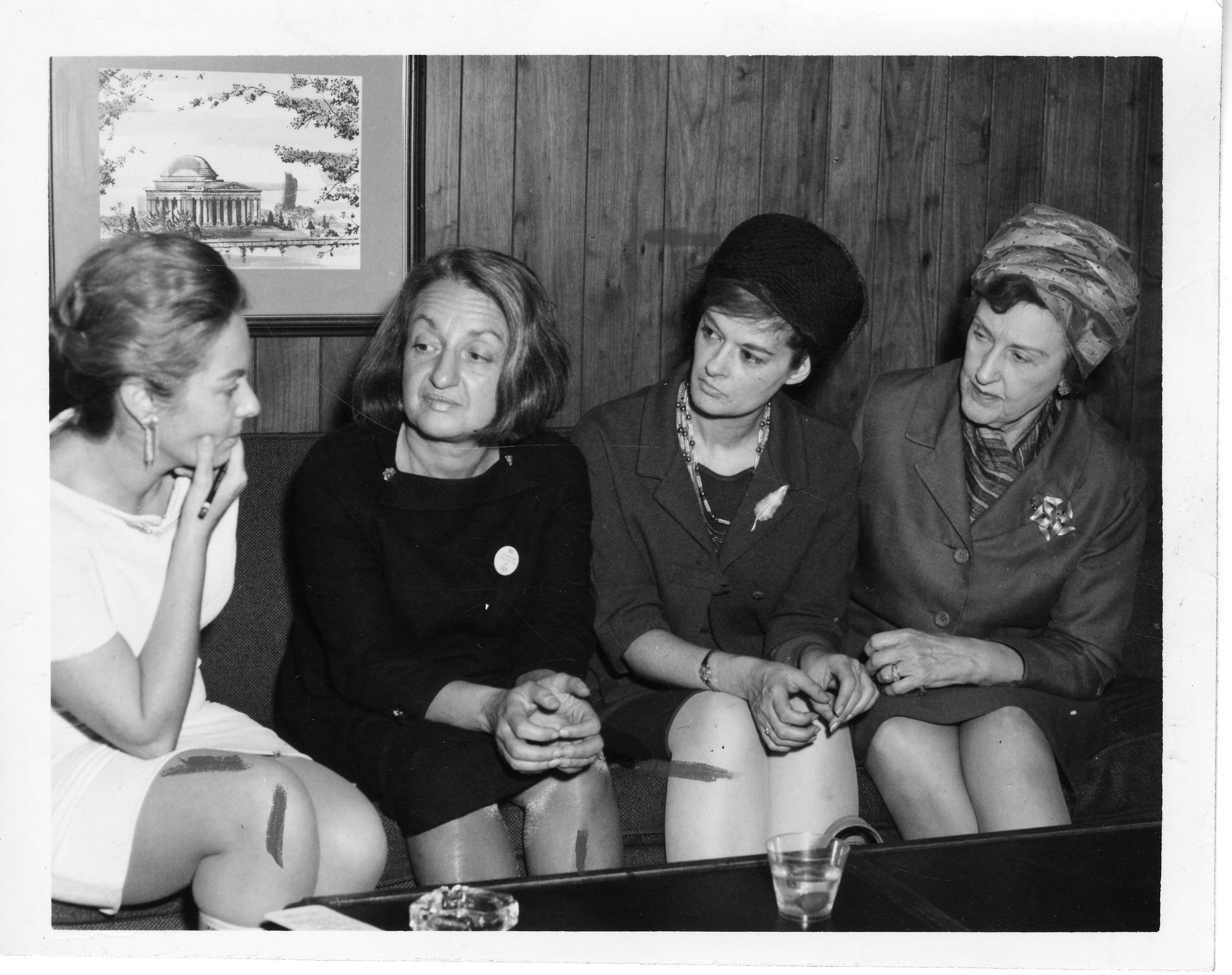
Zakladatelka a prezidentka NOW Betty Friedanová, spolupředsedkyně NOW a lobistka Barbara Iretonová a feministická advokátka Marguerite Rawaltová, 1968.

Začaly protesty a nové Hnutí za osvobození žen (Women's Liberation Movement) postupně nabývalo na velikosti a síle, získalo velkou pozornost médií a do roku 1968 vystřídalo hnutí občanských práv jako hlavní americkou společenskou revoluci. Pochody, přehlídky, shromáždění, bojkoty a protestní hlídky přinesly účast tisíců, někdy i milionů příznivců. Ženy dosáhly značného pokroku v uplatnění na poli lékařství, právnictví a podnikání, avšak jen málo jich bylo zvoleno do veřejných funkcí. Hnutí však se brzy rozštěpilo na frakce podle politické ideologie (NOW jako levice, Akční liga ženské rovnosti (Women's Equity Action League, WEAL) jako pravice, Národní ženský politický klub (National Women's Political Caucus, NWPC) jako střed a radikálnější skupiny tvořené mladšími ženami se řadily ke krajní levici). Ratifikaci návrhu dodatku ústavy o rovnosti pohlaví, který schválil Kongres v roce 1972, zabránila konzervativní koalice mobilizovaná Phyllis Schlaflyovou. Podle nich tento návrh degradoval postavení žen v domácnosti a umožnil by vojenské odvody mladých žen.
Přesto však byla schválena řada federálních zákonů, zaručujících rovnost v otázce platů, zaměstnání, vzdělání, pracovních příležitosti a úvěrů, legalizujících umělé potraty a požadujících, aby NASA, vojenské akademie a další organizace umožnily přijímání žen). K nim se přidaly státní zákony (např. zakazujících domácí násilí a manželské znásilnění) a rozhodnutí Nejvyššího soudu (např. rozhodnutí, že klauzule Čtrnáctého dodatku o rovnosti ochrany se vztahuje i na ženy). Tyto legislativní reformy stanovily rovnost pohlaví před zákonem. Společenské zvyklosti a povědomí se začaly měnit směrem k akceptaci rovnoprávnosti žen. Kontroverzní byla otázka potratů, které Nejvyšší soud rozhodnutím v případu Roe vs. Wade (1973) stanovil jako základní právo a nařídil legalizaci umělých potratů ve všech státech Spojených států a povolil i potraty ve druhém a třetím trimestru. Tento precedent je ve Spojených státech předmětem debat.

#### Revolta kontrakultury a détente Studené války

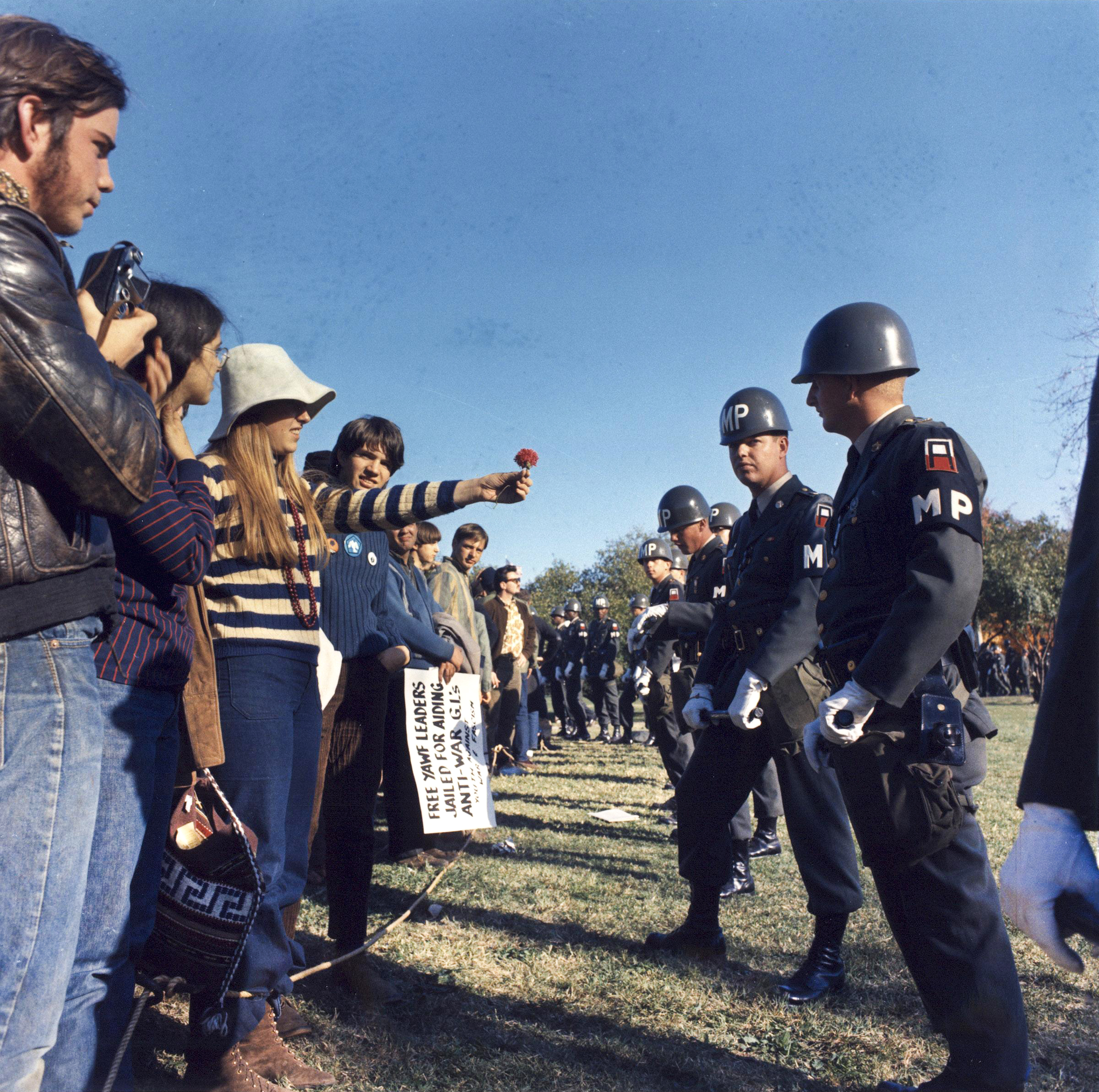
Demonstrace proti vietnamské válce, 1967

Uprostřed studené války Spojené státy vstoupily do války ve Vietnamu; její vzrůstající nepopularita mezi domácí veřejností přiživovala již existující sociální protestní hnutí žen, menšin a mládeže. Sociální programy projektu Great Society prezidenta Johnsona a četná rozhodnutí Nejvyššího soudu za předsednictví Earla Warrena přispěly k rozsáhlému spektru sociálních reforem během šedesátých a sedmdesátých let. Feminismus a environmentalismus se staly politickými silami a vývoj pokračoval směrem k zajištění občanských práv pro všechny Američany. Koncem 60. a počátkem 70. let zasáhla Spojené státy a většinu západního světa kontrakulturní revolta, která ve „válce kultur“ ještě hlouběji rozdělila Američany, přinášela však také liberálnější sociální názory.
Roku 1969 Johnsona v úřadu prezidenta vystřídal republikán Richard Nixon, který se snažil postupně přesunout břemeno války na jihovietnamskou armádu. Roku 1973 vyjednal mírovou smlouvu, která zajistila propuštění amerických zajatců a vedla ke stažení amerických vojáků z Vietnamu. Válka stála životy 58 000 amerických vojáků. Nixonovi se obratnou diplomacií podařilo využít tehdejší ostrou roztržku mezi Sovětským svazem a Čínou ve prospěch Spojených států. Dosáhl s oběma stranami uvolnění vztahů, tzv. détente.

Prezident Nixon si potřásá rukou s čínským premiérem Čou En-lajem. Nixonova návštěva Číny v roce 1972 byla krokem k normalizaci vztahů mezi Spojenými státy a komunistickou Čínou.

V letech 1972–1974 Nixonovo období poznamenala aféra Watergate, během níž se Nixonova administrativa pokoušela krýt své podřízené, kteří se vloupali do ústředí Demokratické strany v kancelářském komplexu Watergate ve Washingtonu. Skandál zničil Nixonovu politickou základnu, řadu jeho poradců poslal do vězení a vedl k Nixonově rezignaci dne 9. srpna 1974. Na postu prezidenta jej nahradil dosavadní viceprezident Gerald Ford. Pád Saigonu v dubnu 1975 fakticky ukončil válku ve Vietnamu a vyústil v opětovné sjednocení Severního a Jižního Vietnamu. Ve stejném roce zvítězili komunisté i v sousední Kambodži a Laosu.
Ropné embargo zemí OPEC v roce 1973 znamenalo počátek dlouhodobé přeměny hospodářství, neboť poprvé v historii došlo ke skokovému nárůstu cen energií a americké továrny začaly čelit vážné konkurenci zahraničních producentů automobilů, oděvů, elektroniky a spotřebního zboží. Koncem sedmdesátých let ekonomika trpěla energetickou krizí, pomalým hospodářským růstem, vysokou nezaměstnaností a velmi vysokou inflací spojenou s vysokými úrokovými sazbami (tzv. stagflace). Tehdejší všeobecná shoda ekonomů nad výhodami deregulace vedla k ukončení řady regulací z období New Dealu, například v oblasti dopravy, bankovnictví a telekomunikací.
V roce 1976 byl zvolen prezidentem Jimmy Carter, který se ve své volební kampani prezentoval jako člověk stojící mimo washingtonský politický establishment. Carterovým příspěvkem na mezinárodní scéně se stalo zprostředkování dohod z Camp Davidu mezi Izraelem a Egyptem. V roce 1979 íránští studenti obsadili americké velvyslanectví v Teheránu a vzali 66 přítomných Američanů jako rukojmí, čímž vyvrcholila politická krize mezi Spojenými státy a Íránem po íránské islámské revoluci. Krize rukojmích a pokračující stagflace přispěly ke Carterově porážce ve volbách roku 1980, v nichž zvítězil republikán Ronald Reagan. Dne 20. ledna 1981, krátce po skončení Carterova funkčního období, byli zbývající američtí rukojmí propuštěni a tím skončila 444 dní trvající krize.

### Závěr 20. století

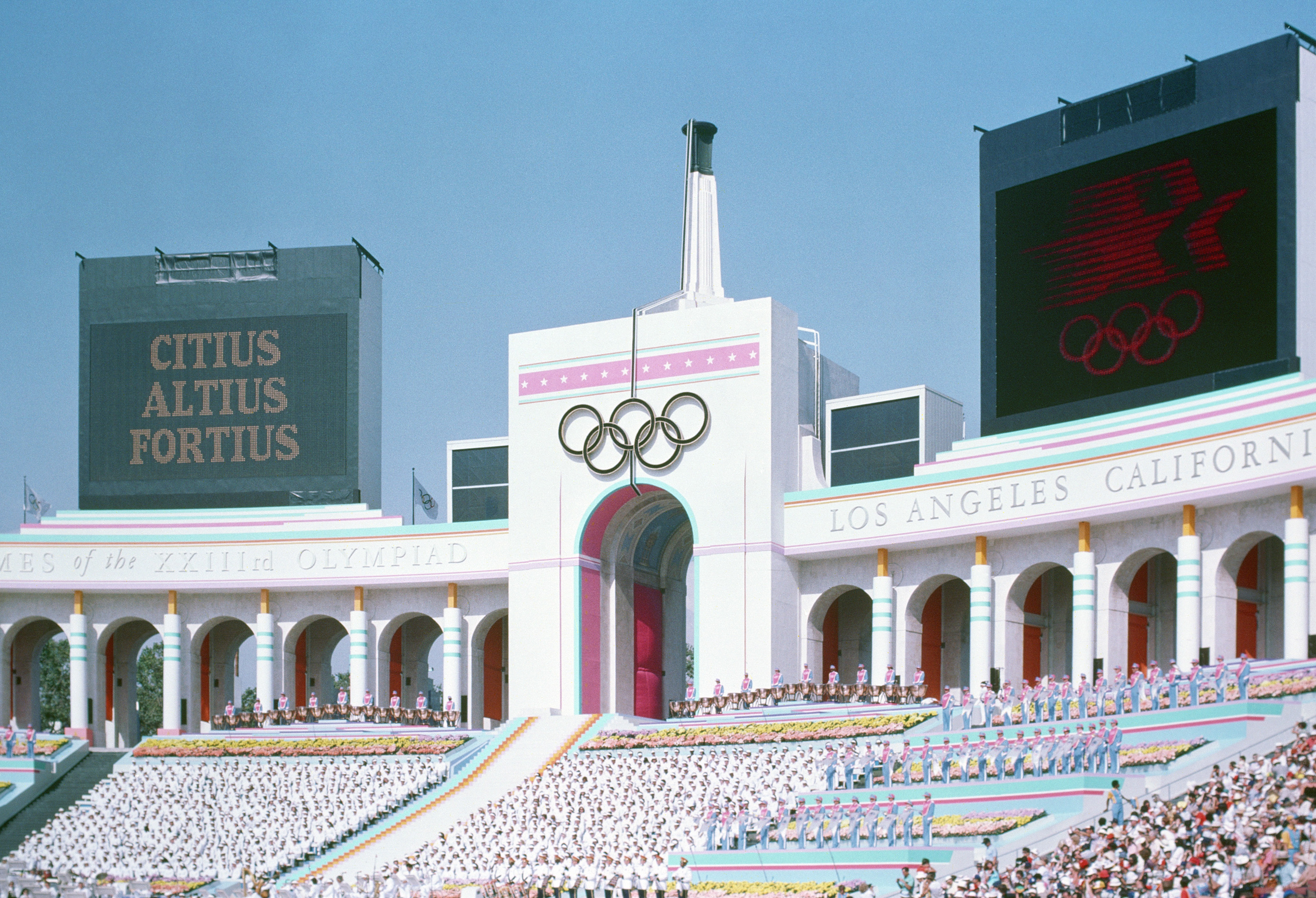
Zahajovací ceremoniál letních olympijských her 1984 v Los Angeles. Poznamenal je bojkot Sovětského svazu a dalších zemí Východního bloku.

Reaganova vítězství ve volbách 1980 a 1984 znamenala zásadní posun politických sil. Jeho ekonomická politika (nazvaná „Reaganomika“) a zavedení daňového zákona z roku 1981 (Economic Recovery Tax Act of 1981) vedly v průběhu sedmi let ke snížení horní daňové sazby ze 70 % na 28 %. Reagan pokračoval ve snižování federálních daní a omezovaní regulací. Spojené státy v roce 1982 zažívaly recesi, ale negativní hospodářské ukazatele se obrátily, přičemž míra inflace klesla z 11 % na 2 %, míra nezaměstnanosti klesla z 10,8 % v prosinci 1982 na 7,5 % v listopadu 1984 a míra hospodářského růstu vzrostla ze 4,5 % na 7,2 %.
Reagan nařídil posílení amerických ozbrojených sil, což vedlo k dodatečným rozpočtovým deficitům. Reagan představil komplikovaný systém protiraketové obrany, známý jako Strategická obranná iniciativa (SDI) (přezdívaná „hvězdné války“), který by teoreticky umožnil sestřelit jaderné střely směřující na Spojené státy pomocí laserových systémů umístěných na oběžné dráze. Sověti reagovali popuzeně, protože uvedený projekt považovali za porušení Smlouvy o omezení systému protiraketové obrany z roku 1972 a měli za to, že naruší rovnováhu sil a poskytne Spojeným státům velkou vojenskou výhodu. Dlouhá léta sovětský vůdce Michail Gorbačov vehementně protestoval proti SDI. Koncem 80. let však usoudil, že systém nikdy nebude fungovat a neměl by nadále blokovat možnost uzavření odzbrojovacích dohod se Spojenými státy.
Reaganova invaze na Grenadu a bombardování Libye byly v USA populární, ačkoli jeho podporu pravicových povstaleckých skupin Contras přivedla do problémů kontroverze kolem aféry Írán-Contras, která odhalila Reaganův špatný způsob řízení svých podřízených.

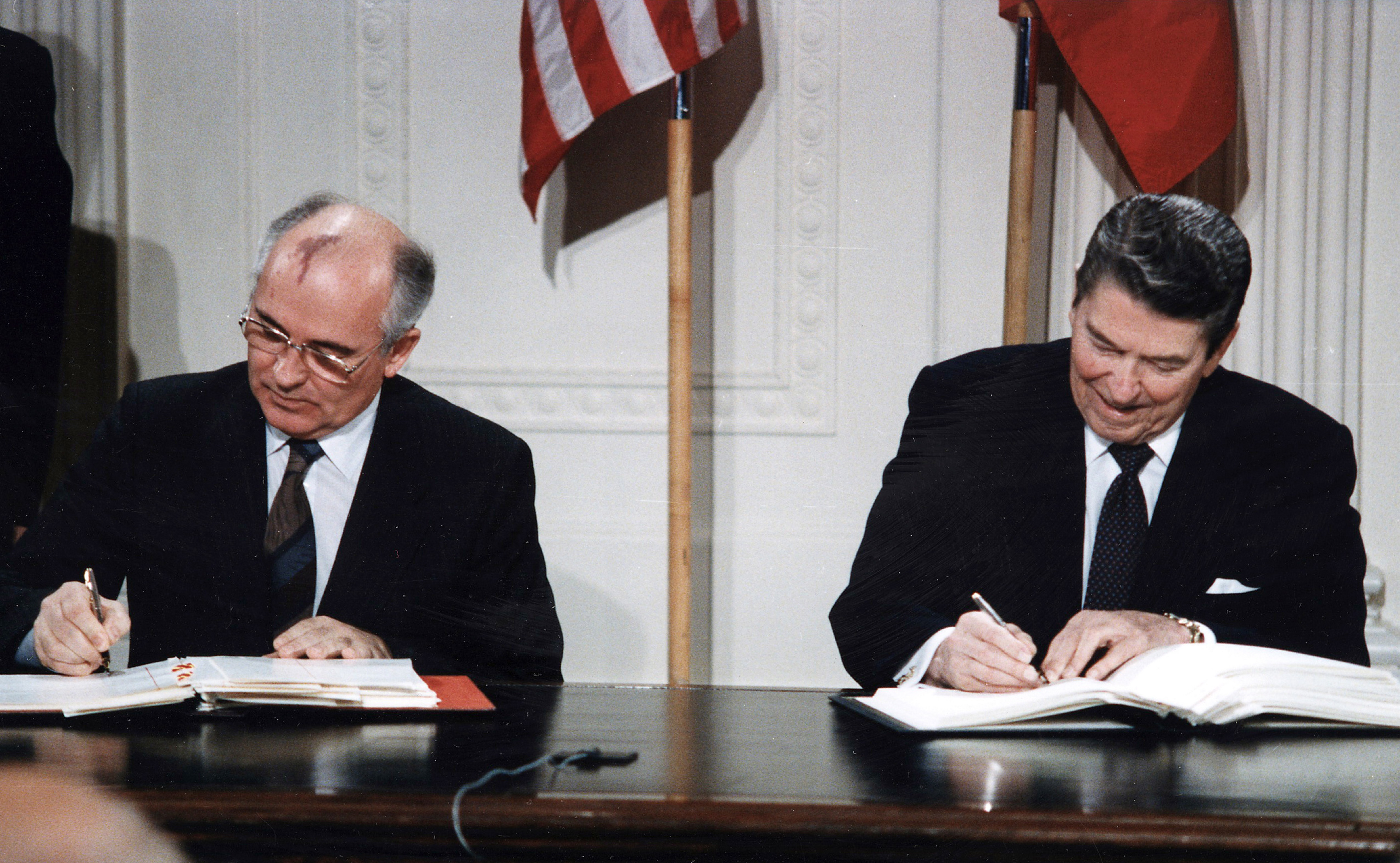
Reagan a Gorbačov podepisují Smlouvu o likvidaci raket středního a kratšího doletu, prosinec 1987

Reagan se čtyřikrát setkal se sovětským vůdcem Michailem Gorbačovem, a jejich vrcholné konference vedly k podpisu Smlouvy o likvidaci raket středního a krátkého doletu. Gorbačov se snažil reformami zachránit hroutící se sovětské hospodářství a navázat lepší vztahy se Západem. Jedním z kroků mělo být ukončení nákladných závodů ve zbrojení s Amerikou. Sovětský svaz ponechal své východoevropské satelity svému osudu a následkem byla vlna pádů jejich komunistických režimů koncem roku 1989. Samotný Sovětský svaz zanikl 26. prosince 1991, čímž skončila americko-sovětská studená válka.
Spojené státy se staly jedinou zbývající supervelmocí a během 90. let pokračovaly v zasahování do mezinárodních záležitostí, včetně války v Perském zálivu proti Iráku v roce 1991. Roku 1992 byl zvolen prezidentem demokrat Bill Clinton, za jeho administrativy země prožívala jedno z nejdelších období hospodářského růstu a bezprecedentních zisků cenných papírů, který byl vedlejším efektem digitální revoluce a nových podnikatelských příležitosti vytvořených rozšířením Internetu. Clinton ve spolupráci s republikány ovládaným Kongresem dosáhl přijetí prvního vyrovnaného federálního rozpočtu za posledních 30 let.

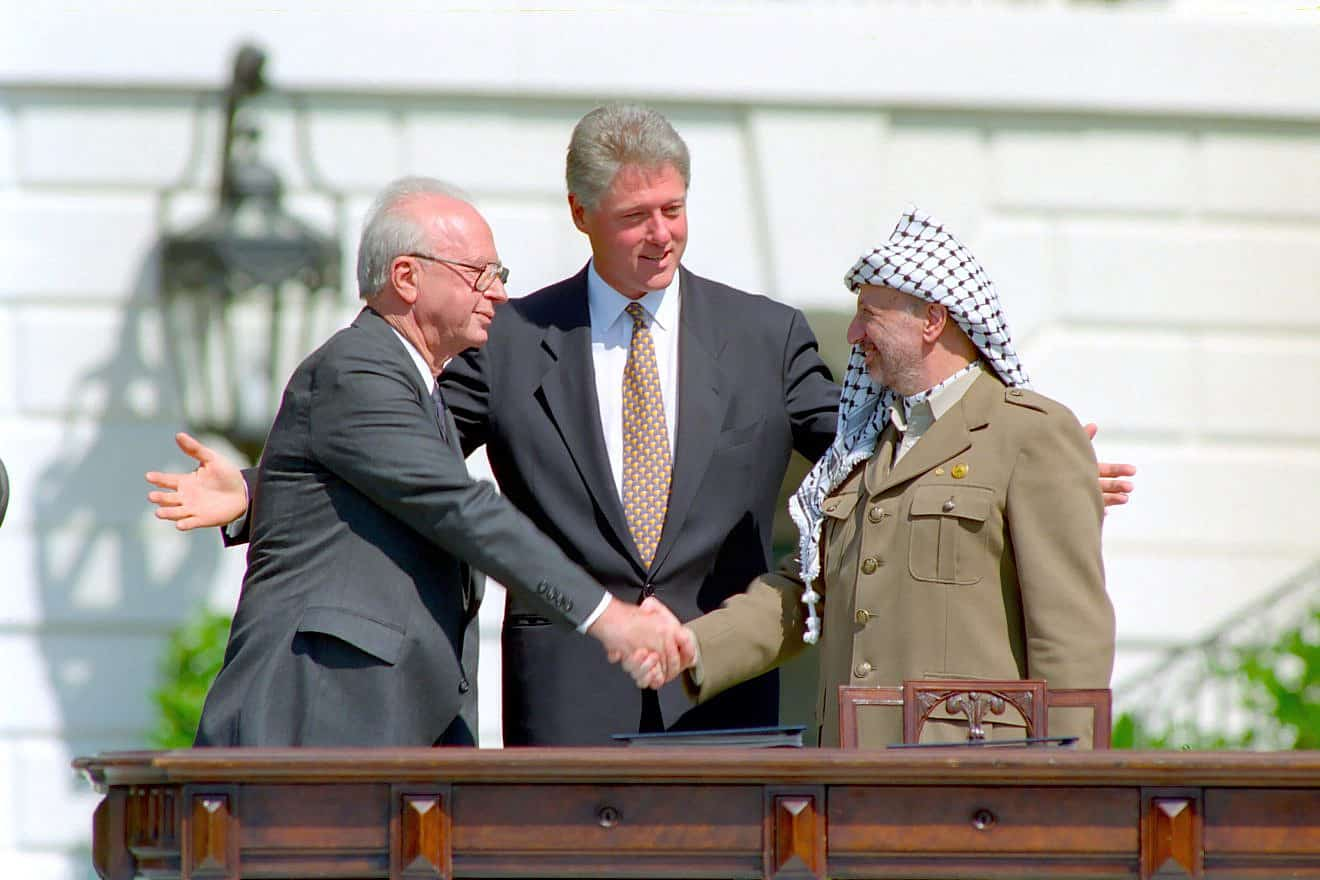
Jicchak Rabin, Bill Clinton a Jásir Arafat po podepsání mírových dohod z Osla dne 13. září 1993

V roce 1998 Sněmovna reprezentantů podala na prezidenta Clintona impeachment na základě obvinění ze lhaní o sexuálním vztahu se stážistkou v Bílém domě Monikou Lewinskou, Senát ho však neuznal vinným. Selhání impeachmentu a zisky demokratů ve volbách v roce 1998 přinutily republikánského předsedy Sněmovny reprezentantů Newta Gingriche odstoupit z Kongresu.
Republikánská strana po roce 1968 (s výjimkou roku 1976) rozšířila svou volební základnu po celém Jihu, především díky silné podpoře mezi sociálně konzervativními bílými evangelickými protestanty a tradicionalistickými římskými katolíky, kteří doplnili její tradiční voliče z řad podnikatelské sféry a předměstského obyvatelstva. Jelikož bílí demokraté na jihu v 90. letech ztratili dominanci, v regionu se nastavil systém dvou stran, který charakterizoval většinu národa. Sociologové Caplow ad. uvádí: „Republikánská strana na celostátní úrovni zaznamenala přesun z pravého středu do středu ve 40. a 50. letech 20. století a poté se v 70. a 80. letech opět přesunula doprava.“ Dále dodávají: „Demokratická strana na celostátní úrovni se v 40. a 50. letech 20. století odklonila z levého středu ke středu a pak se v 70. a 80. letech 20. století posunula dále směrem k pravému středu.“ 

Průběh burzovního indexu NASDAQ Composite ukazuje strmý růst koncem 90. let a následný propad po splasknutí „internetové bubliny“ po roce 2000.

Prezidentské volby v roce 2000 mezi Georgem W. Bushem a Alem Gorem byly jedněmi z nevyrovnanějších v historii Spojených států a pomohly zasít sémě budoucí politické polarizace. Hlasování v rozhodujícím státě Florida bylo velmi těsné a vyvolalo dramatický spor nad sčítáním hlasů. Nejvyšší soud USA v případu Bush v. Gore ukončil přepočítání hlasů poměrem 5 ku 4. To znamenalo, že Bush, tehdy ve vedení, vyhrál na Floridě a v celých volbách. Včetně roku 2000, demokraté převýšili na počty hlasů republikány ve všech celostátních volbách od roku 1992 do roku 2016, s výjimkou roku 2004.
Přehnaná očekávání „nové ekonomiky“ a prudký rozvoj Internetu koncem 90. let vedly k období spekulativních investic do internetových firem. Vrchol této ekonomické bubliny nastal kolem roku 2000, poté následoval prudký pád a krach mnoha internetových společností, tzv. dot-comů.

## 21. století

### 9/11 a Válka proti terorismu

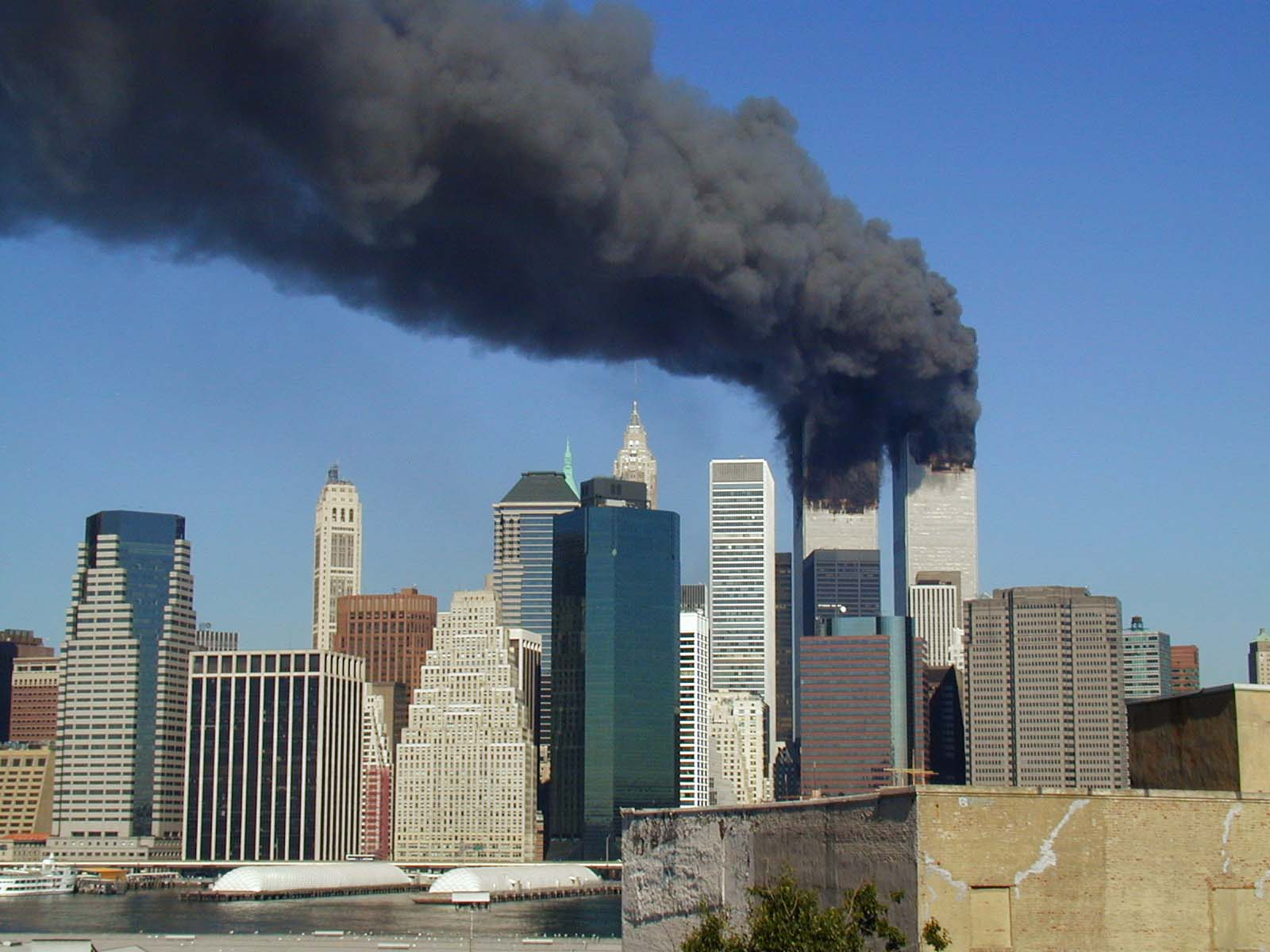
Hořící věže Světového obchodního centra krátce po nárazu letadel, 11. září 2001

Počátek 21. století poznamenaly teroristické útoky 11. září 2001, při nichž teroristé z islamistické organizace Al-Káida unesli čtyři dopravní letadla a poté s nimi provedli sebevražedné nálety na budovy Světového obchodního centra (WTC) v New Yorku a na budovu Pentagonu ve Washingtonu. Dvě věže WTC se zhruba dvě hodiny po nárazu letadel zřítily, zničeno bylo také jedno křídlo Pentagonu. Útoky si vyžádaly 2977 obětí. V reakci na tento bezprecedentní útok prezident George W. Bush dne 20. září vyhlásil „válku proti terorismu“. Následně dne 7. října 2001 Spojené státy a NATO provedly invazi do Afghánistánu zaměřenou na zničení režimu Tálibánu, který poskytoval Al-Káidě a jejímu vůdci Usámovi bin Ládinovi bezpečné útočiště.
Federální vláda zavedla nová opatření s cílem zabránit budoucím útokům. Kontroverzní USA PATRIOT Act zvýšil pravomoc vlády při sledování komunikací a odstranil právní omezení pro sdílení informací mezi federálními policejními a zpravodajskými složkami. Vzniklo nové Ministerstvo vnitřní bezpečnosti určené k vedení a koordinování federálních protiteroristických aktivit. Některé z těchto aktivit, zejména zacházení se zadrženými ve věznici na základně Guantanámo, vedly k obviněním federální vlády z porušování lidských práv.

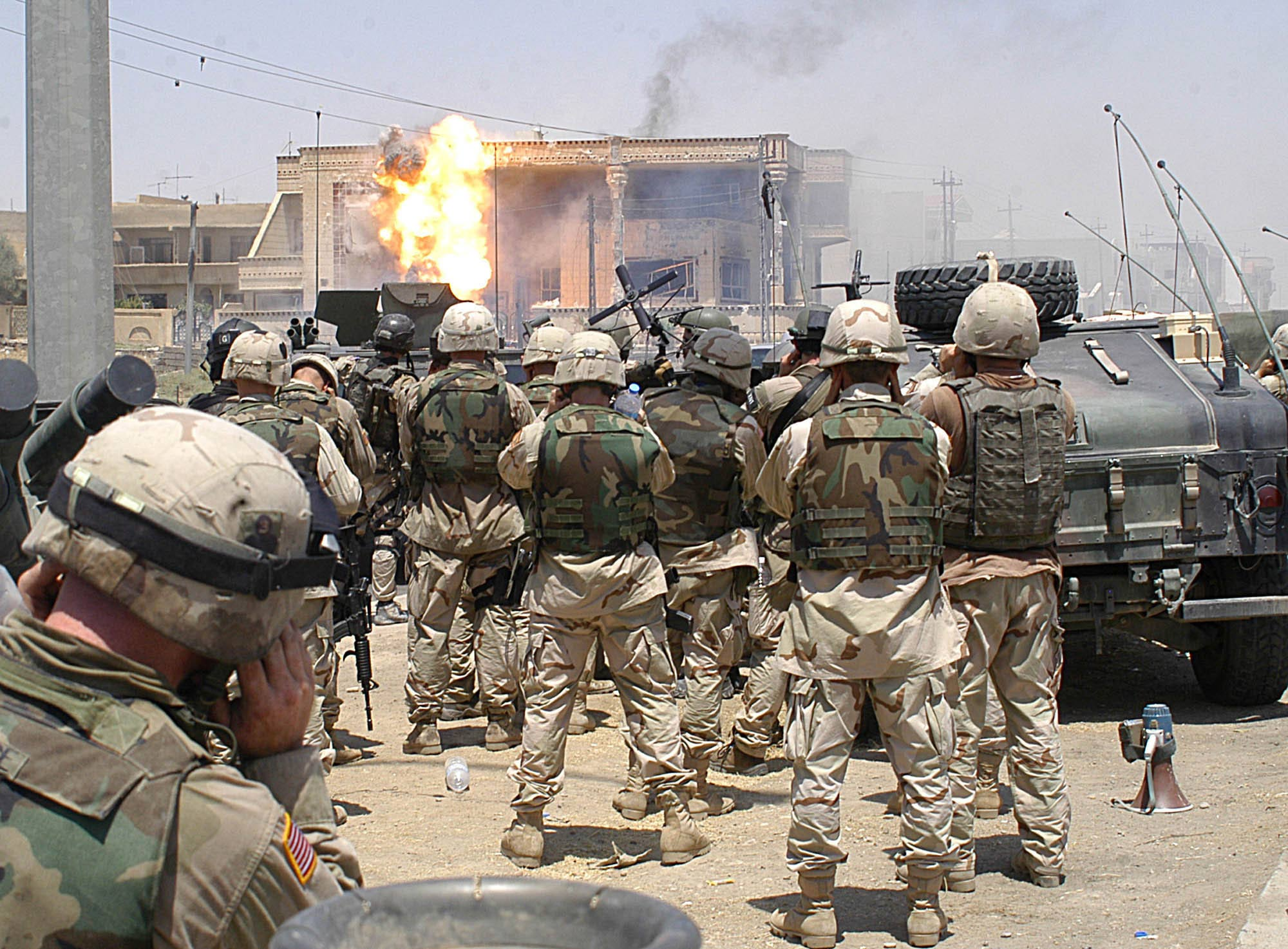
Američtí vojáci u skrýše Udaje a Kusaje, synů Saddáma Husajna, červenec 2003

V březnu 2003 zahájily Spojené státy invazi do Iráku, což vedlo ke zhroucení irácké vlády a později zadržení iráckého diktátora Saddáma Husajna, s nímž USA měly dlouhodobě napjaté vztahy. Důvody pro invazi uváděné Bushovou administrativou zahrnovaly šíření demokracie, likvidaci zbraní hromadného ničení (což byl i klíčový požadavek OSN, i když pozdější vyšetřování prokázalo, že část zpravodajských informací byla nepřesná), a osvobození iráckého lidu. Přestože invaze zpočátku dosáhla určitých úspěchů, pokračující válka v Iráku vyvolávala mezinárodní protesty a zaznamenávala postupný pokles domácí podpory. V roce 2007, po letech násilí vyvolaného iráckými povstaleckými útoky, prezident Bush nechal navýšit počty přítomných amerických vojáků. Zatímco počet obětí klesl, Irák zůstával politicky nestabilní.
Nepopularita prezidenta Bushe a války v Iráku spolu s propuklou finanční krizí vedly roku 2008 k volbě Baracka Obamy, prvního afroamerického prezidenta Spojených států. Po svém zvolení Obama neochotně pokračoval ve válečných akcích v Iráku až do 31. srpna 2010, kdy prohlásil bojové operace za ukončené. Nicméně 50 000 amerických vojáků a vojenského personálu bylo ponecháno v Iráku, aby asistovalo iráckým silám, pomáhalo chránit stahované síly a provádělo protiteroristické zásahy až do 15. prosince 2011, kdy byla válka formálně ukončena a poslední vojáci opustili zemi. Současně Obama zvýšil americkou angažovanost v Afghánistánu a zahájil strategii „nasycení“ dalšími 30 000 vojáky, zároveň však oznámil záměr začít stahovat vojska v prosinci 2014. Obama také zakázal mučení vězňů v Guantanámu, obecně však zachoval Bushovu politiku k těmto zadrženým, zároveň doporučil budoucí uzavření věznice.

Letouny F/A-18F Super Hornet startují z paluby letadlové lodi USS Carl Vinson během operace Inherent Resolve, leteckých úderů proti Islámskému státu, říjen 2014

Úsáma bin Ládin byl po desetiletém skrývání nakonec nalezen a zabit v květnu 2011 v Pákistánu během akce amerických námořních speciálních sil. Přestože Al-Káida v Afghánistánu se dostala na hranici kolapsu, její odnože v Jemenu a dalších zemích pokračovaly v činnosti.
V roce 2014 začal získávat na síle Islámský stát v Iráku a Levantě (ISIS), dříve známý jako Al-Káida v Iráku. Kromě toho, že ovládl velkou část západního Iráku a východní Sýrie, ISIS také popravil tři novináře, dva americké a jednoho britského. Tyto události vedly v září 2014 k zahájení velké vojenské intervence Spojených států a jejích spojenců v regionu.
Dne 28. prosince 2014 prezident Obama oficiálně ukončil vojenskou misi v Afghánistánu a slíbil stažení zbývajících amerických jednotek na konci roku 2016, s výjimkou ochrany velvyslanectví.

### Velká recese
V září 2008 upadly Spojené státy a většina Evropy do nejdelší recese po druhé světové válce, často nazývané „Velká recese“. Byla důsledkem několika vzájemně se překrývajících krizí, zejména krize na trhu s nemovitostmi, hypotéční krize, růstu cen ropy, krize automobilového průmyslu, rostoucí nezaměstnanosti a nejhorší finanční krize od Velké hospodářské krize. Finanční krize ohrozila stabilitu celé ekonomiky, v září 2008 zbankrotovala velká banka Lehman Brothers a další obří banky byly vážně ohroženy. Počínaje říjnem federální vláda poskytla finančním institucím půjčky v hodnotě 245 miliard dolarů prostřednictvím Troubled Asset Relief Program, schváleným republikány i demokraty v Kongresu a podepsaným prezidentem Bushem.

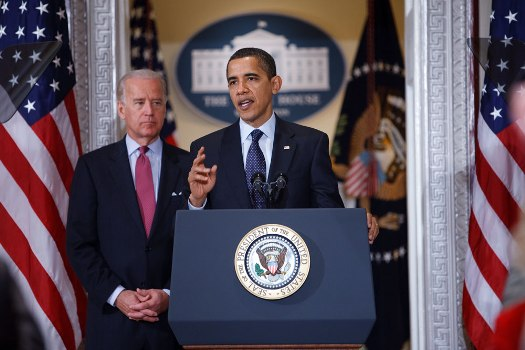
Projev prezidenta Obamy a viceprezidenta Bidena o zavedení American Recovery and Reinvestment Act, březen 2009

Bushův nástupce Barack Obama podepsal zákon American Recovery and Reinvestment Act of 2009, což byl ekonomický stimul ve výši 787 miliard dolarů, jehož cílem bylo pomoci ekonomice zotavit se z prohlubující se recese. Obama, stejně jako Bush, podnikl kroky k záchraně automobilového průmyslu a zabránění budoucím ekonomickým propadům. Patřily mezi ně sanace společností General Motors a Chrysler jejichž vlastnictví přešlo dočasně do rukou státu a program „Cash for Clunkers“, který dočasně podpořil prodej nových automobilů.
Recese oficiálně skončila v červnu 2009 a ekonomika se pomalu začala zotavovat. Míra nezaměstnanosti dosáhla v říjnu 2009 maxima 10,1 % po nárůstu z 4,7 % v listopadu 2007 a od října 2015 se vrátila na 5,0 %. Celkový hospodářský růst však v 10. letech 21. století zůstal slabší v porovnání s růstem předchozích desetiletí.

### Poslední události
V letech 2009–2010 Kongres schválil řadu významných legislativních opatření, následně podepsaných prezidentem Obamou, například Zákon o ochraně pacientů a dostupné péči (Patient Protection and Affordable Care Act), přezdívaný „Obamacare“, Dodd–Frank Wall Street Reform and Consumer Protection Act, nebo Don't Ask, Don't Tell Repeal Act, který umožnil, aby osoby sloužící v amerických ozbrojených silách nemusely skrývat sexuální orientaci. Po volbách 2010 ovládli republikáni Sněmovnu reprezentantů a demokraté Senát. Rozhořely se vášnivé debaty o zvýšení stropu státního zadlužení, omezení daňových úlev pro osoby s nejvyššími příjmy a o dalších klíčových otázkách. Tyto probíhající debaty vedly k tomu, že prezident Obama v roce 2011 podepsal zákon o rozpočtové kontrole. Po Obamově znovuzvolení v listopadu 2012 Kongres přijal American Taxpayer Relief Act of 2012, který zvýšil daně pro nejvíce vydělávající. Výzvy republikánských kongresmanů ke zrušení Patient Protection and Affordable Care Act spolu s dalšími požadavky vedla k první vládní odstávce od doby Clintonovy administrativy a téměř vedla k prvnímu selhání schválení státního deficitu od 19. století. V důsledku veřejné nespokojenosti s oběma stranami v Kongresu rostoucí od počátku desetiletí klesla veřejná důvěra v Kongres na rekordně nízké hodnoty (11 % v říjnu 2013).
Během 10. let došlo také k růstu nových politických hnutí, jako je například konzervativní hnutí Tea Party a liberální hnutí Occupy.

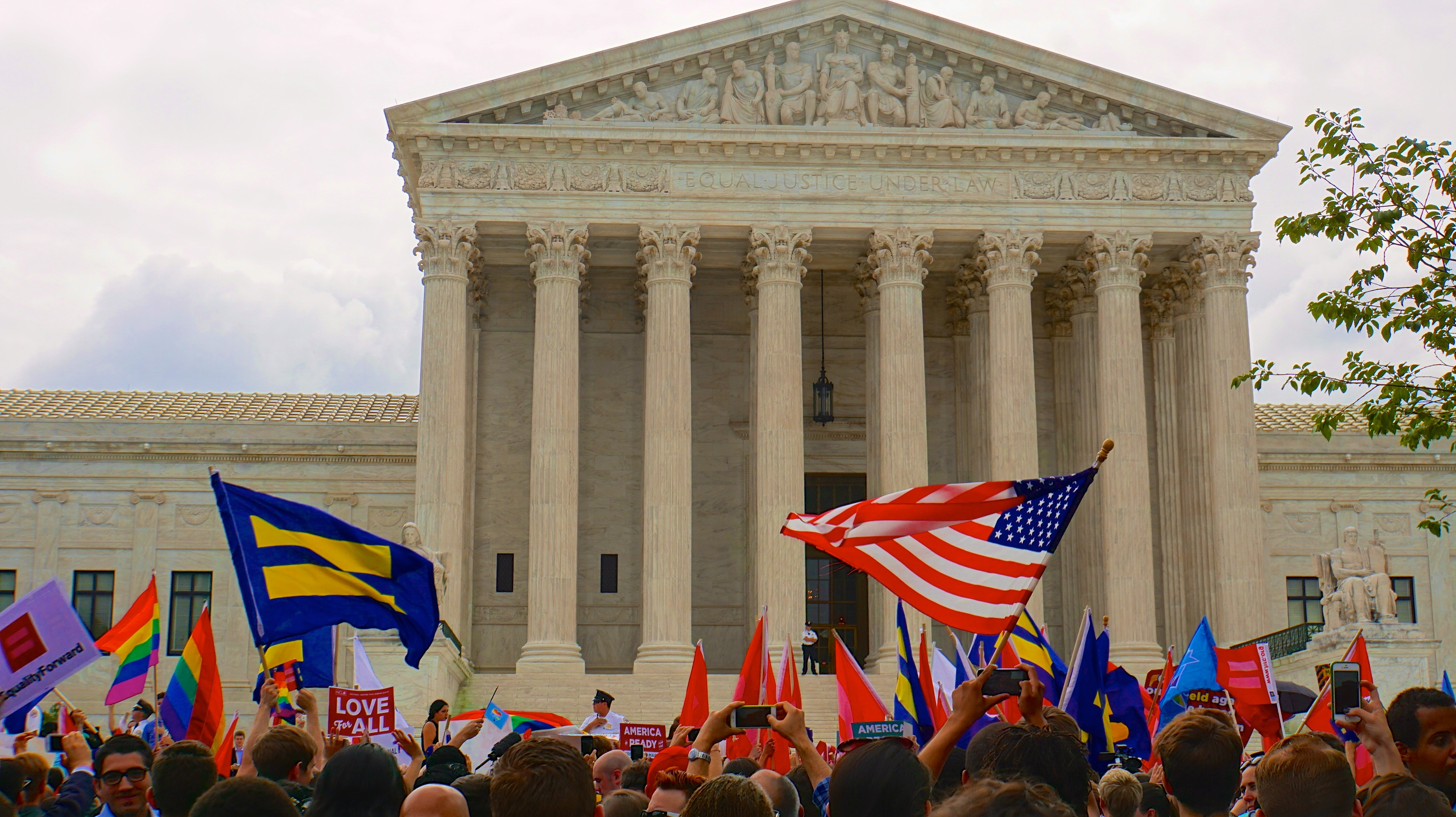
Dav před budovou Nejvyššího soudu reaguje na rozhodnutí soudu v případu Obergefell vs. Hodges, červen 2016

Pokračující debata o otázkách práv LGBT komunity, zejména manželství osob stejného pohlaví, se začala přesouvat ve prospěch stejnopohlavních párů, což se odráželo v desítkách veřejných průzkumů uskutečněných v prvních letech desetiletí. V roce 2012 se prezident Obama stal prvním prezidentem, který otevřeně podpořil manželství osob stejného pohlaví, a rozhodnutí Nejvyššího soudu v roce 2013 v případě Spojené státy vs. Windsor umožnilo uznání stejnopohlavních svazků na federální úrovni. V červnu 2015 Nejvyšší soud Spojených států celostátně legalizoval homosexuální manželství v případě Obergefell vs. Hodges.
Prezidentské volby v listopadu 2016 vyhrál republikánský kandidát Donald Trump, s přísliby, jako je zvýšení ochrany hranic, zrušení Obamacare, snížení daní, deregulace a nevstupování do válek přímo nesouvisejících s americkými zájmy. Trump si vysloužil kritiku ze strany demokratů a liberálů, kteří jej obviňují z populismu a ohrožování amerického systému demokracie.
V roce 2020 zasáhla USA pandemie covidu-19, která si do konce roku vyžádala přes 320 000 obětí. Úmrtí George Floyda při policejním zákroku 25. května 2020 vyvolalo masové protesty v několika velkých městech. Proti protestujícím byla nasazena Národní garda. Policejní represe měly za následek posílení hnutí Black Lives Matter. V prezidentských volbách v listopadu 2020 zvítězil demokratický kandidát Joe Biden a po následujících volbách se v lednu 2025 do prezidentského úřadu vrátil Donald Trump.